# Liste der Kulturdenkmale in Klipphausen
In der Liste der Kulturdenkmale in Klipphausen sind die Kulturdenkmale der sächsischen Gemeinde Klipphausen verzeichnet, die bis September 2024 vom Landesamt für Denkmalpflege Sachsen erfasst wurden (ohne archäologische Kulturdenkmale). Die Anmerkungen sind zu beachten.
Diese Aufzählung ist eine Teilmenge der Liste der Kulturdenkmale im Landkreis Meißen.

## Klipphausen
| Bild                                    | Bezeichnung | Lage                                                                     | Datierung                                                                                               | Beschreibung | ID       |
| --------------------------------------- | --- | ------------------------------------------------------------------------ | --- | --- | -------- |
| Weitere Bilder                          | Lehmannmühle: Wohnmühlenhaus, Seitengebäude und Scheune eines Mühlenanwesens, dazu Zufahrtsbrücke über die Wilde Sau (Saubach) sowie Mühlgraben mit Wehranlage, Ober- und Unterlauf (mit Schützen und Fischanstieg), dazu Mühlentechnik, insbesondere Radgrube mit erneuertem Mühlrad                         | Am Mühlgraben 1 (Karte)                                                  | Bezeichnet mit 1704 (Mühle); um 1800 (Brücke); 2. Hälfte 19. Jahrhundert (Mahlgang); 1915 (Walzenstuhl) | Älteste erhaltene Mühle Ostsachsens, bemerkenswertes Mühlenanwesen insbesondere des frühen 18. Jahrhunderts, malerisches Fachwerkensemble, das Wohnmühlenhaus mit sehr alter Fachwerk-Konstruktion (Kopfstreben), baugeschichtlich, ortshistorisch und technikgeschichtlich von Bedeutung. Beim Wohnmühlenhaus ist nur der eigentliche rechte Mühlentrakt massiv untersetzt, beim dahinter befindlichen Seitengebäude das komplette Erdgeschoss. Die Scheune besteht ebenfalls aus Fachwerk, mit einem massiven Sockel. Die zweite kleinere Scheune (Schuppen) hat man mittlerweile abgebrochen. Das Mühlengrundstück wurde 1786 von Lehmann gekauft, daher der heutige Name. Die Brücke besteht in einem Bogen aus Bruchsteinmauerwerk. Die Lehmannmühle zeigt noch einen Großteil der einstigen Technik. Das Wasserrad in der Radgrube und das „stehende Zeug“ oder Unterantrieb (Übertragung der Drehbewegung von der Wasserradwelle auf das stehende Mühleisen) im Keller des Mühlentraktes wurden rekonstruiert. Im Erdgeschoss darüber (Walzenboden) befindet sich weitere Technik: Mahlgang mit Rüttelkasten, Walzenstuhl, Transmission und Steinkran. Mühlgraben teils Bruchsteinmauerwerk ausgemauert. Bundespreis für Handwerk in der Denkmalpflege 2006 in Sachsen, Sonderpreis. | 09268584 |
| Direkt Bild zu diesem Denkmal hochladen | Schlossmühle Klipphausen, Steyermühle: Wohnmühlenhaus, Seitengebäude und Scheune eines Mühlenanwesens, dazu Zufahrtsbrücke über die Wilde Sau (Saubach) | Am Mühlgraben 2 (Karte)                                                  | Um 1800 (Zufahrtsbrücke); 1. Hälfte 19. Jahrhundert, Kern älter (Mühle)                                 | Seitengebäude mit Fachwerk-Obergeschoss, Scheune und Wohnhaus Putzbauten, baugeschichtlich, ortshistorisch und technikgeschichtlich bedeutend. Zufahrtsbrücke über die Wilde Sau (Saubach) ist eine Einbogenbrücke, Technik nach Wagenbreth nicht erhalten, ehemaliger Vierseithof. | 09268888 |
| Weitere Bilder                          | Wegestein | Am Steinbruch 2 (vor), Ecke zu einem Feldweg nach Kleinschönberg (Karte) | 19. Jahrhundert                                                                                         | Verkehrsgeschichtlich von Bedeutung | 09268599 |
| Direkt Bild zu diesem Denkmal hochladen | Ehemaliges Brauhaus, heute Wohnhaus | Krauseminzgasse 2 (Karte)                                                | 1. Drittel 16. Jahrhundert                                                                              | Obergeschoss Fachwerk, altertümliche Fachwerkkonstruktion mit Kopfstreben, Kellergeschoss mit Renaissance-Sitznischenportal, ursprünglich zum benachbarten Rittergut gehörend, baugeschichtlich und ortsgeschichtlich von Bedeutung. Fachwerk massiv untersetzt, Kreuzgratgewölbe. | 09268582 |
| Direkt Bild zu diesem Denkmal hochladen | Seitengebäude (Wohnstallhaus) des ehemaligen Gasthofs | Meißner Straße 12 (Karte)                                                | Bezeichnet mit 1821                                                                                     | Obergeschoss Fachwerk verbrettert, baugeschichtlich und ortsgeschichtlich von Bedeutung | 09268589 |
| Direkt Bild zu diesem Denkmal hochladen | Wohnstallhaus mit angebauter Scheune und Seitengebäude eines Dreiseithofes | Meißner Straße 16 (Karte)                                                | 1. Hälfte 19. Jahrhundert (Wohnstallhaus); bezeichnet mit 1880 (Seitengebäude)                          | Wohnstallhaus, Obergeschoss Fachwerk, Fachwerk-Scheune, Seitengebäude verputzter Massivbau, baugeschichtlich und wirtschaftsgeschichtlich von Bedeutung. Fachwerk massiv untersetzt. | 09268590 |
| Direkt Bild zu diesem Denkmal hochladen | Wohnhaus | Neudeckmühlenweg 3 (Karte)                                               | Bezeichnet mit 1837                                                                                     | Mit Korbbogenportal und Fachwerk-Obergeschoss, baugeschichtlich von Bedeutung. Fachwerk massiv untersetzt. | 09268587 |
| Direkt Bild zu diesem Denkmal hochladen | Wohnhaus | Neudeckmühlenweg 5 (Karte)                                               | 1. Hälfte 19. Jahrhundert                                                                               | Obergeschoss Fachwerk, baugeschichtlich von Bedeutung. Fachwerk massiv untersetzt. | 09268588 |
| Weitere Bilder                          | Neudeckmühle: ehemaliges Mühlengebäude, später Gasthaus (zwei Wohnhäuser in Ecklage aneinandergebaut), dazu Zufahrtsbrücke über die Wilde Sau (Saubach) | Neudeckmühlenweg 13 (Karte)                                              | Bezeichnet mit 1794 (Gasthaus); 1. Hälfte 19. Jahrhundert (Zufahrtsbrücke)                              | Historisches Gasthaus und alte Mühle, Obergeschoss Fachwerk, mehrere Korbbogenportale, Einbogenbrücke zur Mühle, baugeschichtlich und ortsgeschichtlich von Bedeutung. Fachwerk massiv untersetzt, Taubenschlag, Türstöcke und Fenstergewände aus Sandstein, ein Wohnhaus mit Durchfahrt. | 09268579 |
| Direkt Bild zu diesem Denkmal hochladen | Wohnstallhaus, Seitengebäude (Torhaus), weiteres Seitengebäude und Scheune eines Vierseithofes sowie Bauerngarten | Soraer Straße 6 (Karte)                                                  | Um 1800 (Torhaus); bezeichnet mit 1854 (Wohnstallhaus)                                                  | Alte Ortslage Kneipe, Wohnstallhaus Putzbau mit klassizistischen Türstöcken, Torhaus mit Fachwerk-Obergeschoss, Fachwerk-Scheune, geschlossen erhaltener, großer Bauernhof, zeit- und landschaftstypische Gebäude des 19. Jahrhunderts, baugeschichtlich und wirtschaftsgeschichtlich von Bedeutung. Fachwerk massiv untersetzt, Türstock und Fenstergewände aus Sandstein. Wohnstallhaus früher mit Schauer und Backhaus, beide vor 2011 beseitigt. | 09268586 |
| Weitere Bilder                          | Schloss Klipphausen (Nr. 3/5, Hauptgebäude im Winkel gebaut) mit dazugehörenden Wohnstallgebäude (Nr. 2, ehemaliges Pächterhaus, mit Fachwerkübergang und Anbau), drei Nebengebäude (Nr. 4, Nr. 6 und Nr. 7/7a, Wohn- und Wirtschaftsgebäude), Torpfeilern, Einfriedungsmauer und Schlosspark (Gartendenkmal) | Talstraße 2, 3, 4, 5, 6, 7, 7a (Karte)                                   | Bezeichnet mit 1528                                                                                     | Das Schloss ein schlichter Renaissancebau mit wertvollem Innern, ein frühes Beispiel für das Auftreten der Renaissance in Sachsen, baugeschichtlich, kunstgeschichtlich und ortsgeschichtlich von Bedeutung (Gurlitt, Band 41, S. 221ff). In der Hofvorlage Wendeltreppe, mehrfach umgebaut. Reiches Netzgewölbe im östlichen Teil der Nordvorlagen. An der Ostaußenseite Sandsteinplatte mit dem Wappen der Ziegler von Klipphausen und von Klitzscher, bezeichnet mit 1528. Sie ist ein frühes Beispiel für das Auftreten der Renaissance in Sachsen. Im Erdgeschoss Spitz- und Rundbogentüren. Umbauten im Dreißigjährigen Krieg und um 1700. Im Obergeschoss Sandsteinkamin und Stuckleisten an der Decke. Im östlichen Flügel Wirtschaftsräume, Ställe und im Obergeschoss Wohnzimmer. | 09268581 |
| Weitere Bilder                          | Schlossbrücke: Straßenbrücke über die Wilde Sau (Saubach) | Talstraße 7 (bei) (Karte)                                                | 19. Jahrhundert                                                                                         | Zweibogenbrücke, baugeschichtlich von Bedeutung | 09268591 |

## Batzdorf
| Bild                                    | Bezeichnung | Lage                                                       | Datierung                 | Beschreibung | ID       |
| --------------------------------------- | --- | ---------------------------------------------------------- | ------------------------- | --- | -------- |
| Weitere Bilder                          | Weinberghaus (Totenhäusel) mit umgebendem Lindenhain (Gartendenkmal) | (Gemarkung Batzdorf, Flurstücke 102, 103/2, 103/3) (Karte) | 1630 (Dendro)             | Barockes Garten- und Lusthaus in der Nähe eines ehemaligen Weinberges mit einzigartiger Sicht ins Elbtal, Putzbau mit Segmentbogenportal, darüber Wappenstein, Gebäude in hohem Originalzustand, baugeschichtlich und kulturgeschichtlich von Bedeutung                                                                | 09267658 |
| Direkt Bild zu diesem Denkmal hochladen | Obere Mühle: Ehemalige Mühle, später Forsthaus, heute Wohnhaus, mit Seitengebäude | Rehbocktal 3 (Karte)                                       | Mitte 19. Jahrhundert     | Obergeschoss Fachwerk verbrettert, baugeschichtlich und ortsgeschichtlich von Bedeutung | 09267656 |
|                                         | Gasthaus „Rehbockschänke“ mit seitlichem Anbau | Rehbocktal 5 (Karte)                                       | Um 1800                   | Obergeschoss Fachwerk, baugeschichtlich und ortsgeschichtlich von Bedeutung. Fachwerk massiv untersetzt, Fenster im Obergeschoss zum größten Teil original. | 09267657 |
| Weitere Bilder                          | Schlossanlage Schloss Batzdorf (Nr. 2) über verwinkeltem Grundriss mit drei aneinandergebauten Hauptbauten (Herrenhaus, Verwalterhaus und Saalbau), einem Nebengebäude sowie ehemaliger Kapelle, weiterhin ehemaliges Wirtschaftsgebäude (Nr. 1), dazu zwei Hofbäume, Terrassen mit Gärten (Gartendenkmal), Stütz- und Einfriedungsmauern, Torbogen und Kriegerdenkmal für die Gefallenen des Ersten Weltkrieges sowie Einfriedungsmauer des Hofegartens | Schloßstraße 1, 2 (Karte)                                  | 1687 (Dendro)             | Ursprünglich eine mittelalterliche kleine Höhenburg, Ausbau zum Schloss besonders im 17. Jahrhundert im Stil der Renaissance (Treppenturm mit Sitznischenportal), barock und historistisch überformt, baugeschichtlich, regionalgeschichtlich und kunstgeschichtlich von Bedeutung. Siehe Dehio Sachsen, 1965, S. 366. | 09267655 |
| Direkt Bild zu diesem Denkmal hochladen | Wohnstallhaus und Scheune eines Bauernhofes | Teichweg 10 (Karte)                                        | 1. Hälfte 19. Jahrhundert | Wohnstallhaus Obergeschoss Fachwerk, Scheune massiv, baugeschichtlich und wirtschaftsgeschichtlich von Bedeutung. - Wohnstallhaus: Fachwerk, massiv untersetzt - Scheune: Bruchstein teilweise verputzt | 09267654 |

## Bockwen
| Bild                                    | Bezeichnung                                       | Lage                              | Datierung           | Beschreibung | ID       |
| --------------------------------------- | ------------------------------------------------- | --------------------------------- | ------------------- | --- | -------- |
| Weitere Bilder                          | Steinkreuz                                        | (Flurstück 183/7) (Karte)         | 15./16. Jahrhundert | Frühneuzeitliches oder mittelalterliches Mord- und Sühnekreuz, ortshistorische Bedeutung | 09267919 |
| Direkt Bild zu diesem Denkmal hochladen | Teil der Parkanlage des Rittergutes Siebeneichen  | (Flurstück 151/8) (Karte)         | Seit 1805           | Sachgesamtheitsbestandteil des Rittergutes Siebeneichen: nur der Teil der Parkanlage auf Bockwener Flur (Gartendenkmal, siehe auch Sachgesamtheit 09301118, Stadt Meißen, Siebeneichener Schloßberg 2); bedeutsamer Landsitz der bekannten Meißner Adelsfamilie von Miltitz, Komplex bau-, landes- und ortsgeschichtlich, künstlerisch, städtebaulich und landschaftsgestaltend bedeutend | 09303803 |
| Direkt Bild zu diesem Denkmal hochladen | Wohnstallhaus und Seitengebäude eines Bauernhofes | Reichenbacher Weg 10, 10a (Karte) | Um 1800             | Beide Gebäude Obergeschoss Fachwerk, am Seitengebäude Fachwerkkonstruktion mit Wilder-Mann-Figur, baugeschichtlich von Bedeutung, bildet Bauernhof mit Nummer 12. Torpfeiler wohl vor 2011 beseitigt. | 09267852 |

## Burkhardswalde
| Bild                                    | Bezeichnung | Lage                          | Datierung | Beschreibung | ID       |
| --------------------------------------- | --- | ----------------------------- | --- | --- | -------- |
| Direkt Bild zu diesem Denkmal hochladen | Seitengebäude (mit Kumthalle) eines ehemaligen Vierseithofes | Am Südhang 13, 13a (Karte)    | Mitte 19. Jahrhundert | Stattliches Gebäude, Obergeschoss Fachwerk, seltene dreibogige Kumthalle, baugeschichtlich von Bedeutung. Fachwerk massiv untersetzt, ehemaliger Pferdestall. | 09268528 |
| Direkt Bild zu diesem Denkmal hochladen | Scheune und Seitengebäude eines Dreiseithofes | Groitzscher Straße 3 (Karte)  | 1917 | Beide Gebäude in Fachwerkbauweise (an Seitengebäude massiv untersetzt), baugeschichtlich und wirtschaftsgeschichtlich von Bedeutung | 09268524 |
| Direkt Bild zu diesem Denkmal hochladen | Wohnstallhaus und Seitengebäude eines Bauernhofes | Groitzscher Straße 4 (Karte)  | 1. Hälfte 19. Jahrhundert | Beide Gebäude in Fachwerkbauweise, in straßenbildprägender Lage, baugeschichtlich von Bedeutung. Beide Gebäude mit massiv untersetztem Fachwerk. Stall- und Wirtschaftsgebäude: alte Fenster, Giebel verbrettert. | 09268525 |
| Direkt Bild zu diesem Denkmal hochladen | Wohnstallhaus, Seitengebäude und Scheune eines Vierseithofes | Groitzscher Straße 5 (Karte)  | Um 1700, später überformt (Bauernhaus); um 1700 (Seitengebäude)                                                                                                | Alle Gebäude in Fachwerkbauweise, Wohnstallhaus und Seitengebäude mit altertümlicher Fachwerkkonstruktion (Andreaskreuze, profilierte Schwelle), Seitengebäude mit vorkragendem Obergeschoss, baugeschichtlich, wirtschaftsgeschichtlich und hausgeschichtlich von Bedeutung. - Wirtschaftsgebäude: Fachwerk massiv untersetzt - Wohnhaus: massiv oder verputztes Fachwerk, Schleppdach | 09268526 |
|                                         | Pfarrhof mit Pfarrhaus (Nr. 1), Seitengebäude, Scheune, weiteres Seitengebäude (Nr. 3, Wohnstallhaus), Torpfeiler, Heiste im Hof und am Zufahrtsweg sowie Einfriedungsmauer      | Markt 1, 3 (Karte)            | 18. Jahrhundert (Seitengebäude); 1824 (Pfarrhaus) | Pfarrhaus schlichter Putzbau mit Krüppelwalmdach und Fledermausgaupen, alle weiteren Gebäude mit Fachwerk, Wohnstallhaus Obergeschoss Fachwerk mit altertümlicher Konstruktion (K-Streben, Wilde-Mann-Figur), alte Fachwerk-Scheune mit Kreuzstreben, baugeschichtlich, ortsgeschichtlich und sozialgeschichtlich von Bedeutung. - Wohnstallhaus: Fachwerk massiv untersetzt, Mauereinfriedung - Scheune und Seitengebäude: Fachwerk - Pfarrhaus: massiv, Eingangshalle mit Kreuzgratgewölbe, Krüppelwalmdach, Biedermeiertür | 09268520 |
| Weitere Bilder                          | Ehemaliger Gasthof, mit jüngerem Gasthofsgebäude (Saalanbau) und den Gebäudeteilen am und im rückwärtigen historischen Altbau, darunter ein Sitznischenportal und eine Sonnenuhr | Markt 5 (Karte)               | Mitte 16. Jahrhundert (Sitznischenportal); 1648 Dendro (Fachwerk); bezeichnet mit 1864 (Gasthof)                                                               | Rückwärtiger Gebäudeflügel Obergeschoss reich gestaltetes Fachwerk in altertümlicher Konstruktion (Andreaskreuze, Kopfstreben, Zahnschnittfries unterhalb der Schwelle), dieser Gebäudeteil einer der ältesten und wertvollsten Fachwerkkonstruktionen im Meißner Land, auch bemerkenswertes Sitznischenportal wohl aus der ersten Hälfte oder der Mitte des 16. Jahrhunderts blieb erhalten, Saalanbau verputztes Massivgebäude mit klassizistischem Türportal, baugeschichtlich und ortsgeschichtlich von Bedeutung. Gasthof im Türportal bezeichnet mit 1864 und Inschrift „W. Oelschlägel“. Ehemals mit Sonnenuhr am Haus, Fachwerk massiv untersetzt, Sonnenuhr, Andreaskreuz, Krüppelwalmdach, Sitznischenportal, Weinspalier. Steintrog (bezeichnet mit 1864) vor dem Haus war 2012 nicht mehr vorhanden, daher als Abbruch verzeichnet. | 09268519 |
| Direkt Bild zu diesem Denkmal hochladen | Schule (Grundschule Burkhardswalde) | Schulstraße 2 (Karte)         | Um 1900 | Historisierender Putzbau, mit neogotischem Portal und Bauschmuck, ortsbildprägende Lage nahe der Kirche, baugeschichtlich und ortsgeschichtlich von Bedeutung | 09268523 |
| Weitere Bilder                          | Kalkofen | Schulstraße 4 (bei) (Karte)   | 19. Jahrhundert | Technikgeschichtlich von Bedeutung | 09268549 |
| Weitere Bilder                          | Wohnhaus (über U-förmigem Grundriss) mit Hofmauer, Terrassen-Anbau und angebautem Wirtschaftsgebäude eines Klosterhofes (Steingut Burkhardswalde)                                | Zur Baeyerhöhe 35 (Karte)     | 1690 (Dendro) | Burgartiges Gebäude, zum Teil in Fachwerk, Segmentbogenportal in der Hofmauer, wohl ursprünglich Klosterhof des Klosters Altzella, baugeschichtlich und ortsgeschichtlich von Bedeutung. V-Form, wehrhaft nach vorn geschlossen, aus Mittelalter oder Renaissance, vielleicht aus Wehranlage entstanden, in der gleichen Technik wie die Kirche errichtet, Vermutung, dass das Gut im Zusammenhang mit der Kirche stand – möglicherweise war es ein Kloster, von dem ein Gang zur Kirche führte (Sächsische Kirchengalerie, Ephorie Meißen, S. 638). | 09268529 |
| Direkt Bild zu diesem Denkmal hochladen | Seitengebäude eines Dreiseithofes | Zur Baeyerhöhe 37, 39 (Karte) | 1. Hälfte 19. Jahrhundert | Fachwerkgebäude, baugeschichtlich und wirtschaftsgeschichtlich von Bedeutung | 09268530 |
| Weitere Bilder                          | Kirche (einschließlich Ausstattung), Kirchhof mit Einfriedungsmauer und Kirchhofstor sowie einigen Grabmalen                                                                     | Zur Kirche 1 (Karte)          | Im Kern wohl 12. Jahrhundert (Kirche); bezeichnet mit 1451 (Kirche); Ende 15. Jahrhundert (Sakramentshaus); nach 1666 (Epitaph); 18. Jahrhundert (Altargitter) | Dreischiffige Hallenkirche der Spätgotik, von malerischer Wirkung auf einem Hügel über dem Dorf gelegen, baugeschichtlich, kunstgeschichtlich, ortsgeschichtlich und ortsbildprägend von Bedeutung. Evangelische Pfarrkirche in ihrer nicht einheitlichen Gesamtgestalt von malerischer Wirkung, am Südostpfeiler des Schiffes Inschrift ehemals bezeichnet mit 1451. Im ummauerten, ehemals wohl befestigten Friedhof nordwestlich über dem Ort gelegen, in vorreformatorischer Zeit Ziel einer Marienwallfahrt. Innenrestaurierung 1972. Westturm von 1799, wahrscheinlich ursprünglich Wallfahrtskirche mit einem wundertätigen Marienbild, vielleicht aus dem 12. Jahrhundert (errichtet durch Meißner Dombauschule?), Altar 1619 mit Relief von Melchior Kuntze, Altar von 1652, Kanzel von 1626, mit Grabmalen des 16. bis 18. Jahrhunderts, Sakramentshaus Ende 15. Jahrhundert, dritte Orgel der Kirche 1800 von Johann Christian Keyser aus Dresden überarbeitet. | 09268522 |
| Weitere Bilder                          | Denkmal für die Gefallenen des Ersten Weltkrieges | Zur Kirche 1 (bei) (Karte)    | Nach 1918 | Ortsgeschichtlich von Bedeutung | 09268521 |

## Constappel
| Bild                                    | Bezeichnung | Lage                                          | Datierung | Beschreibung | ID       |
| --------------------------------------- | --- | --------------------------------------------- | --- | --- | -------- |
| Direkt Bild zu diesem Denkmal hochladen | Transformatorenhäuschen | Alter Schulweg (Karte)                        | 1. Hälfte 20. Jahrhundert | Zeugnis für die Elektrifizierung des Ortes, technikgeschichtlich von Bedeutung | 09267692 |
|                                         | Ehemaliges Schulgebäude, heute Wohnhaus | Alter Schulweg 3 (Karte)                      | 1845 | Schlichter Putzbau mit betonter Mittelachse durch aufwändig gestalteten Giebel, an dieser Stelle Geburtshaus des Komponisten Carl Ferdinand Adam (1806–1868) und einige Jahre Wohnhaus des Tenors Peter Schreier (1935–2019) während seiner Jugend, baugeschichtlich und personengeschichtlich von Bedeutung. Über dem Eingangsportal eklektizistischer Giebel (Klassizismus, Renaissance), Fenster nur noch teilweise erhalten. | 09267686 |
| Direkt Bild zu diesem Denkmal hochladen | Wohnhaus (mit Anbau) und Stallgebäude sowie Wegweisertafel (eingelassen in die Hauswand)                                                                            | Alter Schulweg 13 (Karte)                     | Bezeichnet mit 1832 (Wegweisertafel)                                                                                                | An einer Weggabelung gelegenes kleines Gehöft, Wohnhaus mit Fachwerk-Obergeschoss, baugeschichtlich und ortsgeschichtlich von Bedeutung. Grundriss des Hauses der geographischen Lage angepasst, Kopfbau, an nur zum Teil sichtbarem Giebel Fachwerk, an den Traufseiten Fachwerk verputzt, massiv untersetzt. Wegetafel: Weg nach Weistropp / Schönberg / Pinkowitz / Harte / I?? 1832. | 09267691 |
|                                         | Wohnhaus und Scheune eines Zweiseithofes, mit Einfriedungsmauer | An der Kirche 2 (Karte)                       | Bezeichnet mit 1808, im Kern älter                                                                                                  | Kleiner Bauernhof, Fachwerkgebäude, am Wohnhaus Fachwerkkonstruktion mit Fußstreben, baugeschichtlich und wirtschaftsgeschichtlich von Bedeutung, in unmittelbarer Lage zum Kirchhof. Fachwerk an den Traufseiten noch erhalten, massiv untersetzt. | 09267687 |
| Direkt Bild zu diesem Denkmal hochladen | Pfarrhaus (Nr. 3) und Seitengebäude (Nr. 3a) eines Pfarrhofes, mit Toreinfahrt                                                                                      | An der Kirche 3, 3a, 3b (Karte)               | Um 1740, älterer Kern (Pfarrhaus); 1. Hälfte 19. Jahrhundert (Seitengebäude)                                                        | Stattliches Pfarrhaus mit Mansarddach, Obergeschoss zum Teil in Fachwerk, Seitengebäude mit Fachwerk-Obergeschoss, baugeschichtlich und ortsgeschichtlich von Bedeutung. - Pfarrhaus: teilweise Fachwerk, massiv untersetzt, Art Mansardwalmdach, Gewölbe aus dem 15. Jahrhundert - Seitengebäude: kleines Stallgebäude mit Gesindestube im Obergeschoss, mit Weinspalier, Torpfeiler und daneben Pforte (Durchgang zum Kirchhof = Torbogen mit Durchgang zur Kirche, gehört zum Kirchhof) | 09267689 |
| Direkt Bild zu diesem Denkmal hochladen | Wohnstallhaus und Seitengebäude eines Bauernhofes | An der Kirche 4 (Karte)                       | 1. Hälfte 19. Jahrhundert (Wohnstallhaus)                                                                                           | Beide Gebäude in Fachwerkbauweise, baugeschichtlich von Bedeutung. Beide Gebäude: Fachwerk, massiv untersetzt, Fenster teilweise original, renoviert, kleines Stallgebäude. | 09267690 |
| Weitere Bilder                          | St.-Nikolaus-Kirche (einschließlich Ausstattung), Kirchhof mit Einfriedungsmauer und einigen Grabmälern                                                             | An der Kirche 5 (Karte)                       | 1884–1885, romanischer Kern (Kirche); 1583 (Taufe); 16. Jahrhundert (Altarbild); 1885 (Altaraufsatz); 1889 (Innenausmalung Ostteil) | Neoromanische Kirche mit älterem Kern (barock und romanisch), mit einschiffigem Langhaus, stark vorspringendes Querschiff, polygonaler Chor und Westturm, Friedhof mit Grabmälern des späten 15. bis 19. Jahrhunderts, baugeschichtlich, ortsgeschichtlich und ortsbildprägend von Bedeutung | 09267688 |
| Direkt Bild zu diesem Denkmal hochladen | Wohnstallhaus und Seitengebäude (gegenüberliegendes Wohnstallhaus) eines Dreiseithofes, mit Einfriedung und Toreinfahrt                                             | Harthaer Berg 2 (Karte)                       | Um 1800 (Wohnstallhaus); um 1870 (Seitengebäude)                                                                                    | Wohnstallhaus rechts mit Fachwerkobergeschoss, Seitengebäude links verputzter Massivbau mit Zwillingsfenster im Giebel, zeit- und landschaftstypische Bauernhäuser, baugeschichtlich und wirtschaftsgeschichtlich von Bedeutung. - Wohnstallhaus rechts: Fachwerk, massiv untersetzt, steiles Satteldach, fast alle Fenster original erhalten - Wohnstallhaus links/Seitengebäude: massiv, zwei Geschosse und Kniestock mit runden Entlüftungsluken, im Giebel Rundbogen-Zwillingsfenster - Einfriedung: teilweise Bruchsteinmauer mit Lattenzaun | 09267684 |
| Direkt Bild zu diesem Denkmal hochladen | Wohnstallhaus (mit angebautem Backhaus), Seitengebäude (mit Kumthalle), weiteres Seitengebäude (Wohnstallhaus mit Tiefenkeller) und Toreinfahrt eines Vierseithofes | Harthaer Berg 5 (Karte)                       | Um 1800 (Wohnstallhaus); bezeichnet mit 1851 (Seitengebäude); 1921 (Tiefenkeller)                                                   | Alte Ortslage Hartha, Wohnstallhaus mit Fachwerk-Obergeschoss, ein massives Seitengebäude mit dreibogiger Kumthalle, Torpfeiler mit Sandsteinzapfen, geschlossen erhaltenes Gehöft in alter Ortslage Hartha, baugeschichtlich und wirtschaftsgeschichtlich von Bedeutung. - Wohnstallhaus: Fachwerk massiv untersetzt, Backhaus heute Waschküche, Sandstein-Fenstergewände, Krüppelwalmdach - Seitengebäude: Kumthalle im Erdgeschoss, Schweizerwohnung im Obergeschoss | 09267679 |
| Direkt Bild zu diesem Denkmal hochladen | Wohnstallhaus eines Bauernhofes | Harthaer Berg 10 (Pinkowitzer Berg 1) (Karte) | 1. Hälfte 19. Jahrhundert | Stattliches Bauernhaus, Obergeschoss Fachwerk, baugeschichtlich von Bedeutung. Überwiegend originale Fenster, Fachwerk massiv untersetzt, Speicher integriert, starker Dachüberstand. | 09267683 |
| Direkt Bild zu diesem Denkmal hochladen | Wohnstallhaus, Seitengebäude (mit Kumthalle) und Scheune eines Vierseithofes                                                                                        | Harthaer Berg 14 (Karte)                      | Bezeichnet mit 1873 (Wohnstallhaus); bezeichnet mit 1876, im Kern älter (Seitengebäude)                                             | Alte Ortslage Hartha, Wohnstallhaus verputzter, stattlicher Massivbau der Gründerzeit, Seitengebäude mit Fachwerk-Obergeschoss und seltener dreibogiger Kumthalle, geschlossen erhaltenes Gehöft in alter Ortslage Hartha, baugeschichtlich und wirtschaftsgeschichtlich von Bedeutung. Wirtschaftsgebäude (Kumthalle im Erdgeschoss, Speicher im Obergeschoss): Fachwerk massiv untersetzt, Rückseite Bruchstein, Sandstein-Fenstergewände. | 09267678 |
| Weitere Bilder                          | Wegestein | Hohle Gasse (Karte)                           | 19. Jahrhundert | Verkehrsgeschichtlich von Bedeutung | 09304202 |
| Direkt Bild zu diesem Denkmal hochladen | Seitengebäude (Nr. 1) und Wohnstallhaus (Nr. 1a) eines Vierseithofes, dazu Torpfeiler am Seitengebäude                                                              | Hohle Gasse 1, 1a (Karte)                     | Bezeichnet mit 1831 (Seitengebäude); um 1870 (Wohnstallhaus)                                                                        | Seitengebäude mit Fachwerk-Obergeschoss und zwei Segmentbogenportalen, Wohnstallhaus verputzter Massivbau mit zwei Rundbogenfenstern im Giebel, zeit- und landschaftstypische Bauernhäuser, baugeschichtlich von Bedeutung, bildet Vierseithof zusammen mit Nummer 1b und Nummer 1c. Sandstein-Torpfeiler am Seitengebäude, Spruchtafel über Hauseingang des ehemaligen Wohnstallhauses, Spruch über der Eingangstür: „In Gnaden half uns wieder der treue Gott /Der schwer uns geprüfet durch Feuersnoth /Er segne nun Alle die eingehn und aus /Und bringe uns endlich ins himmlische Haus. / Fr. M. Merbitz“. Seitengebäude Nummer 1c mit Kumthalle zu stark verändert, nur noch Säulen vorhanden, sonst völlig modernisiert, daher kein Denkmal. | 09267685 |

## Garsebach
| Bild                                    | Bezeichnung | Lage                       | Datierung | Beschreibung | ID       |
| --------------------------------------- | --- | -------------------------- | --- | --- | -------- |
|                                         | Eisenbahnbrücke über die Triebisch | (Flurstück 184/3) (Karte)  | Zwischen 1898/1909 | Bahnstrecke Borsdorf–Coswig, Naturstein-Bogenbrücke, baugeschichtlich und eisenbahngeschichtlich von Bedeutung | 09304570 |
| Weitere Bilder                          | Wohnmühlengebäude der Mittelmühle Garsebach (mit Anbau, im Innern noch funktionstüchtige Mühlentechnik, Turbinenantrieb) und Seitengebäude (im Inneren Backofen) sowie Stützmauer zur Triebisch und Torpfeiler eines Mühlenanwesens | Meißener Straße 4 (Karte)  | Bezeichnet mit 1863 (Getreidemühle); Mitte 19. Jahrhundert (Mahlgang); um 1900 (Aspirateur und Schälmaschine); 1959 (Plansichter) | Orts- und technikgeschichtlich bedeutend. Die Mittelmühle Garsebach ist eine der bedeutendsten industriellen Getreidemühlen im Landkreis Meißen. | 09268167 |
| Direkt Bild zu diesem Denkmal hochladen | Wohnstallhaus und Scheune eines Bauernhofes, mit Torpfeilern der Hofzufahrt | Meißener Straße 7 (Karte)  | 1. Hälfte 19. Jahrhundert | Wohnstallhaus Obergeschoss Fachwerk, Fachwerk-Scheune, baugeschichtlich und wirtschaftsgeschichtlich von Bedeutung | 09268164 |
|                                         | Ehemaliges Bahnwärterhäuschen | Meißener Straße 8 (Karte)  | Ende 19. Jahrhundert | Als Trennungsbahnhof der Schmalspurbahn Wilsdruff–Gärtitz (Abschnitte Wilsdruff–Meißen Triebischtal und Garsebach–Lommatzsch) zwischen zwei Streckenabschnitten mit größerem Empfangsgebäude versehen, Wartehalle Typenbau der Kgl. Sächs. Staatseisenbahnen, Bahnwärterhaus kleiner verputzter Massivbau, eisenbahngeschichtlich von Bedeutung. Massivbau, Putzgliederung (sparsame Nutung), Sandstein-Fenstergewände. Bahnhof Garsebach, Streckenkilometer 13,362 sowie 17,546. Teilungsbahnhof zwischen den Streckenabschnitten Wilsdruff–Meißen Triebischtal und Garsebach–Lommatzsch der Schmalspur-Eisenbahnstrecke Wilsdruff–Döbeln-Gärtitz (WG), Anlagen umfassten ursprünglich Abortgebäude (abgebrochen), Draisinenschuppen (abgebrochen), Empfangsgebäude, Güterschuppen (abgebrochen), Laderampe (abgebrochen), Wohnhaus und Wagenkasten. Am 1. Oktober 1909 für den Güter- und Personenverkehr eröffnet, Einstellung des Personenverkehrs am 22. Mai 1966 und des Güterverkehrs am 30. Juli 1966. | 09268168 |
| Direkt Bild zu diesem Denkmal hochladen | Wohnstallhaus und Seitengebäude eines Bauernhofs, sowie Hofbrunnen mit Handschwengelpumpe | Meißener Straße 19 (Karte) | 1. Hälfte 19. Jahrhundert | Wohnstallhaus mit Fachwerk-Obergeschoss und Segmentbogenportal, eingeschossiges massives Seitengebäude, baugeschichtlich von Bedeutung | 09268165 |
| Direkt Bild zu diesem Denkmal hochladen | Wohnstallhaus und Stützmauer eines Zweiseithofes | Meißener Straße 21 (Karte) | Bezeichnet mit 1803 | Obergeschoss zum Teil Fachwerk verputzt, Segmentbogenportal, baugeschichtlich von Bedeutung, bildet Zweiseithof mit Nummer 23 | 09268166 |
| Direkt Bild zu diesem Denkmal hochladen | Wohnhaus und angebautes Nebengebäude der ehemaligen Schmiede | Meißener Straße 27 (Karte) | 1. Hälfte 19. Jahrhundert (Schmiede); um 1875 (Wohnhaus)                                                                          | Hauptgebäude verputzter Massivbau mit historisierender Fassade, giebelständiger älterer Gebäudeteil frühes 19. Jahrhundert mit Fachwerk-Obergeschoss, baugeschichtlich und ortsgeschichtlich von Bedeutung. Giebelständige ältere Gebäudeteil frühes 19. Jahrhundert, möglicherweise im Kern älter, vorderer Teil Obergeschoss mit Fachwerk, ansonsten Bau massiv und verputzt, neuerer traufseitiger Anbau vollständig massiv, in der zweiten Hälfte des 19. Jahrhunderts entstanden, wohl um 1875, schlichte historisierende Fassade. Im Erdgeschoss beider Gebäude Werkstatt der alten Schmiede, Maschinen und Werkzeuge wohl nicht mehr vorhanden. | 09269820 |

## Gauernitz
| Bild                                    | Bezeichnung | Lage                                                                                       | Datierung | Beschreibung | ID       |
| --------------------------------------- | --- | ------------------------------------------------------------------------------------------ | --- | --- | -------- |
| Weitere Bilder                          | Gedenksäule auf einer Elbinsel (Einzeldenkmal zu Sachgesamtheit 09302977) | (Flurstück 542a) (Karte)                                                                   | Um 1805 | Einzeldenkmal der Sachgesamtheit Schloss, Schlosspark und Rittergut Gauernitz; Säule ehemals mit Vase als Bekrönung und Inschrift zum Gedenken an die Gräfin Luise Sophie Johanne von Zinzendorf, künstlerisch und ortsgeschichtlich von Bedeutung. Säule geschmückt mit Schlange und Blumengewinde, Inschrift „Friedrich August Graf von Zinzendorf und Pottendorf seiner Gemahlin Luise Sophie Johanne, des Grafen Otto Rubmann Friedrich von Byland Tochter, geb. 9. Oktober 1754“, Louise Johanne Sophie von Zinzendorf und Pottendorf, geb. Gräfin von Byland-Polstercamp, gestorben 1804, zentral in der Mitte der Insel aufgestellt, von der Mitte ausgehend strahlenförmige Anlegung von acht Lindenalleen, ursprünglich parkartig mit Laubholz und Gartenanlagen bepflanzt. | 09267670 |
| Direkt Bild zu diesem Denkmal hochladen | Straßenbrücke über den Gauernitzbach | Eichhörnchengrund 2 (gegenüber) (Karte)                                                    | 19. Jahrhundert | Bruchsteinbogenbrücke, baugeschichtlich von Bedeutung, gegenüber von Alt-Gauernitz Nummer 94 | 09267672 |
| Weitere Bilder                          | Modellsammlung mit einer Modell-Wassermühle und zwei weiteren Modell-Gebäuden (Schulze-Mühle) | Eichhörnchengrund 21 (neben) (Karte)                                                       | 20. Jahrhundert | Kulturgeschichtlich von Bedeutung. Modell einer Mühle ca. 2 Meter hoch und 2,50 Meter breit und 2,50 Meter lang, zwei weitere Modellgebäude (Fachwerkbau und massiver Bau). | 09267673 |
| Direkt Bild zu diesem Denkmal hochladen | Ehemaliges Brauhaus (Nr. 3) und ehemaliges Gasthaus (Nr. 1) der Brauerei Neu-Gauernitz, heute Wohnhäuser | Langer Weg 1, 3 (Karte)                                                                    | Mitte 19. Jahrhundert (Brauerei); Ende 19. Jahrhundert (Gasthof) | Brauhaus eventuell hervorgegangen aus einer Mühle, Obergeschoss Fachwerk, Gasthaus Putzbau mit Backstein-Fenster- und -Türgewände sowie Eckbossierung, baugeschichtlich und ortsgeschichtlich von Bedeutung. - Gasthof: zweigeschossig und Kniestock, Backstein-Fenster- und Türgewände, Glattputz, horizontale Teilung durch das Sandstein-Gesims zwischen Erdgeschoss und Obergeschoss, Eckbossierung, Satteldach, Brauhaus eventuell hervorgegangen aus einer Mühle (s. älterer Teil vor 1800), zweigeschossig massiv untersetzt, Fledermausgaupen - Brauereigebäude (hinter dem Gasthof gelegen) auch letztes Drittel 19. Jahrhundert - eingeschossiges Nebengebäude am Brauhaus vor 2011 abgebrochen | 09267682 |
| Direkt Bild zu diesem Denkmal hochladen | Winzerhaus (Haus Louisenberg) | Luisenberg 1 (Karte)                                                                       | Um 1650 | Schlichter eingeschossiger Putzbau, gründerzeitlich überformt, am Hausgiebel mit Medaillon, ortsgeschichtlich von Bedeutung. Im 19. Jahrhundert durch einen Mittelrisalit mit Dreiecksgiebel erweitert, in der Spitze des Dreiecksgiebels ein Medaillon (Louisenberg 1783), teilweise aus Bruchstein, Sandstein-Fenstergewände, Krüppelwalmdach mit Entlüftungsziegeln. | 09267674 |
| Direkt Bild zu diesem Denkmal hochladen | Weinberghaus | Luisenberg 2 (Karte)                                                                       | Um 1800 | Schlichter eingeschossiger Putzbau, zum Hang mit Schleppdach, ursprünglich wohl Nebengebäude zum Winzerhaus Luisenberg 1, ortsgeschichtlich von Bedeutung. Krüppelwalmdach, Bruchstein. | 09267698 |
| Weitere Bilder                          | Wirtschaftshof mit Wohn- und Wirtschaftsgebäude (Nr. 2) einschließlich angebauter Scheune (Nr. 1), Speicher mit Weinkeller (Nr. 3), Scheune (Nr. 4), Wohnhaus (Nr. 5, möglicherweise Gutsverwalterhaus), Scheune mit Wohnungen und Anbau (Nr. 6) sowie Einfriedungsmauer und Torbogen zwischen Nr. 3 und Nr. 4 (Einzeldenkmale zu Sachgesamtheit 09302977)                                                                                  | Rittergut 1, 2, 3, 4, 5, 6 (Karte)                                                         | Bezeichnet mit 1674 (Speicher); bezeichnet mit 1677 (südlicher Teil der Einfriedung); 18. Jahrhundert (Gutsscheune Nr. 6); bezeichnet mit 1862 (Wohnhaus, Nr. 5); Ende 19. Jahrhundert (Gutsscheunen Nr. 1 / 4 und Wirtschaftsgebäude) | Einzeldenkmale der Sachgesamtheit Schloss, Schlosspark und Rittergut Gauernitz; ältester Speicher mit repräsentativem Renaissance-Giebel, jüngere Gebäude Ziegelbauten, einer der architektonisch bemerkenswertesten Wirtschaftshöfe zu einem Rittergut in Landkreis Meißen, mit seinem geschlossenen Erscheinungsbild singulär, Teil einer bedeutenden feudalherrschaftlichen Anlage, vor allem baugeschichtlich und ortsgeschichtlich von Bedeutung. Speicher mit Weinkeller als ältester Teil des Gutes mit profilierten Fenstergewänden, südliche Giebel wohl Fachwerk verputzt (bezeichnet). | 09267671 |
| Weitere Bilder                          | Schloss, Schlosspark und Rittergut Gauernitz (Sachgesamtheit) | Schloss Gauernitz 1, 2 (Rittergut 1–6, Am Grundbach 2, Schloßpark, Alte Gärtnerei) (Karte) | 1677 und später (Schloss); Ende 19. Jahrhundert (Gutsscheune) | Sachgesamtheit Schloss, Schlosspark und Rittergut Gauernitz, mit folgenden Einzeldenkmalen: Schloss, ehemalige Kapelle und Remise, dazu Einfriedung, Torpfeiler, Aha und Toranlage (09267669, Schloss 1, 2), Wirtschaftshof (09267671, Rittergut 1–6), Gedenksäule auf einer Elbinsel (09267670), Einfriedungsmauern um Park (Alte Gärtnerei), Gärtnerei und Wirtschaftshof, weiterhin Scheune (Am Grundbach 2) und Elbanleger (Sachgesamtheitsteile) sowie Elbinsel, Park mit kleinem Teich einschließlich Insel und Trauerweide sowie Brunnen (Gartendenkmal); repräsentative Schlossanlage, Neu- und Umbau des Schlosses im 17. Jahrhundert im Renaissancestil, prägender Umbau 1873 im Stil der Neorenaissance durch die Dresdner Architekten Bernhard Schreiber und Ernst Giese im Auftrag der Familie v. Schönburg-Waldenburg, architektonisch, garten- und landschaftsgestalterisch sowie geschichtlich bedeutsame Anlage. | 09302977 |
| Weitere Bilder                          | Schlossanlage (Nr. 1) über U-förmigem Grundriss mit Mittelbau und zwei Flügelbauten um Ehrenhof, zur Meißner Allee angefügter Wirtschaftsflügel, weiterhin Remisengebäude (Seitenflügel des einstigen Torhauses) und ehemalige Kapelle (Nr. 2, heute Wohnhaus, Glockentürmchen nicht mehr vorhanden), dazu Einfriedung, Torpfeiler (bei Alte Gärtnerei 2), Aha (bei Schloßpark 6) und Toranlage (Einzeldenkmale zu Sachgesamtheit 09302977) | Schloss Gauernitz 1, 2 (Karte)                                                             | 2. Hälfte 14. Jahrhundert bis 16. Jahrhundert (Schloss); 1862–1870, bezeichnet mit 1863 (Schloss); um 1870 (Wirtschaftsgebäude) | Einzeldenkmale der Sachgesamtheit Schloss, Schlosspark und Rittergut Gauernitz; repräsentative Schlossanlage, Neu- und Umbau des Schlosses im 17. Jahrhundert im Renaissancestil, prägender Umbau 1873 im Stil der Neorenaissance durch die Dresdner Architekten Bernhard Schreiber und Ernst Giese im Auftrag der Familie v. Schönburg-Waldenburg, baugeschichtlich, künstlerisch, ortsgeschichtlich und städtebaulich von Bedeutung. | 09267669 |

## Groitzsch
| Bild                                    | Bezeichnung                                                                                   | Lage                                  | Datierung           | Beschreibung | ID       |
| --------------------------------------- | --------------------------------------------------------------------------------------------- | ------------------------------------- | ------------------- | --- | -------- |
| Direkt Bild zu diesem Denkmal hochladen | Kalköfen und Kalkbruch                                                                        | Rothschönberger Straße (Karte)        | 19. Jahrhundert     | Ortsgeschichtlich und technikgeschichtlich von Bedeutung | 09268531 |
| Direkt Bild zu diesem Denkmal hochladen | Ehemaliger Gasthof mit Ballsaal-Anbau                                                         | Rothschönberger Straße 2 (Karte)      | Bezeichnet mit 1860 | Schlichter Putzbau mit klassizistischem Türstock, ortsgeschichtlich und baugeschichtlich von Bedeutung, ortsbildprägende Lage an einer Straßenkreuzung. Im Obergeschoss Tanzsaal, Sandstein-Portal.                                                                          | 09268533 |
| Direkt Bild zu diesem Denkmal hochladen | Seitengebäude (Nr. 7a) und weiteres Seitengebäude (Nr. 7b, mit Kumthalle) eines Vierseithofes | Rothschönberger Straße 7a, 7b (Karte) | Bezeichnet mit 1846 | Beide Gebäude mit Fachwerk-Obergeschoss, seltene vierbogige Kumthalle, baugeschichtlich von Bedeutung, bildet Vierseithof mit Nummer 7. - Stall-Wirtschaftsgebäude: Fachwerk massiv untersetzt, Fledermausgauben, Doppelboden - Stall: Fachwerk massiv untersetzt (verputzt) | 09268532 |

## Hühndorf
| Bild           | Bezeichnung | Lage                       | Datierung           | Beschreibung                        | ID       |
| -------------- | ----------- | -------------------------- | ------------------- | ----------------------------------- | -------- |
| Weitere Bilder | Wegestein   | Weistropper Straße (Karte) | Bezeichnet mit 1832 | Verkehrsgeschichtlich von Bedeutung | 09304203 |

## Kleinschönberg
| Bild                                    | Bezeichnung | Lage                       | Datierung                                                          | Beschreibung | ID       |
| --------------------------------------- | --- | -------------------------- | ------------------------------------------------------------------ | --- | -------- |
| Direkt Bild zu diesem Denkmal hochladen | Straßenbrücke über den Prinzbach                                                                                            | (Flurstück 409/2) (Karte)  | 19. Jahrhundert                                                    | Bogenbrücke, baugeschichtlich und verkehrsgeschichtlich von Bedeutung | 09268635 |
| Direkt Bild zu diesem Denkmal hochladen | Seitengebäude einer ehemaligen Mühle (Redrich-Mühle)                                                                        | Schmiedeberg 1 (Karte)     | 1. Hälfte 19. Jahrhundert                                          | Obergeschoss Fachwerk, Segmentbogenportal, baugeschichtlich von Bedeutung. Fachwerk massiv untersetzt, Schleppdach, alte Fenster. | 09268634 |
| Direkt Bild zu diesem Denkmal hochladen | Scheune eines Dreiseithofes                                                                                                 | Schmiedeberg 7 (Karte)     | 1. Hälfte 18. Jahrhundert                                          | Fachwerk-Scheune mit gekreuzten Streben, baugeschichtlich und wirtschaftsgeschichtlich von Bedeutung, bildet Dreiseithof mit Nummer 7a. Fachwerk massiv untersetzt. | 09268636 |
| Direkt Bild zu diesem Denkmal hochladen | Wohnstallhaus (Nr. 9), Seitengebäude (Nr. 11, mit Kumthalle) und Scheune eines Vierseithofes, mit Torpfeiler der Hofzufahrt | Schmiedeberg 9, 11 (Karte) | Bezeichnet mit 1833 (Wohnstallhaus); bezeichnet mit 1940 (Scheune) | Wohnstallhaus Obergeschoss Fachwerk, Seitengebäude mit zweibogiger Kumthalle, massive Scheune, baugeschichtlich und wirtschaftsgeschichtlich von Bedeutung. Fachwerk massiv untersetzt. Seitengebäude (Fachwerk) vor 2011 abgebrochen und durch zweites Wohnhaus ersetzt. | 09268637 |
| Direkt Bild zu diesem Denkmal hochladen | Wohnstallhaus eines ehemaligen Dreiseithofes                                                                                | Schmiedeberg 13 (Karte)    | Bezeichnet mit 1801                                                | Obergeschoss Fachwerk mit Kopfstreben, baugeschichtlich von Bedeutung. Fachwerk massiv untersetzt, Handschwengelpumpe im Hof abgebrochen. | 09268638 |
| Direkt Bild zu diesem Denkmal hochladen | Wohnhaus | Sonnenlehne 3 (Karte)      | Um 1800                                                            | Ortsbildprägender Fachwerkbau, strebenreiches Fachwerk-Obergeschoss, baugeschichtlich von Bedeutung. Fachwerk massiv untersetzt, Giebel verbrettert, Rundbogen-Zwillingsfenster.                                                                                          | 09268633 |
| Direkt Bild zu diesem Denkmal hochladen | Seitengebäude eines Bauernhofes                                                                                             | Sonnenlehne 22 (Karte)     | Bezeichnet mit 1837, im Kern älter                                 | Obergeschoss Fachwerk mit altertümlicher Konstruktion (Kopfstreben), baugeschichtlich von Bedeutung. Fachwerk massiv untersetzt, Weinspalier, alte Fenster. | 09268632 |

## Kobitzsch
| Bild | Bezeichnung                            | Lage                                                                                  | Datierung       | Beschreibung                                 | ID       |
| ---- | -------------------------------------- | ------------------------------------------------------------------------------------- | --------------- | -------------------------------------------- | -------- |
|      | Zwei Brücken über die Kleine Triebisch | (Gemarkung Kobitzsch, Flurstücke 6 und 35; Gemarkung Kettewitz, Flurstück 80) (Karte) | 19. Jahrhundert | Bogenbrücken, baugeschichtlich von Bedeutung | 09269979 |

## Lampersdorf
| Bild                                    | Bezeichnung | Lage                       | Datierung                                                                              | Beschreibung | ID       |
| --------------------------------------- | --- | -------------------------- | -------------------------------------------------------------------------------------- | --- | -------- |
| Weitere Bilder                          | Sachgesamtheit Königlich-Sächsische Triangulierung („Europäische Gradmessung im Königreich Sachsen“); Station 12, Baeyerhöhe                                  | (Flurstück 152c) (Karte)   | Bezeichnet mit 1866                                                                    | Triangulationsstein; Station 1. Ordnung, vermessungsgeschichtlich und technikgeschichtlich von Bedeutung. Vermessungssäule, Kubus mit abgesetztem schmalem Sockel und abgesetzter Deckplatte aus Laussnitzer Granit, Inschrift: „Kön.Sächs./Station/BAEYERHÖHE /der/Mitteleuropäischen/Gradmessung/1866/322 m über NN“, rückseitig Lebensdaten von Baeyer 1999 um 4 m versetzt wieder aufgestellt. Die Baeyerhöhe ist eine unbewaldete Höhe des Nossen-Wilsdruffer Schiefergebirges und im Landkreis Meißen mit 320 m die höchste Erhebung. Sie wurde nach dem Begründer der mitteleuropäischen Gradmessung Johann Jacob Baeyer benannt. Seine Lebensdaten sind zum Gedenken auf die Rückseite der Säule eingemeißelt. Die Säule selbst steht heute nicht mehr am originalen Ort. Sie war zwischenzeitlich in der Technischen Universität Dresden eingelagert und wurde im Juni 1999 am neuen Standort (ca. 4 m versetzt) wieder aufgestellt. Die Säule besteht aus einem Block aus Laussnitzer Granit mit absetztem schmalem Sockel und Deckplatte. Sie trägt die Inschrift „Kön.Sächs./Station/BAEYERHÖHE /der/Mitteleuropäischen/Gradmessung/1866/322 m über NN“. | 09304509 |
| Direkt Bild zu diesem Denkmal hochladen | Wegestein | Baeyerhöhe (Karte)         | 19. Jahrhundert                                                                        | Verkehrsgeschichtlich von Bedeutung | 09268608 |
| Direkt Bild zu diesem Denkmal hochladen | Wohnstallhaus und Seitengebäude eines ehemaligen Vierseithofes                                                                                                | Baeyerhöhe 1 (Karte)       | Um 1800                                                                                | Beide Gebäude in Fachwerkbauweise, am Wohnstallhaus Fachwerkkonstruktion mit K-Streben, baugeschichtlich von Bedeutung. Fachwerk massiv untersetzt. | 09268609 |
| Direkt Bild zu diesem Denkmal hochladen | Wohnstallhaus eines Bauernhofes | Baeyerhöhe 3 (Karte)       | 18. Jahrhundert                                                                        | Obergeschoss Fachwerk, baugeschichtlich von Bedeutung. Fachwerk massiv untersetzt, Stall teils massiv. | 09268610 |
|                                         | Zufahrtsbrücke über die Kleine Triebisch | Baeyerhöhe 5 (vor) (Karte) | Bezeichnet mit 1833                                                                    | Zweibogenbrücke in Bruchstein, Zufahrtsbrücke zur Kirstenmühle, baugeschichtlich von Bedeutung, Bruchstein | 09268607 |
| Direkt Bild zu diesem Denkmal hochladen | Wohnstallhaus, Seitengebäude und Scheune eines Vierseithofes                                                                                                  | Baeyerhöhe 8 (Karte)       | 2. Hälfte 18. Jahrhundert                                                              | Weitgehend geschlossen erhaltene Hofanlage in Fachwerkbauweise in zeittypischer Gestaltung, baugeschichtlich und wirtschaftsgeschichtlich von Bedeutung. - Wohnstallhaus: Fachwerk massiv untersetzt - Seitengebäude: Fachwerk massiv untersetzt - Scheune: Verbretterung Mistbahn hinter dem Wohnstallhaus zum Garten und im Hof Schauer zwischen Scheune und Seitengebäude. | 09268606 |
| Weitere Bilder                          | Mühlenanwesen mit Wohnmühlenstallgebäude und zwei Seitengebäuden, dazu versetzter Wappenstein am Giebel des Haupthauses (Naumannmühle, Obermühle Lampersdorf) | Baeyerhöhe 11 (Karte)      | Bezeichnet mit 1725 (Mühle); bezeichnet mit 1748 (Wappen); bezeichnet mit 1842 (Mühle) | Alle Gebäude der Obermühle Lampersdorf mit Fachwerk-Obergeschoss, Mühlengebäude mit K-Streben in der Fachwerkkonstruktion und Drillingsfenster (Palladio-Motiv) im Giebel, schönes Korbbogenportal, Seitengebäude früherer Pferdestall und früherer Schweinestall mit Gesindestube, barocker Wappenstein, baugeschichtlich, ortsgeschichtlich und wirtschaftsgeschichtlich von Bedeutung. Fachwerk massiv untersetzt (alle Gebäude), Müllerspruch über dem Mühleneingang („Giebt Gott mit Weiz und Korn /Mahlgäst u. Fluth die Fülle /So ist ein Seegen da /und steht die Mühl nie stille“), bezeichnet mit 1725 und Müllerzeichen, versetzter Wappenstein am straßenseitigen Giebel des Hauptgebäudes, bezeichnet mit „Gottlieb Lommatzsch, Anno 1748“. | 09268603 |
| Direkt Bild zu diesem Denkmal hochladen | Scheune eines Dreiseithofes | Baeyerhöhe 14 (Karte)      | 1. Hälfte 19. Jahrhundert                                                              | Fachwerk-Scheune mit Kreuzstreben, baugeschichtlich und wirtschaftsgeschichtlich von Bedeutung | 09268605 |
| Direkt Bild zu diesem Denkmal hochladen | Wohnstallhaus eines Bauernhofes | Baeyerhöhe 18 (Karte)      | Bezeichnet mit 1842                                                                    | Obergeschoss Fachwerk massiv untersetzt, baugeschichtlich von Bedeutung | 09268604 |
| Direkt Bild zu diesem Denkmal hochladen | Westliches Seitengebäude sowie Scheune eines Bauernhofes | Baeyerhöhe 22 (Karte)      | Um 1700 (Seitengebäude); Ende 19. Jahrhundert (Scheune)                                | Seitengebäude altertümliche Fachwerkkonstruktion mit Andreaskreuzen, Scheune massiv, weitgehend geschlossen erhaltener Bauernhof, baugeschichtlich und wirtschaftsgeschichtlich von Bedeutung. - Stall- und Wirtschaftsgebäude: Andreaskreuze, Fachwerk, massiv untersetzt - Wohnstallhaus (um 1800): Fachwerk verputzt, massiv untersetzt, mit Schauer zwischen Wohnstallhaus und Seitengebäude vor 2011 abgebrochen - östliches Seitengebäude (Nummer 22a) 2004 durch Neubau ersetzt (Fachwerk-Teile des Altbaus dabei integriert), als Abbruch anzusehen, dabei auch Begrenzungsmauer abgebrochen | 09268602 |
| Direkt Bild zu diesem Denkmal hochladen | Wohnhaus | Baeyerhöhe 26 (Karte)      | Bezeichnet mit 1842                                                                    | Obergeschoss Fachwerk, baugeschichtlich von Bedeutung. Fachwerk massiv untersetzt, Giebel verbrettert, mit großem Gartengrundstück. | 09268600 |

## Lotzen
| Bild                                    | Bezeichnung                                                  | Lage                                | Datierung                 | Beschreibung | ID       |
| --------------------------------------- | ------------------------------------------------------------ | ----------------------------------- | ------------------------- | --- | -------- |
| Direkt Bild zu diesem Denkmal hochladen | Wohnstallhaus und Scheune eines Bauernhofes                  | An der Kleinen Triebisch 12 (Karte) | Bezeichnet mit 1821       | Wohnstallhaus mit Fachwerk-Obergeschoss und Segmentbogenportal, Fachwerk-Scheune, in weitgehendem Originalzustand erhaltener Bauernhof, baugeschichtlich und wirtschaftsgeschichtlich von Bedeutung. Verbretterter Anbau am Wohnstallhaus, Schlussstein am Eingang bezeichnet mit 1821, Fachwerk massiv untersetzt. | 09268596 |
| Direkt Bild zu diesem Denkmal hochladen | Wohnstallhaus, Seitengebäude und Scheune eines Dreiseithofes | An der Kleinen Triebisch 14 (Karte) | 17. Jahrhundert           | Bemerkenswertes Ensemble von Fachwerkbauten, Fachwerk am Wohnstallhaus zum Teil auch im Erdgeschoss (Seltenheit), Wohnstallhaus mit sehr altertümlicher Fachwerkkonstruktion (K-Streben und Kopfstreben, Thüringer-Leiter-Fachwerk mit Docken in den Brüstungsfeldern, profilierte Schwelle), möglicherweise ehemaliges Umgebindehaus, hausgeschichtlich, baugeschichtlich und wirtschaftsgeschichtlich von großer Bedeutung. - Wohnstallhaus: Fachwerk massiv untersetzt, ursprüngliche Knaggen, Taubenschlag - Scheune und Wirtschaftsgebäude: Fachwerk, mit Schauer | 09268597 |
| Direkt Bild zu diesem Denkmal hochladen | Wohnstallhaus eines Bauernhofes                              | An der Kleinen Triebisch 16 (Karte) | 1. Hälfte 19. Jahrhundert | Obergeschoss Fachwerk, baugeschichtlich von Bedeutung. Fachwerk massiv, moderner Vorbau, mit kleinem Seitengebäude. Garage der 1930er Jahre kein Denkmal. | 09268594 |
| Direkt Bild zu diesem Denkmal hochladen | Wohnstallhaus (mit seitlichem Anbau) eines Bauernhofes       | An der Kleinen Triebisch 18 (Karte) | 1. Hälfte 19. Jahrhundert | Obergeschoss Fachwerk massiv untersetzt, Anbau massiv, baugeschichtlich und wirtschaftsgeschichtlich von Bedeutung | 09268593 |
| Direkt Bild zu diesem Denkmal hochladen | Wohnstallhaus und Seitengebäude eines Bauernhofes            | An der Kleinen Triebisch 20 (Karte) | Um 1800                   | Wohnstallhaus Obergeschoss Fachwerk, Seitengebäude eingeschossiger Massivbau mit Drempel, baugeschichtlich und wirtschaftsgeschichtlich von Bedeutung. - Wohnstallhaus: Fachwerk massiv untersetzt - Seitengebäude: glasierte Ziegel, massiv | 09268592 |

## Miltitz
| Bild                                    | Bezeichnung | Lage                                                             | Datierung | Beschreibung | ID       |
| --------------------------------------- | --- | ---------------------------------------------------------------- | --- | --- | -------- |
|                                         | Wohnhaus | Am Dorfberg 7 (Karte)                                            | Bezeichnet mit 1848 | Obergeschoss Fachwerk, klassizistisches Türportal, baugeschichtlich von Bedeutung. Fachwerk massiv untersetzt, im Erdgeschoss originale Fenster, im Obergeschoss Einscheibenfenster. | 09267947 |
| Weitere Bilder                          | Schloss, Patronatskirche und Rittergut Miltitz (Sachgesamtheit) | Am Rittergut 1, 2, 3, 4, 6 (Kirchstraße 2, Siedlerweg 5) (Karte) | Um 1660 (Rittergut); bezeichnet mit 1877 (Nr. 2, Wirtschaftsgebäude)                                                    | Sachgesamtheit Schloss, Patronatskirche und Rittergut Miltitz, mit folgenden Einzeldenkmalen: Gebäudegruppe aus Schloss und Herrenhaus (09267950, Am Rittergut 3), Kirche mit Kirchhofsmauer und denkmalwerten Grabstätten auf dem Kirchhof (09267951, Kirchstraße 2) sowie zwei Wirtschaftsgebäude (Nr. 1 und Nr. 4/6), Scheune (auch Getreidespeicher), Bergkeller (bei Nr. 1) einschließlich zwei Eingängen, Einfriedungsmauer und Toranlage (09267948, Am Rittergut 1, 4, 6) weiterhin als Sachgesamtheitsteile: Kirchhof mit Totenhalle (Kirchstraße 2) und Wirtschaftshof mit zwei weiteren, baulich stärker veränderten Wirtschaftsgebäuden (Am Rittergut 2 und Siedlerweg 5) sowie Schlosspark und Kastanienhain mit altem Baumbestand, insbesondere Esskastanien, Platanen, Linden, Eschen und Stieleichen (Gartendenkmal); eine der ältesten und bedeutsamsten feudalherrschaftlichen Anlagen im Landkreis Meißen und darüber hinaus baugeschichtlich, landesgeschichtlich, ortshistorisch und personengeschichtlich sowie in Teilen künstlerisch von Bedeutung | 09269849 |
| Weitere Bilder                          | Zwei Wirtschaftsgebäude (Nr. 1 und Nr. 4/6), Scheune (auch Getreidespeicher), Bergkeller (bei Nr. 1) mit zwei Eingängen, Einfriedungsmauer und Toranlage (Einzeldenkmale zu Sachgesamtheit 09269849) | Am Rittergut 1, 4, 6 (Karte)                                     | Bezeichnet mit 1836 (Nr. 4/6, Wirtschaftsgebäude); bezeichnet mit 1864 (Gutsscheune); bezeichnet mit 1879 (Toreinfahrt) | Einzeldenkmale der Sachgesamtheit Schloss, Patronatskirche und Rittergut Miltitz; eine der ältesten und bedeutsamsten feudalherrschaftlichen Anlagen im Landkreis Meißen und darüber hinaus baugeschichtlich, landesgeschichtlich, ortshistorisch und personengeschichtlich sowie in Teilen künstlerisch von Bedeutung. Toranlage, Wirtschaftsgebäude (Nummer 1), Getreidespeicher, Bergkeller mit zwei hofseitigen Eingängen, Wohn- und Wirtschaftsgebäude mit Kuhstall (Nummer 6) und Bedienstetenwohnungen (Nummer 4) und Bruchsteinmauern um Schloss, Herrenhaus und Wirtschaftshof. | 09267948 |
| Weitere Bilder                          | Schloss und Herrenhaus, in T-Form aneinandergebaut (Einzeldenkmale zu Sachgesamtheit 09269849) | Am Rittergut 3 (Karte)                                           | 13./14. Jahrhundert, später überformt (Herrenhaus); bezeichnet mit 1663 (Schloss)                                       | Einzeldenkmale der Sachgesamtheit Schloss, Patronatskirche und Rittergut Miltitz; Teil einer der ältesten und bedeutsamsten feudalherrschaftlichen Anlagen im Landkreis Meißen und darüber hinaus, baugeschichtlich, landesgeschichtlich, ortshistorisch und personengeschichtlich sowie in Teilen künstlerisch von Bedeutung | 09267950 |
| Direkt Bild zu diesem Denkmal hochladen | Ehemalige Kirchschule, heute Gemeindehaus, sowie Seitengebäude | Am Teichdamm 2 (Karte)                                           | 1748, später überformt                                                                                                  | Schule Obergeschoss Fachwerk, Seitengebäude in Fachwerkbauweise, baugeschichtlich und ortsgeschichtlich von Bedeutung. - Gemeindehaus (ehemalige Kirchschule mit Kantorenwohnung): Fachwerk massiv untersetzt, Weinspalier - Seitengebäude: an einer Traufseite Fachwerk | 09267960 |
| Weitere Bilder                          | Kalkbergwerk, mit Mundloch des Adolf-von-Heynitz-Stolln | Bahngäßchen 3 (Karte)                                            | Um 1400 (Kalkbergwerk); bezeichnet mit 1884 (Stolln-Mundloch)                                                           | Zeugnis der Geschichte des Kalkstein-Bergbaus und auch des traditionellen Erzbergbaus (Adolf-von-Heynitz-Stolln), ortsgeschichtlich und bergbaugeschichtlich von Bedeutung | 09267956 |
| Direkt Bild zu diesem Denkmal hochladen | Ehemalige Brauerei, heute Wohnhaus | Brauereistraße 4 (Karte)                                         | 2. Hälfte 18. Jahrhundert                                                                                               | Stattliches, straßenbildprägendes Gebäude, Obergeschoss teilweise Fachwerk, ortsgeschichtlich von Bedeutung. Fachwerk massiv untersetzt, Fachwerk verputzt. | 09267955 |
| Direkt Bild zu diesem Denkmal hochladen | Wohnstallhaus, Seitengebäude (mit Kumthalle) und Scheune eines Vierseithofes | Lugaer Weg 3, 3a, 3c (Karte)                                     | 2. Hälfte 19. Jahrhundert                                                                                               | Wohnstallhaus und Scheune in Fachwerkbauweise, Seitengebäude massiv, hier die dreibogige Kumthalle, die in einem dreiecksbekrönten Mittelrisalit liegt (singuläre Gestaltung), weitgehend geschlossen erhaltene, stattliche Hofanlage, baugeschichtlich und wirtschaftsgeschichtlich von Bedeutung. - Wohnstallhaus: Fachwerk massiv untersetzt - Wirtschaftsgebäude: Fachwerk-Drempelgeschoss | 09267953 |
| Weitere Bilder                          | Kirche am Rittergut (mit Ausstattung), dazu Kirchhofsmauer und denkmalwerte Grabstätten auf dem Kirchhof (Einzeldenkmale zu Sachgesamtheit 09269849)                                                 | Miltitzer Kirchstraße 2 (Karte)                                  | 1738–1740 (Kirche); 16.–18. Jahrhundert (Grabmale); 1622 (Altaraufsatz); 1841 (Orgelprospekt); 1846–1862 (Grabmal)      | Einzeldenkmale der Sachgesamtheit Schloss, Patronatskirche und Rittergut Miltitz; Gotteshaus bedeutsames Zeugnis der Kirchenbaukunst vor allem des 18. Jahrhunderts, Anlage aus Schloss, Patronatskirche und Rittergut eine der ältesten und bedeutsamsten feudalherrschaftlichen Anlagen im Landkreis Meißen, baugeschichtlich, landesgeschichtlich, ortshistorisch und personengeschichtlich sowie in Teilen künstlerisch von Bedeutung | 09267951 |
| Direkt Bild zu diesem Denkmal hochladen | Gedenkstein für die Opfer des Faschismus | Miltitzer Kirchstraße 2 (neben) (Karte)                          | 1951 | Denkmal für 17 ermordete KZ-Häftlinge aus dem Arbeitslager Miltitz-Munzig, geschichtlich von Bedeutung. Granitstein in einem Kastanienhain OdF-Gedenkstätte, neben dem Friedhof. In einem Gemeinschaftsgrab ruhen 17 Häftlinge aus dem Arbeitslager Miltitz-Munzig, darunter zwei Sowjetbürger. Gedenkstein mit ehrender Inschrift. Material: Granitfindling. Errichtet 1951, nach Umbettung in das Gemeinschaftsgrab. Zustand: eher schlecht. | 09267959 |
|                                         | Brücke über die Triebisch | Triebischtalstraße 12 (hinter) (Karte)                           | 18. Jahrhundert | Bogenbrücke in Bruchsteinmauerwerk, baugeschichtlich von Bedeutung. Bruchstein, Flutschaden. | 09267946 |
| Weitere Bilder                          | Mühle Miltitz, Furkert-Bartsch-Mühle: Haupthaus (Nr. 12) mit Anbau und Seitengebäude der alten Mühle sowie Technik im neuen Mühlengebäude (Nr. 14)                                                   | Triebischtalstraße 12, 14 (Karte)                                | Bezeichnet mit 1792 (Mühle); 1925 (Walzenstühle und Quetsche); 1935 (Walzenstuhl); 1938 (Mühlenbremsfahrstuhl)          | Markantes Ensemble, belebt durch Krüppelwalmdächer und Fachwerk, bemerkenswerter Maschinenbestand im Neubau des späten 19. Jahrhunderts, Mahl- und Getreidemühle mit langer Familientradition, baugeschichtlich, ortshistorisch und technikgeschichtlich von Belang. - Haupthaus der alten Furkertmühle (Talstraße 12): Fachwerk massiv untersetzt, Eingangsportal mit Segmentbogenabschluss, hier wohl auch die Datierung 1792 - Seitengebäude (Talstraße 12): teils Fachwerk massiv untersetzt, teils ganz Fachwerk, teils ganz massiv, 1971 von der alten Mühle getrennt - Aus denkmalpflegerischer Sicht erhaltenswerte Technik im neuen Mühlengebäude (Talstraße 14) unmittelbar an der Straße (Stand Oktober 2007): Wasserturbine, fünf Walzenstühle (ein Walzenstuhl der Firma MIAG aus den 1920er Jahren, drei Walzenstühle der Firma SECK von 1925 und ein Walzenstuhl der Firma MIAG von 1935), Quetzsche (bricht Getreide vor) der Firma MIAG von 1925, Ausmahlmaschine FANAL und Schrotgang aus den 1920er Jahren im Erdgeschoss-Bereich bzw. auf dem Walzenstuhlboden, Griesputzmaschine der Firma SECK um 1925, Filterschrank GEGROLO (wird demnächst ausgetauscht), Mühlenbremsfahrstuhl der Firma A. WETZIG von 1938 auf dem letzten bzw. Dachboden sowie Aspiration und Elevatoren. Plansichter von 1990 (Modell 1960er Jahre) auf dem Plansichterboden denkmalpflegerisch nicht von Belang, aber wichtig für die Anschaulichkeit des Mahlvorgangs. Das neue Mühlengebäude zeigt im Maschinentrakt die übliche Aufteilung einer Getreide- oder Mahlmühle mit mehreren Böden: Erdgeschoss und Walzenstuhlboden, Rohrboden, Plansichterboden und Dachboden. | 09267945 |

## Munzig
| Bild                                    | Bezeichnung                                         | Lage                            | Datierung                 | Beschreibung | ID       |
| --------------------------------------- | --------------------------------------------------- | ------------------------------- | ------------------------- | --- | -------- |
| Direkt Bild zu diesem Denkmal hochladen | Brücke über die Triebisch                           | An der Aue (Karte)              | 19. Jahrhundert           | Bogenbrücke, baugeschichtlich von Bedeutung, Naturstein | 09268541 |
| Direkt Bild zu diesem Denkmal hochladen | Wohnhaus mit hinterem Anbau                         | Am Dorfbach 8 (Karte)           | 1. Hälfte 19. Jahrhundert | Obergeschoss Fachwerk, baugeschichtlich von Bedeutung, Fachwerk massiv untersetzt | 09268544 |
|                                         | Wohnhaus                                            | Am Dorfbach 10 (Karte)          | 1. Hälfte 19. Jahrhundert | Obergeschoss Fachwerk, baugeschichtlich von Bedeutung. Fachwerk massiv untersetzt, Krüppelwalmdach. | 09268543 |
| Direkt Bild zu diesem Denkmal hochladen | Wohnhaus eines ehemaligen Dreiseithofes (Buschhaus) | Buschhaus 2 (Karte)             | Bezeichnet mit 1730       | Obergeschoss Fachwerk, erste urkundliche Erwähnung 1551, ortsgeschichtlich und baugeschichtlich von Bedeutung. Fachwerk massiv untersetzt, Krüppelwalmdach, erste urkundliche Erwähnung: „Moller von Kottewitz – 1551“. | 09268542 |
| Direkt Bild zu diesem Denkmal hochladen | Wohnhaus                                            | Munziger Hauptstraße 18 (Karte) | 1. Hälfte 19. Jahrhundert | Kleinbauernhaus, Obergeschoss Fachwerk, Giebel verbrettert, baugeschichtlich und sozialgeschichtlich von Bedeutung. Fachwerk massiv untersetzt und verputzt, Schleppdach, hinten Stalleinbau. | 09268548 |
| Direkt Bild zu diesem Denkmal hochladen | Wohnhaus (ohne massiven Anbau)                      | Munziger Hauptstraße 20 (Karte) | 18. Jahrhundert           | Kleinbauernhaus, Obergeschoss Fachwerk mit weitem Ständer-Abstand, baugeschichtlich und sozialgeschichtlich von Bedeutung. Fachwerk massiv untersetzt, am Giebel mit Fachwerkanbau, Tür (Biedermeierstil). | 09268547 |
| Direkt Bild zu diesem Denkmal hochladen | Ehemaliger Kalkofen                                 | Obermunzig 2 (Karte)            | 19. Jahrhundert           | Heute Wohnhaus, technikgeschichtlich von Bedeutung, heute Wochenendhaus | 09268545 |
| Weitere Bilder                          | Herrenhaus des Rittergutes Obermunzig               | Obermunzig 5 (Karte)            | Bezeichnet mit 1743       | Lange Zeit Kinderheim, heute sozialtherapeutisches Wohnheim, markanter barocker Bau mit hohem Mansardwalmdach, bemerkenswert auch die Familienwappen über dem Eingang, dahinter im Inneren Kreuzgewölbe auf mächtiger Säule, baugeschichtlich und ortsgeschichtlich sowie künstlerisch bedeutend (Haus Nummer 5). Hauptgebäude des ehemaligen Rittergutes Obermunzig, baulicher Kern nach 1571, damals Besitz des Hans und Ernst von Miltitz, Ausbau zum Herrenhaus in der bestehenden äußeren Gestalt 1748 durch die Herren von Ende. Erneuerungen 1822, seit etwa 1950 Kinderheim. 1950/60 Fassaden und Dächer erneuert und Umbauten im Inneren. Stattlicher zweigeschossiger Putzbau, 11: vier Achsen, Hauptfront nach Osten zum ehemaligen großen Vierseit-Gutshof, steiles Mansardwalmdach mit erneuerten Steh- und Fledermausgaupen, Sandstein-Ostportal 1822, darüber Wappen derer von Ende, der Kölbel von Geising, derer von Miltitz. Großer Flur im Erdgeschoss mit Kreuzgratgewölben über toskanischer Mittelsäule, nach 1571, zum Teil verändert durch Zwischenwände um 1950. (Dehio Sachsen I, 1996). Sandstein-Portal mit Wappen, über Eingang Datierung 1743, stehende Dachgauben, Mansard-Walmdach, Eingangshalle mit Kreuzgratgewölbe und eingestellter Säule, Treppenhaus erhalten, Besitzer 1901: R. Zumpe. | 09268546 |

## Naustadt
| Bild                                    | Bezeichnung | Lage                                   | Datierung                                                                                                | Beschreibung | ID       |
| --------------------------------------- | --- | -------------------------------------- | --- | --- | -------- |
|                                         | Denkmalschutzgebiet Dorf Naustadt | (Dorf) (Karte)                         | 16.–19. Jahrhundert                                                                                      | Eines der bemerkenswertesten ländlichen Ensembles im Landkreis Meißen, durch seine Abgrenzung und Lage noch gut erlebbar und weitestgehend geschlossen erhalten, geschichtlich, landschaftsgestalterisch bedeutsam. Im 19. Jahrhundert – Naustadt befand sich als mittelständisches Bauerndorf in wirtschaftlichem Aufschwung – wurden einige Gehöfte im Bereich des Rundlings zum Dorfrand hin erweitert oder oberhalb der alten neu errichtet. Der ursprüngliche Abstand der Hofanlagen zur Kirche ist noch am Pfarrgut ablesbar. Die Gehöfte liegen in angemessener Entfernung ringförmig um Kirche und Friedhof, die zwischenliegenden Hänge sind von Bebauung freigehalten und werden traditionell als Obst- und Gemüsegärten oder Wiesenflächen genutzt. Auch der Weinbau spielte in Naustadt eine Rolle. Die überkommene Erscheinung der meisten Wohn- und Wirtschaftsgebäude der Gehöfte ist ihrem Baualter nach dem 19. Jahrhundert zuzuordnen, wobei einzelne Gebäude nach ihren Bauformen aus der Renaissance- und Barockzeit stammen. Erhaltene und einbezogene Reste älterer Vorgängerbauten sind jedoch möglich. Größe und Anordnung der Gebäude sind im Rundling und in der späteren Erweiterung unterschiedlich und in dieser Eigenart zu erhalten. | 09301101 |
|                                         | Wegestein | Gävernitze (Karte)                     | 19. Jahrhundert                                                                                          | Sandsteinschaft mit pyramidenförmigem Dach, vertiefte Inschriftenfelder erneuert, verkehrsgeschichtlich bedeutend. Der Stein zeigt neue (oder erneuerte) Beschriftungen Scharfenberg, Pegenau, Röhrsdorf und Schloss sowie die dazugehörigen Richtungsanzeiger. Außerdem findet sich die Darstellung einer Mühle (ist eine vor der relativ freien Überarbeitung nicht vorhanden Zutat). | 09302724 |
|                                         | Wohnstallhaus (winkelförmig) eines ehemaligen Vierseithofes | Gävernitze 1 (Karte)                   | 18. Jahrhundert                                                                                          | Ein Fachwerkbau (zum Teil mit sehr altem Thüringer-Leiter-Fachwerk zur Hofseite), baugeschichtlich von Bedeutung | 09267653 |
| Direkt Bild zu diesem Denkmal hochladen | Wohnhaus, daran angebauter Schuppen und Scheune eines Bauernhofes | Kleine Seite 13 (Karte)                | 1. Hälfte 19. Jahrhundert                                                                                | Wohnhaus Obergeschoss Fachwerk massiv untersetzt, kleine massive Scheune, Kleinbauerngehöft, sozialgeschichtlich und baugeschichtlich von Bedeutung | 09267641 |
| Direkt Bild zu diesem Denkmal hochladen | Wohnhaus eines Bauernhofes, mit Einfriedung | Kleine Seite 17 (Karte)                | 2. Hälfte 19. Jahrhundert                                                                                | Verputzter Massivbau, im Giebel ein Porträt-Medaillon, baugeschichtlich von Bedeutung. Im Obergeschoss Kastenfenster, im Giebel ein Sandsteinmedaillon mit Porträt. | 09267630 |
|                                         | Teil eines Wohnstallhauses und Brunnen mit Handschwengelpumpe | Pegenauer Straße 2 (Karte)             | Nach 1800                                                                                                | Wohnhaus ein Fachwerkbau, auch im Erdgeschoss Fachwerk, baugeschichtlich von Bedeutung | 09267649 |
| Weitere Bilder                          | Wohnstallhaus eines Bauernhofes | Pegenauer Straße 3 (Karte)             | Um 1850                                                                                                  | Mit Fachwerk-Obergeschoss, baugeschichtlich von Bedeutung. Fachwerk, massiv untersetzt. | 09267651 |
|                                         | Bauernhof mit Seitengebäude (Nr. 9) und jüngerem Wohnhaus (Nr. 7) | Pegenauer Straße 7, 9 (Karte)          | Nach 1850 (Nr. 7, Wohnhaus); 2. Hälfte 19. Jahrhundert (Nr. 9, Seitengebäude)                            | Wohnstallhaus Obergeschoss Fachwerk, jüngeres Wohnhaus an der Straße mit aufwendig gestaltetem Giebel, dort zwei Rundbogenfenster, baugeschichtlich von Bedeutung. Ehemals denkmalgeschütztes Wohnstallhaus mit Fachwerk am Giebel (Nr. 5, bezeichnet mit 1803) zwischen 2014 und 2016 abgerissen. | 09267652 |
| Direkt Bild zu diesem Denkmal hochladen | Zwei Seitengebäude (eines als Auszugshaus) und Scheune eines Vierseithofes, im Hof Brunnen mit Handschwengelpumpe                                                                     | Pegenauer Straße 18a, 18b (Karte)      | 2. Hälfte 19. Jahrhundert                                                                                | Verputzte Massivbauten, weitgehend geschlossen erhaltene Hofanlage des 19. Jahrhunderts, baugeschichtlich, sozialgeschichtlich und wirtschaftsgeschichtlich von Bedeutung. - linkes Wohnstallhaus (zu 18b): vorderer Teil Wohnung, hinterer Teil Wirtschaftsgebäude - rechtes Wohnstallhaus (18a): Stallgebäude mit Auszüglerwohnung im Obergeschoss - Scheune: Tonnengewölbe | 09267626 |
| Weitere Bilder                          | Ehemaliges Wohnstallhaus (Nr. 20a) und Seitengebäude (Nr. 20b, mit Kumthalle) eines Vierseithofes                                                                                     | Pegenauer Straße 20a, 20b (Karte)      | Bezeichnet mit 1844 (Wohnstallhaus); 19. Jahrhundert (Seitengebäude)                                     | Großer ortsbildprägender Bauernhof, verputzte Massivbauten, Seitengebäude mit seltener dreibogiger Kumthalle im Erdgeschoss, baugeschichtlich und wirtschaftsgeschichtlich von Bedeutung. - Wohnstallhaus im Türsturz bezeichnet mit „Erbaut im Jahre MDCCCXLIV A. C. G. Marx“ (Türsturz bezeichnet mit 1844), im Innern Kreuzgratgewölbe (Eingangsbereich) - Wirtschaftsgebäude: Art Mittelrisalit mit Dreiecksgiebel, Krüppelwalmdach mit Fledermausgaupen, Kumthalle mit zwei kannelierten Säulen | 09267627 |
|                                         | Vierseithof mit Wohnstallhaus, Scheune und zwei Seitengebäuden (eines mit Taubenschlag) sowie als Hofzufahrt Torbogen                                                                 | Pegenauer Straße 22 (Karte)            | Bezeichnet mit 1806 (Wohnstallhaus); 1. Hälfte 19. Jahrhundert (Seitengebäude)                           | Ortsbildprägender großer Bauernhof (größtenteils in Fachwerkbauweise), aufwendiges Eingangsportal am Wohnhaus, wirtschaftsgeschichtlich und baugeschichtlich von Bedeutung. Eigentümer: Familie Köhler. | 09267631 |
| Weitere Bilder                          | Ehemaliges Wohnstallhaus (Nr. 24a) und Seitengebäude (Nr. 24b, mit Kumthalle) eines ehemaligen Vierseithofes                                                                          | Pegenauer Straße 24a, 24b (Karte)      | Bezeichnet mit 1840 (Wohnstallhaus); 1. Hälfte 19. Jahrhundert (Auszugshaus)                             | Ortsbildprägender großer Bauernhof, Fachwerkbauten, das Wirtschaftsgebäude mit seltener zweibogiger Kumthalle im Erdgeschoss und Auszüglerwohnung im Obergeschoss, baugeschichtlich von Bedeutung. Beide Häuser Fachwerk, massiv untersetzt, Wirtschaftsgebäude mit Fledermausgauben. Wirtschaftsgebäude 24c abgebrochen. | 09267632 |
| Direkt Bild zu diesem Denkmal hochladen | Wohnstallhaus und Seitengebäude (mit Kumthalle) eines ehemaligen Vierseithofes sowie Torpfeiler                                                                                       | Pegenauer Straße 26 (Karte)            | Mitte 19. Jahrhundert                                                                                    | Fachwerkbauten, Seitengebäude mit seltener dreibogiger Kumthalle im Erdgeschoss und Auszüglerwohnung im Obergeschoss, baugeschichtlich von Bedeutung. - Wohnstallhaus: Fachwerk, massiv untersetzt - Wirtschaftsgebäude: gemauert, massiv, Fachwerk-Obergeschoss | 09267633 |
| Direkt Bild zu diesem Denkmal hochladen | Wohnstallhaus (Nr. 28b), Wohnhaus (Nr. 28a), Seitengebäude (mit Kumthalle) und Scheune eines Vierseithofes, dazu Torpfeiler, Brunnen mit Handschwengelpumpe, Hofbaum und Bauerngarten | Pegenauer Straße 28a, 28b (Karte)      | 1. Hälfte 19. Jahrhundert (Wohnstallhaus und Seitengebäude); bezeichnet mit 1826 (Wohnhaus)              | Ortsbildprägender großer Bauernhof, Fachwerkbauten, Seitengebäude mit ungewöhnlich gestalteter Kumthalle im Erdgeschoss und Drillingsfenster (Palladio-Motiv) im Obergeschoss, wirtschaftsgeschichtlich und baugeschichtlich von Bedeutung. - Wirtschaftsgebäude und Wohnstallhaus: Fachwerk, massiv untersetzt - Scheune: Fachwerk, Göbelring - Hofkastanie | 09267634 |
|                                         | Pfarrhof mit Wohnhaus und Wohnstallhaus (im Winkel aneinandergebaut) sowie Brunnen mit Handschwengelpumpe                                                                             | Pfarrweg 3a, 3b (Karte)                | Laut Gurlitt ehemals bezeichnet mit 1618 (Pfarrhaus); bezeichnet mit 1828, im Kern älter (Pfarrhaus)     | Obergeschoss Fachwerk mit Andreaskreuzen, eines der ältesten Fachwerkbauten im Ort, ortsgeschichtlich und baugeschichtlich von Bedeutung. Beide Häuser: Fachwerk, massiv untersetzt. Wohnhaus mit Korbbogen-Tor, Wohnstallhaus mit Andreaskreuzen und verbrettertem Giebel, Eingangsbereich Sandsteintreppe, Pfarrhof ehemals Dreiseithof. | 09267628 |
| Weitere Bilder                          | Kirche mit Ausstattung, Kirchhof einschließlich Einfriedungsmauer und einigen Grabmälern (u. a. derer von Miltitz)                                                                    | Pfarrweg 4 (Karte)                     | Bezeichnet mit 1596 (Kanzel); 1597 (Taufe); 1606 (Altar); um 1800 (Orgelprospekt); um 1900, Werk (Orgel) | Ein nachgotischer Bau geprägt von einem neuromanischen Umbau von 1897, wertvolle Innenausstattung, Kirchhof mit Grabmälern des 16. bis 19. Jahrhunderts, ortsgeschichtlich, regionalgeschichtlich, baugeschichtlich und ortsbildprägend von Bedeutung | 09267629 |
| Weitere Bilder                          | Wohnstallhaus eines ehemaligen Dreiseithofes und Torpfeiler der Hofzufahrt | Scharfenberger Straße 1 (Karte)        | Bezeichnet mit 1799, im Kern älter                                                                       | Obergeschoss Fachwerk mit langen Fußstreben, baugeschichtlich von Bedeutung. Fachwerk, massiv untersetzt, Walmdach, Fenster teilweise vergrößert, Weinspalier. | 09267646 |
| Weitere Bilder                          | Zwei Wohnstallhäuser (darunter älteres Seitengebäude) und Scheune eines Dreiseithofes sowie Hofmauer                                                                                  | Scharfenberger Straße 5 (Karte)        | Anfang 18. Jahrhundert (Seitengebäude); 1. Hälfte 19. Jahrhundert (Wohnstallhaus)                        | Wohnstallhäuser Fachwerkbauten, das Seitengebäude mit altertümlicher Fachwerkkonstruktion (weiter Ständerabstand, Kopfstreben), massive Scheune, wirtschaftsgeschichtlich und baugeschichtlich von Bedeutung. Wohnstallhäuser: Fachwerk, massiv untersetzt. | 09267644 |
| Direkt Bild zu diesem Denkmal hochladen | Wohnhaus | Scharfenberger Straße 7 (Karte)        | 2. Hälfte 19. Jahrhundert                                                                                | Mit Ladeneinbau, gründerzeitlicher Putzbau mit Mittelrisalit, im Giebel drei kleine Rundbogenfenster, baugeschichtlich von Bedeutung. Mittelachse durch Dacherker hervorgehoben, Segmentbogenfenster, im Giebel drei kleine Rundbogenfenster. | 09267643 |
| Weitere Bilder                          | Ehemaliges Gasthaus mit Saalanbau | Scharfenberger Straße 9 (Karte)        | Bezeichnet mit 1847                                                                                      | Gasthaus Obergeschoss Fachwerk teilweise verputzt bzw. verbrettert, ortsgeschichtlich und baugeschichtlich von Bedeutung. Giebel verbrettert, rückwärtige Traufseite mit Fachwerk. | 09267639 |
|                                         | Wohnhaus eines Bauernhofes | Scharfenberger Straße 12 (Karte)       | Bezeichnet mit 1576, später überformt                                                                    | Erdgeschoss mit Stichbogenfenstern, steiles Satteldach, Eckstein bezeichnet mit MDLXXVI (= 1576), baugeschichtlich von Bedeutung. Erdgeschoss mit Stichbögen, Eckstein bezeichnet mit MDLXXVI (= 1576). | 09267707 |
|                                         | Wohnstallhaus (Nr. 13) eines Bauernhofes, mit Hofbaum (auf dem Grundstück von Nr. 15)                                                                                                 | Scharfenberger Straße 13, 15 (Karte)   | 1. Hälfte 19. Jahrhundert                                                                                | Ortsbildprägender Fachwerkbau, baugeschichtlich von Bedeutung, bildet Bauernhof mit Nummer 15. Hofbaum eine Kastanie. | 09267635 |
| Weitere Bilder                          | Dreiseithof mit Wohnstallhaus, Seitengebäude und Scheune sowie Torpfeiler der Hofzufahrt                                                                                              | Scharfenberger Straße 14 (Karte)       | 2. Hälfte 18. Jahrhundert                                                                                | Geschlossen erhaltenes Fachwerkgehöft in landschaftstypischer Gestaltung, wirtschaftsgeschichtlich und baugeschichtlich von Bedeutung | 09267648 |
| Weitere Bilder                          | Dreiseithof mit Wohnstallhaus, Seitengebäude und Scheune | Scharfenberger Straße 20 (Karte)       | Bezeichnet mit 1852 (Scheune); bezeichnet mit 1861 (Wohnstallhaus); bezeichnet mit 1868 (Seitengebäude)  | Geschlossen erhaltener Bauernhof teilweise in Fachwerkbauweise, wirtschaftsgeschichtlich und baugeschichtlich von Bedeutung. - Wohnstallhaus: Fachwerk, massiv untersetzt, Kniestock über dem Obergeschoss - Scheune: Fachwerk, massiv untersetzt | 09267645 |
| Weitere Bilder                          | Wohnstallhaus eines ehemaligen Vierseithofes | Scharfenberger Straße 28a (Karte)      | Bezeichnet mit 1842                                                                                      | Stattliches Bauernhaus mit Fachwerk-Obergeschoss, Fachwerk teilweise auch im Erdgeschoss, baugeschichtlich von Bedeutung, bildet Vierseithof mit Nummer 28b. Fachwerk, massiv untersetzt. | 09267642 |
| Direkt Bild zu diesem Denkmal hochladen | Seitengebäude (mit Kumthalle) eines Bauernhofes | Scharfenberger Straße 32 (Karte)       | Bezeichnet mit 1846                                                                                      | Obergeschoss Fachwerk, mit seltener dreibogiger Kumthalle, wirtschaftsgeschichtlich und baugeschichtlich von Bedeutung. - Wirtschaftsgebäude: Fachwerk, massiv untersetzt - Scheune: Fachwerk, vor 2007 abgebrochen | 09267640 |
| Direkt Bild zu diesem Denkmal hochladen | Wohnstallhaus (Nr. 38b) und Seitengebäude (Nr. 38a) eines Vierseithofes sowie Torpfeiler                                                                                              | Scharfenberger Straße 38a, 38b (Karte) | Bezeichnet mit 1843 (Wohnstallhaus); 2. Hälfte 19. Jahrhundert (Seitengebäude)                           | Ortsbildprägender großer Bauernhof, Putzbauten, Wohnstallhaus mit klassizistischem Türstock, baugeschichtlich von Bedeutung | 09267638 |
| Direkt Bild zu diesem Denkmal hochladen | Wohnstallhaus (Nr. 42) und Seitengebäude (Nr. 42a, mit Kumthalle) eines Dreiseithofes                                                                                                 | Scharfenberger Straße 42, 42a (Karte)  | Bezeichnet mit 1859 (Wohnstallhaus); 2. Hälfte 19. Jahrhundert (Seitengebäude)                           | Ortsbildprägender großer Bauernhof, Wohnstallhaus mit Fachwerk-Obergeschoss und -Drempel, das Wirtschaftsgebäude mit zweibogiger Kumthalle im Erdgeschoss und Auszüglerwohnung im Obergeschoss, wirtschaftsgeschichtlich und baugeschichtlich von Bedeutung. Wohnstallhaus: Fachwerk, massiv untersetzt. | 09267637 |
|                                         | Wohnstallhaus und Scheune eines Dreiseithofes sowie Torpfeiler und Einfriedung | Scharfenberger Straße 46 (Karte)       | Bezeichnet mit 1848 (Wohnstallhaus); 2. Hälfte 19. Jahrhundert (Scheune)                                 | Ortsbildprägender großer Bauernhof, das Wohnhaus ein Fachwerkbau, massive Scheune, wirtschaftsgeschichtlich und baugeschichtlich von Bedeutung, bildet Dreiseithof mit Nummer 44. - Wohnstallhaus: Fachwerk, Andreaskreuze im Giebel (von einer späteren Erneuerung), massiv untersetzt - Scheune: massiv | 09267636 |

### Ehemaliges Denkmal (Naustadt)
| Bild           | Bezeichnung                         | Lage                                 | Datierung           | Beschreibung | ID       |
| -------------- | ----------------------------------- | ------------------------------------ | ------------------- | --- | -------- |
| Weitere Bilder | Schulgebäude (mit zwei Hausnummern) | Scharfenberger Straße 24, 26 (Karte) | Bezeichnet mit 1835 | Ortsbildprägende sowie singuläre Bedeutung und wissenschaftlich-dokumentarischer Wert als Bau dieses nur noch selten erhaltenen Bautypus, verputzter Fachwerkbau mit repräsentativem Eingangsportal, ortsgeschichtlich von Bedeutung. Inschrift im repräsentativen Portal, im Obergeschoss straßenseitig noch Fachwerk. Zwischen 2021 und 2024 aus der Denkmalliste gestrichen. | 09269827 |

## Pegenau
| Bild                                    | Bezeichnung | Lage                            | Datierung                                                              | Beschreibung | ID       |
| --------------------------------------- | --- | ------------------------------- | ---------------------------------------------------------------------- | --- | -------- |
| Weitere Bilder                          | Altes Rittergut (Vorwerk von Schloss Scharfenberg) mit Herrenhaus (Nr. 4, später Schule, heute Wohnhaus) und zwei Wirtschaftsgebäuden (Wohnstallhäuser, Nr. 2 und Nr. 8), mit Torpfeilern (zwischen Nr. 2 und Nr. 10) | Altes Rittergut 2, 4, 8 (Karte) | 1857–1858 (Herrenhaus); 2. Hälfte 19. Jahrhundert (Wirtschaftsgebäude) | Stattliches Herrenhaus durch Mittelrisalit mit Giebel betont, Wirtschaftsgebäude verputzte Bruchsteinbauten, baugeschichtlich und ortsgeschichtlich von Bedeutung. Ehemaliges Vorwerk des Schlosses Scharfenberg (Nummer 1, ehemals Reppnitz). Großer Vierseithof, Hauptgebäude mit Portal und Fenstergewänden des 16. Jahrhunderts im Erdgeschoss, Obergeschoss in Fachwerk, Satteldach (Dehio Sachsen I, 1996). Wohnstallhäuser/Wirtschaftsgebäude: im vorderen Teil Wohnbereich, im hinteren Teil Wirtschafts- und Stallteil anschließend, sowie Brunnen mit Handschwengelpumpe (2011 wohl nicht mehr vorhanden). | 09267621 |
|                                         | Villa | Altes Rittergut 6 (Karte)       | 1878                                                                   | Repräsentatives Gründerzeitgebäude mit säulengestütztem Balkon, ehemals zum Rittergut Scharfenberg/Vorwerk Pegenau gehörig, baugeschichtlich und ortsgeschichtlich von Bedeutung, eine Zeit lang Lehrerhaus der benachbarten Schule (ehemaliges Herrenhaus des Vorwerks) | 09267622 |
| Direkt Bild zu diesem Denkmal hochladen | Wohnstallhaus/Wirtschaftsgebäude des einstigen Rittergutes in Pegenau | Altes Rittergut 11 (Karte)      | 1. Hälfte 18. Jahrhundert                                              | Markanter ländlicher Bau mit Fachwerk im Obergeschoss der Vorderseite, beeindruckend die steinerne Rückwand, auch im Inneren besondere Details, bau- und ortsgeschichtlich von Bedeutung | 09267624 |
| Direkt Bild zu diesem Denkmal hochladen | Wohnstallhaus, Seitengebäude und Scheune eines Dreiseithofes | Altes Rittergut 12 (Karte)      | 1. Hälfte 19. Jahrhundert                                              | Geschlossen erhaltenes Ensemble von Fachwerkbauten, baugeschichtlich und wirtschaftsgeschichtlich von Bedeutung. Taubenschlag unter dem Dach des Wohnstallhauses, Scheune mit Tiefenkeller und Gewölbe, Seitengebäude ehemaliges Stallgebäude mit Auszüglerwohnung im Obergeschoss. | 09267623 |
| Direkt Bild zu diesem Denkmal hochladen | Wohnstallhaus eines ehemaligen Dreiseithofes | Wiesengründchen 5 (Karte)       | Bezeichnet mit 1698, später überformt                                  | Obergeschoss Fachwerk mit altertümlicher Konstruktion (Thüringer-Leiter-Fachwerk, Fußstreben), baugeschichtlich von Bedeutung. An der Giebelseite Rundbogenfenster unterm Dach, heutiges äußeres Erscheinungsbild 2. Hälfte 19. Jahrhundert, mit ehemaligem Backhaus an der Rückseite des Hauses angebaut. | 09267625 |
| Weitere Bilder                          | Turmholländer der Windmühle Pegenau | Windmühlenweg 1 (Karte)         | 1876                                                                   | Technikgeschichtlich von Bedeutung, zu Wohnzwecken ausgebaut, Innenausstattung nicht mehr vorhanden | 09267620 |

## Perne
| Bild                                    | Bezeichnung                     | Lage            | Datierung                 | Beschreibung | ID       |
| --------------------------------------- | ------------------------------- | --------------- | ------------------------- | --- | -------- |
| Direkt Bild zu diesem Denkmal hochladen | Seitengebäude eines Bauernhofes | Perne 5 (Karte) | 2. Hälfte 19. Jahrhundert | Obergeschoss Fachwerk, Giebelseite verbrettert, baugeschichtlich von Bedeutung, Fachwerk massiv untersetzt, Giebelseite verbrettert | 09268273 |

## Pinkowitz
| Bild                                    | Bezeichnung | Lage                                                 | Datierung                                                                                                   | Beschreibung | ID       |
| --------------------------------------- | --- | ---------------------------------------------------- | --- | --- | -------- |
| Direkt Bild zu diesem Denkmal hochladen | Wohnstallhaus (Nr. 1), zwei Seitengebäude (Nr. 2a/b und Nr. 3a/b, letzteres mit Kumthalle) und Scheune (Nr. 4a–d) eines Vierseithofes         | Pinkowitz 1, 2a, 2b, 3a, 3b, 4a, 4b, 4c, 4d (Karte)  | Bezeichnet mit 1657 (Wohnstallhaus); bezeichnet mit 1824 (Wohnstallhaus); um 1850 (südliches Seitengebäude) | Anlage bemerkenswertes Beispiel eines großen Bauernhofes vor allem aus dem ersten Viertel des 19. Jahrhunderts im Landkreis Meißen, baugeschichtlich und wirtschaftsgeschichtlich bedeutend. - Wohnstallhaus (Nordseite): beeindruckendstes Gebäude des Gehöfts mit Krüppelwalmdach und Fachwerk im Obergeschoss - Seitengebäude (Westseite): im Obergeschoss größtenteils Fachwerk, mit in der Hauswand eingelassener Säule - Seitengebäude (Südseite): Kumthalle, Obergeschoss Fachwerk, hier Gesindekammern - Scheune (Ostseite): zwei bzw. drei große Durchfahrtstore, wohl die beiden letzten Bauten mit tiefen, tonnengewölbten Kellern - südliches Seitengebäude (Nummer 3a/3b): im Obergeschoss holzverbrettert, Mansardwalmdach mit Uhr (um 1850) - Wohnstallhaus (Nummer 1): Fachwerk massiv untersetzt, Sandstein-Portal mit Flügeltür, Sandstein-Fenstergewände, Krüppelwalmdach mit Fledermausgaupen, Überformung 1920er Jahre durch letzte Sanierung rückgängig gemacht - westliches Seitengebäude (Nummer 2a/2b): im Obergeschoss Fachwerk - Scheune (Nummer 4a–4d) während der letzten Sanierung zurückhaltend modernisiert | 09267676 |
| Direkt Bild zu diesem Denkmal hochladen | Wohnstallhaus (Nr. 8a–c), Seitengebäude (Nr. 7a/b), Scheune (Nr. 9a–d) sowie Torpfeiler und Einfriedungsmauern eines ehemaligen Vierseithofes | Pinkowitz 7a, 7b, 8a, 8b, 8c, 9a, 9b, 9c, 9d (Karte) | Um 1800 (Wohnstallhaus); 1. Viertel 19. Jahrhundert (Seitengebäude)                                         | Markantes ländliches Anwesen, Wirkung durch Fachwerkobergeschosse und Krüppelwalmdächer, Anlage bemerkenswertes Beispiel eines großen Bauernhofes vor allem aus der Zeit um 1800, baugeschichtlich und wirtschaftsgeschichtlich bedeutend. - Herrenhaus/Seitengebäude: barockes Treppenhaus, Sandstein-Fenstergewände, Fachwerk verputzt, Krüppelwalmdach - Wohnstallhaus: Fachwerk massiv untersetzt, Sandstein-Fenstergewände, Krüppelwalmdach mit Fledermausgaupen | 09267675 |
| Weitere Bilder                          | Ehemalige Mühle und Scheune (Pinkowitzmühle)                                                                                                  | Regenbachtal 9 (Karte)                               | Um 1900, Kern um 1700                                                                                       | Putzbau, Gründerzeitgebäude, ortsgeschichtlich von Bedeutung, Vorgängerbau um 1900 abgebrannt | 09267677 |

## Piskowitz
| Bild                                    | Bezeichnung                     | Lage                        | Datierung                 | Beschreibung | ID       |
| --------------------------------------- | ------------------------------- | --------------------------- | ------------------------- | --- | -------- |
| Direkt Bild zu diesem Denkmal hochladen | Wäschemangel im Haus            | Miltitzer Straße 12 (Karte) | Um 1900                   | Technikgeschichtlich von Bedeutung. An der Wäschemangel Plakette: „Richard Sparmann Wäschereimaschinen u. Mangeln, Meissen, Kurt-Hein-Straße 3“. | 09269978 |
| Direkt Bild zu diesem Denkmal hochladen | Wohnstallhaus eines Bauernhofes | Miltitzer Straße 14 (Karte) | 1. Hälfte 19. Jahrhundert | Stattliches Bauernhaus, Obergeschoss Fachwerk, baugeschichtlich von Bedeutung                                                                    | 09268145 |
| Direkt Bild zu diesem Denkmal hochladen | Wohnstallhaus                   | Zur Alten Schule 4 (Karte)  | 1. Hälfte 19. Jahrhundert | Häuslerhaus, Obergeschoss Fachwerk, sozialgeschichtlich von Bedeutung                                                                            | 09268146 |

## Polenz
| Bild                                    | Bezeichnung                                                             | Lage                                          | Datierung                                                  | Beschreibung | ID       |
| --------------------------------------- | ----------------------------------------------------------------------- | --------------------------------------------- | ---------------------------------------------------------- | --- | -------- |
| Weitere Bilder                          | Wartehalle und Toilettenhäuschen                                        | (Gemarkung Oberpolenz, Flurstück 103) (Karte) | 1909                                                       | Wartehalle der Schmalspurbahn Wilsdruff–Gärtitz, Abschnitt Wilsdruff–Meißen Triebischtal (Streckenkürzel WG, km 0,139), die für die jährliche Zuckerrübenkampagne in der Lommatzscher Pflege bedeutende Rübenbahn, Typenbau der Kgl. Sächs. Staatseisenbahnen, jetzt Konsultationspunkt für Jagd- und Naturschutz, eisenbahngeschichtlich von Bedeutung. Fachwerkbau auf gemauertem Sockel, mit Ziegelausfachung und Holzverkleidung, Bauform typisch für die vorliegende Schmalspurstrecke. Streckenkilometer 10,970. Als Bahnhof erbaut, ab 1947 Haltestelle, bestand ursprünglich aus Wartehalle, Wagenkasten (abgebrochen) und Abortgebäude (erhalten?). Am 1. Oktober 1909 für den Güter- und Personenverkehr eröffnet, Einstellung des Personenverkehrs am 22. Mai 1966 und des Güterverkehrs am 30. Juli 1966. | 09267859 |
| Weitere Bilder                          | Mühlenanwesen mit Wohnhaus, zwei Seitengebäuden und Scheune (Helmmühle) | Helmmühlenweg 1 (Karte)                       | Bezeichnet mit 1598 (Scheune); bezeichnet mit 1816 (Mühle) | Wohnhaus mit Segmentbogenportal und Fachwerk-Obergeschoss, Seitengebäude ein Putzbau, baugeschichtlich und ortsgeschichtlich von Bedeutung. Mühle 1598 erstmals erwähnt, mit umgebender Bruchsteinmauer (?). | 09267860 |
|                                         | Herrenhaus des Rittergutes Oberpolenz                                   | Hofegasse 6 (Karte)                           | 18. Jahrhundert                                            | Typisches barockes Herrenhaus, verputzter Massivbau mit Mansarddach, zum Hof Mittelrisalit mit Dreiecksgiebel, baugeschichtlich und ortsgeschichtlich von Bedeutung. Der Herrensitz Polenz 1198 genannt, 1588 Teilung in Ober- und Niederpolenz, die baulichen Reste des letzteren am westlichen Ortsende. Herrenhaus an der Nordseite des Gutshofes. Putzbau, zweigeschossig, 7 : 4 Fensterachsen, an der Südseite übergiebelter Mittelrisalit mit Haupteingang und vorgelegter Treppe, Mansardwalmdach, E. 18. Jahrhundert (Dehio Sachsen I, 1996). Mansardwalmdach, in der Eingangshalle eingestellte Säule. Nach 1945 bis 2006 Gemeindeamt, heute (2011) Privatbesitz. Anschrift möglicherweise auch Hofegasse 6.                                                                                                 | 09267853 |
| Weitere Bilder                          | Kapelle Polenz                                                          | Polenzer Hauptstraße (Karte)                  | Bezeichnet mit 1737                                        | Schlichter barocker Sakralbau mit Dachreiter, die Rittergüter Oberpolenz (Hauptstraße 23) und Niederpolenz (Hauptstraße 31) hatten gemeinschaftlich die Kapelle in Stand zu halten, in der zu Festzeiten Gottesdienst abgehalten wurden, baugeschichtlich und ortsgeschichtlich von Bedeutung. Dachreiter über dem Ostgiebel, zwei Grabdenkmäler 1572 und 1649 (Sachsen-Dehio, S. 353). Vorgängerbau um 1400, Korbbogenfenster, Fledermausgauben. Die Rittergüter Oberpolenz (Hauptstraße 23) und Niederpolenz (Hauptstraße 31) haben gemeinschaftlich die Kapelle in Stand zu halten, in der zu Festzeiten Gottesdienst abgehalten wurden. | 09267855 |
| Direkt Bild zu diesem Denkmal hochladen | Häuslerhaus mit Anbau                                                   | Polenzer Hauptstraße 38 (Karte)               | 17. Jahrhundert                                            | Obergeschoss Fachwerk, Kleinbauernanwesen, baugeschichtlich und sozialgeschichtlich von Bedeutung | 09267858 |
| Direkt Bild zu diesem Denkmal hochladen | Scheune und Stallgebäude eines Dreiseithofes                            | Polenzer Hauptstraße 44 (Karte)               | Um 1800                                                    | Am Stallgebäude Taubenschlag und Obergeschoss Fachwerk, Fachwerk-Scheune, baugeschichtlich und wirtschaftsgeschichtlich von Bedeutung | 09267856 |
| Direkt Bild zu diesem Denkmal hochladen | Transformatorenhäuschen                                                 | Polenzer Hauptstraße 46 (vor) (Karte)         | 1920er Jahre                                               | Zeugnis für Elektrifizierung des Ortes, technikgeschichtlich von Bedeutung, technische Einrichtung noch vorhanden | 09267857 |

## Reichenbach
| Bild                                    | Bezeichnung                     | Lage                   | Datierung                 | Beschreibung | ID       |
| --------------------------------------- | ------------------------------- | ---------------------- | ------------------------- | --- | -------- |
| Direkt Bild zu diesem Denkmal hochladen | Wohnstallhaus eines Bauernhofes | Reichenbach 6 (Karte)  | Bezeichnet mit 1809       | Obergeschoss Fachwerk, Fachwerkkonstruktion mit K-Streben, baugeschichtlich von Bedeutung. Fachwerk, massiv untersetzt, Dachüberstand, Plastikfenster mit Plastiksprossen. Ehemals mit im Winkel angebautem Nebengebäude, vor 2011 größtenteils abgebrochen. | 09267661 |
| Direkt Bild zu diesem Denkmal hochladen | Wohnstallhaus eines Bauernhofes | Reichenbach 9b (Karte) | 2. Hälfte 19. Jahrhundert | Stattliches Bauernhaus, Obergeschoss Fachwerk, baugeschichtlich von Bedeutung, bildet Bauernhof mit Nummer 9a. Fachwerk, massiv untersetzt. | 09267659 |
| Direkt Bild zu diesem Denkmal hochladen | Wohnstallhaus                   | Reichenbach 11 (Karte) | 1. Hälfte 19. Jahrhundert | Stattliches Gebäude, Obergeschoss Fachwerk, baugeschichtlich von Bedeutung | 09267660 |

## Reppina
| Bild           | Bezeichnung                                                                         | Lage                    | Datierung                                                 | Beschreibung | ID       |
| -------------- | ----------------------------------------------------------------------------------- | ----------------------- | --------------------------------------------------------- | --- | -------- |
| Weitere Bilder | Mundloch des König-David-Erbstolln                                                  | An der Elbaue (Karte)   | Bezeichnet mit 1818                                       | Ortsgeschichtlich von Bedeutung | 09267596 |
| Weitere Bilder | Pochstempelstein („Amboss“, sekundär in eine Stützmauer eingesetzt) und Stützmauer  | An der Elbaue (Karte)   | 1888 (Pochstempelstein); bezeichnet mit 1908 (Stützmauer) | Pochstein stammt aus der neuen Silberwäsche Scharfenberg, bergbauliches Zeugnis, ortsgeschichtlich von Bedeutung. Stein wurde 1908 sekundär in die Stützmauer eingebaut, Silberbergbau wurde in Scharfenberg 1897/98 eingestellt. | 09267598 |
| Weitere Bilder | Mühle und ehemalige Bäckerei (Alte Mühle Reppina)                                   | An der Elbaue 7 (Karte) | Im Kern 16. Jahrhundert                                   | Schlichter Putzbau mit Segmentbogenportal, baugeschichtlich und ortsgeschichtlich von Bedeutung, ortsbildprägende Lage nahe der Elbe | 09267597 |
| Weitere Bilder | Straßenbegleitende Einfriedungsmauern                                               | Fährweg (Karte)         | 19. Jahrhundert                                           | Bruchsteinmauern, baugeschichtlich und ortsbildprägend von Bedeutung. Bruchsteinmauer mit gemauertem Eingang und Sandsteingewände (zum Grundstück Nummer 1?). | 09267600 |
| Weitere Bilder | Ehemaliges Bergmannshaus mit seitlichem Stallanbau und Einfriedungsmauer zur Straße | Schachtberg 5 (Karte)   | 1601                                                      | Markantes Gebäude mit Fachwerkobergeschoss, altertümliche Fachwerkkonstruktion mit Andreaskreuzen und Kopfstreben, liegt malerisch am Eingang zum Schachtberg, der als Taleinschnitt vom einstigen Reppina nach Scharfenberg führt, bauliches Zeugnis des Silberbergbaus in der Gegend, baugeschichtlich und ortsgeschichtlich sowie landschaftsgestaltend von Bedeutung. Der zweigeschossige Bau besteht aus massiv untersetztem Fachwerk mit Andreaskreuzen. Die Fensteröffnungen des Erdgeschosses sind aus Sandsteingewänden. Das Dach wird von Fledermausgaupen belebt. Der erneuerte Scheitelstein über dem Hauseingang zeigt die Datierung 1691 und ein Bergbauzeichen. Die Datierung war im Lehm des Obergeschosses eingeritzt und wurde auf Veranlassung der Unteren Denkmalschutzbehörde des Landkreises Meißen, Herrn Höfer, für den Scheitelstein übernommen (M. Eisbein). Laut Literatur soll das Gebäude bereits 1601 errichtet worden sein (Mitteilungen des Landesvereins Sächsischer Heimatschutz). | 09267601 |

## Riemsdorf
| Bild                                    | Bezeichnung                                                                                   | Lage                              | Datierung                                                                                               | Beschreibung | ID       |
| --------------------------------------- | --------------------------------------------------------------------------------------------- | --------------------------------- | --- | --- | -------- |
| Direkt Bild zu diesem Denkmal hochladen | Seitengebäude (Wohnstallhaus, mit zwei Hausnummern) eines Vierseithofes                       | Ullendorfer Straße 7a, 7b (Karte) | Um 1800                                                                                                 | Obergeschoss Fachwerk, baugeschichtlich von Bedeutung, bildet Vierseithof mit Nummer 7c/d. Fachwerk massiv untersetzt, Auszüglerwohnung im Obergeschoss. | 09267615 |
| Direkt Bild zu diesem Denkmal hochladen | Ehemaliges Armenhaus, heute Wohnhaus                                                          | Zum Lindenhof 1 (Karte)           | Um 1800                                                                                                 | Vermutlich früher zum benachbarten Bauernhof gehörig, Obergeschoss Fachwerk, baugeschichtlich und ortsgeschichtlich von Bedeutung. Fachwerk massiv untersetzt, Fenster teilweise vergrößert. | 09267619 |
| Weitere Bilder                          | Wohnstallhaus, Seitengebäude (mit Kumthalle) und Scheune eines Dreiseithofes sowie Torpfeiler | Zum Lindenhof 3 (Karte)           | Bezeichnet mit 1807 (Wohnstallhaus); bezeichnet mit 1846 (Seitengebäude); bezeichnet mit 1936 (Scheune) | Großer, geschlossen erhaltener Bauernhof in landschaftstypischer Gestaltung, Wohnstallhaus mit Fachwerk-Obergeschoss und Korbbogenportal, Seitengebäude Obergeschoss Fachwerk und seltene dreibogige Kumthalle, massive Scheune, baugeschichtlich und wirtschaftsgeschichtlich von Bedeutung. - Wohnstallhaus: Fachwerk massiv untersetzt, Flaschenzug, Weinspalier - Wirtschaftsgebäude: Fachwerk massiv untersetzt, Kumthalle im Erdgeschoss, Auszüglerwohnung im Obergeschoss | 09267617 |
|                                         | Wohnhaus und Stallgebäude eines Häusleranwesens                                               | Zum Lindenhof 6 (Karte)           | 1. Hälfte 19. Jahrhundert                                                                               | Kleinbauerngehöft, Wohnhaus mit Fachwerk-Obergeschoss, kleines massives Stallgebäude, baugeschichtlich und sozialgeschichtlich von Bedeutung | 09267616 |
| Direkt Bild zu diesem Denkmal hochladen | Wohnstallhaus, Scheune und Seitengebäude eines Dreiseithofes                                  | Zum Lindenhof 7 (Karte)           | Um 1800                                                                                                 | Weitgehend geschlossen erhaltene Hofanlage, Wohnstallhaus Obergeschoss Fachwerk, Fachwerk-Scheune, baugeschichtlich und wirtschaftsgeschichtlich von Bedeutung. Fachwerk massiv untersetzt, kleine Dreiecksfenster zur Entlüftung im Giebelgeschoss, Krüppelwalmdach, ehemaliges Backhaus (heute Waschhaus). | 09267618 |

## Robschütz
| Bild                                    | Bezeichnung | Lage                                                  | Datierung                 | Beschreibung | ID       |
| --------------------------------------- | --- | ----------------------------------------------------- | ------------------------- | --- | -------- |
| Weitere Bilder                          | Brückenpfeiler des Eisenbahn-Viadukts Garsebach (sogenanntes Robschützer Viadukt)                                      | (Flurstücke 125/1, 133b, 45b, 43a, 130b, 146) (Karte) | 1907–1908                 | Schmalspurbahn Wilsdruff–Gärtitz (Abschnitt Garsebach–Lommatzsch). Das Viadukt Garsebach, bekannt als Robschützer Viadukt, war mit einer Länge von über 208 Metern die längste Schmalspurbahn-Brücke Sachsens, die mehrfeldrige Vollwandträger-Balkenbrücke (mit elf stählernen Vollwandträgern, nicht erhalten) ruhte auf 10 Betonpfeilern, eisenbahngeschichtlich und baugeschichtlich von Bedeutung - Daten: Länge 208,97 m, max. Höhe 11,60 m, Bauzeit 1907–1908, Teilabbruch 1970–1973 (Vollwandträger) - Konstruktion: mehrfeldrige Balkenbrücke, elf parallelgurtige Vollwandträger aus Stahlblech über zehn Beton-Pfeilern, Ausführung durch Firma Johann Odorico aus Dresden | 09268226 |
| Direkt Bild zu diesem Denkmal hochladen | Wohnhaus und Seitengebäude eines Bauernhofes                                                                           | Am Burgser 11 (Karte)                                 | 1. Hälfte 19. Jahrhundert | Wohnhaus Obergeschoss Fachwerk, eingeschossiges Seitengebäude (Stallscheune) in Fachwerkbauweise, baugeschichtlich und wirtschaftsgeschichtlich von Bedeutung | 09268162 |
| Direkt Bild zu diesem Denkmal hochladen | Glockenturm und Einfriedungsmauer des Friedhofes sowie einige Grabmale                                                 | Hufweg 15 (neben) (Karte)                             | 19. Jahrhundert           | Ortsgeschichtlich von Bedeutung, Grabmale aus dem 19. Jahrhundert | 09268158 |
|                                         | Wohnhaus | Neurobschützer Weg 1 (Karte)                          | 1. Hälfte 19. Jahrhundert | Obergeschoss Fachwerk, typisches ländliches Wohnhaus, baugeschichtlich von Bedeutung | 09268160 |
| Weitere Bilder                          | Denkmal für die Gefallenen des Ersten Weltkrieges                                                                      | Nossener Straße (Karte)                               | Nach 1918                 | Stele mit Adlerfigur und gestalteter Freifläche, ortsgeschichtlich bedeutend. Für die Gefallenen der Orte Garsebach, Robschütz und Semmelsberg errichtet. Darauf verweist auch die dreieckige Form von Sockel, Zwischenstück und Postament. Am Postament Inschriftfelder für jeden der genannten Orte. Darüber sitzt ein Adler als für Kriegerdenkmale charakteristische Bekrönung. Die gestaltet Freifläche besteht aus einem Rondell und einem zum Monument führenden Weg, beide gepflastert. | 09268156 |
|                                         | Eisenbahnbrücke über die Nossener Straße und Stützmauer an der Straße sowie weitere Eisenbahnbrücke über die Triebisch | Nossener Straße (Karte)                               | Zwischen 1898/1909        | Bahnstrecke Borsdorf–Coswig, Naturstein-Bogenbrücken, baugeschichtlich und eisenbahngeschichtlich von Bedeutung | 09304571 |
|                                         | Wohnhaus | Nossener Straße 14 (Karte)                            | 1. Hälfte 19. Jahrhundert | Obergeschoss Fachwerk, baugeschichtlich von Bedeutung, zwei Dachhäuser | 09268169 |
| Weitere Bilder                          | Herrenhaus des Rittergutes                                                                                             | Rittergutshof 5 (Karte)                               | 2. Hälfte 19. Jahrhundert | Einfacher gründerzeitlicher Putzbau, ortsgeschichtlich von Bedeutung. Sandstein-Türstock und Fenstergewände. | 09268163 |

## Röhrsdorf
| Bild                                    | Bezeichnung | Lage                              | Datierung                                                                                 | Beschreibung | ID       |
| --------------------------------------- | --- | --------------------------------- | ----------------------------------------------------------------------------------------- | --- | -------- |
| Direkt Bild zu diesem Denkmal hochladen | Seitengebäude eines ehemaligen Vierseithofes | Am Katzenbusch 4 (Karte)          | 1. Hälfte 19. Jahrhundert                                                                 | Mit Fachwerk-Obergeschoss, Teil einer großen zeittypischen Hofanlage, baugeschichtlich von Bedeutung. Fachwerk massiv untersetzt, Gewölbe im Stall des Wohnstallhauses. Eines der beiden unter Schutz gestellten Gebäude vor 2011 abgebrochen. | 09268576 |
| Direkt Bild zu diesem Denkmal hochladen | Wohnstallhaus (Nr. 6) und Seitengebäude (Nr. 5) eines Vierseithofes | Am Katzenbusch 5, 6 (Karte)       | 1. Hälfte 19. Jahrhundert                                                                 | Stattliche Gebäude, beide mit Fachwerk-Obergeschoss, baugeschichtlich von Bedeutung, baugeschichtlich von Bedeutung. Fachwerk massiv untersetzt. | 09268577 |
| Direkt Bild zu diesem Denkmal hochladen | Wohnstallhaus, zwei Seitengebäude und Scheune eines Vierseithofes | Am Kleinen Weg 2b (Karte)         | 2. Hälfte 19. Jahrhundert                                                                 | Stattliches Wohnstallhaus in Massivbauweise, einige der Wirtschaftsgebäude Obergeschoss Fachwerk verbrettert, geschlossen erhaltene Hofanlage des 19. Jahrhunderts, baugeschichtlich und wirtschaftsgeschichtlich von Bedeutung. - Wohnstallhaus sowie Stall- und Wirtschaftsgebäude: massiv - Scheune, Stallgebäude und Speicher: verbrettert | 09268570 |
| Direkt Bild zu diesem Denkmal hochladen | Brücke über den Regenbach | Am Regenbach (Karte)              | Um 1800                                                                                   | Einbogen-Bruchsteinbrücke im Bachtal, baugeschichtlich von Bedeutung, Bruchstein | 09268562 |
| Direkt Bild zu diesem Denkmal hochladen | Scheune eines Vierseithofes | Am Regenbach 3 (Karte)            | 1. Hälfte 19. Jahrhundert                                                                 | Fachwerkscheune, strebenreiches Fachwerk, baugeschichtlich und wirtschaftsgeschichtlich von Bedeutung. Fachwerk massiv untersetzt. | 09268563 |
| Direkt Bild zu diesem Denkmal hochladen | Wohnstallhaus (Nr. 5b) und Seitengebäude (Nr. 5c, mit Kumthalle) eines Vierseithofes                                                                                    | Am Regenbach 5b, 5c (Karte)       | 1. Hälfte 19. Jahrhundert (Wohnstallhaus); Mitte 19. Jahrhundert (Seitengebäude)          | Wohnstallhaus mit Fachwerk-Obergeschoss und Segmentbogenportal, Seitengebäude mit seltener dreibogiger Kumthalle, baugeschichtlich von Bedeutung, bildet Vierseithof mit Nummer 5a - Wohnstallhaus: Fachwerk massiv untersetzt, Fledermausgauben - Stall- und Wirtschaftsgebäude: Dreiecksgiebel, zum Abriss freigegeben | 09268564 |
| Direkt Bild zu diesem Denkmal hochladen | Taubenhaus eines Vierseithofes | Am Regenbach 12 (Karte)           | 1. Hälfte 19. Jahrhundert                                                                 | Massiver kleiner Turm, wirtschaftsgeschichtlich und baugeschichtlich von Bedeutung | 09268565 |
| Direkt Bild zu diesem Denkmal hochladen | Wohnstallhaus und Scheune eines Vierseithofes, mit Torbogen zum Hof | Am Regenbach 18 (Karte)           | Bezeichnet mit 1806                                                                       | Beide Gebäude in Fachwerkbauweise, Wohnstallhaus mit Korbbogenportal, zeit- und landschaftstypische Bauwerke, baugeschichtlich und wirtschaftsgeschichtlich von Bedeutung. - Wohnstallhaus: Fachwerk massiv untersetzt, Türstock und Fenstergewände aus Sandstein - Scheune: Fachwerk, teils massiv, doppelt gebrannte Dachziegel, Durchfahrt | 09268566 |
| Direkt Bild zu diesem Denkmal hochladen | Wohnstallhaus, Seitengebäude, Stallgebäude (über winkelförmigem Grundriss) und Scheune eines Vierseithofes sowie Torpfeiler der Hofzufahrt, Bauerngarten mit Gartenhaus | Am Regenbach 25 (Karte)           | Bezeichnet mit 1841 (Wohnstallhaus); bezeichnet mit 1842 (Seitengebäude)                  | Alle Gebäude mit Fachwerk, Wohnstallhaus mit verputztem Fachwerk-Obergeschoss, bezeichnetem Türstock und Drillingsfenster (Palladio-Motiv) im Giebel, Hofanlage von großer Geschlossenheit, zeit- und landschaftstypische bäuerliche Bauten, wirtschaftsgeschichtlich und baugeschichtlich von Bedeutung, baugeschichtlich von Bedeutung. - Scheune: Fachwerk massiv untersetzt, Fledermausgauben - beide Wirtschaftsgebäude: Fachwerk massiv untersetzt, eines mit zwei Scheunendurchfahrten und Krüppelwalmdach, eines teils massiv, mit Wohnung im Obergeschoss - Wohnstallhaus: massiv, Obergeschoss wohl Fachwerk (verputzt)                  | 09268567 |
| Direkt Bild zu diesem Denkmal hochladen | Wohnstallhaus (Nr. 32) sowie Stallgebäude (Nr. 32a, mit Kumthalle) und Seitengebäude (Nr. 32b, Wohnstallhaus) eines ehemaligen Vierseithofes                            | Am Regenbach 32, 32a, 32b (Karte) | Bezeichnet mit 1851 (Seitengebäude); Ende 19. Jahrhundert (Wohnstallhaus)                 | Weitgehend geschlossene Hofanlage des 19. Jahrhunderts, Seitengebäude mit Fachwerk-Obergeschoss, schönem Türportal und Drillingsfenster im Giebel, Stallgebäude mit seltener dreibogiger Kumthalle und Fachwerk-Obergeschoss, Wohnstallhaus verputzter Massivbau, baugeschichtlich und wirtschaftsgeschichtlich von Bedeutung, baugeschichtlich von Bedeutung. - Wohnstallhaus: Fachwerk massiv untersetzt - Kumthalle: kannelierte Säulen | 09268568 |
| Direkt Bild zu diesem Denkmal hochladen | Gasthof „Deutsches Haus“ und angebautes Seitengebäude (mit Ballsaal) | Am Regenbach 35 (Karte)           | Bezeichnet mit 1804                                                                       | Mit Fachwerk-Obergeschoss und Korbbogenportal, baugeschichtlich und ortsgeschichtlich von Bedeutung, baugeschichtlich von Bedeutung, Fachwerk massiv untersetzt, Sandstein-Türstock | 09268569 |
| Direkt Bild zu diesem Denkmal hochladen | Ehemalige Schmiede und Wäschemangel im Haus | Am Regenbach 46 (Karte)           | Bezeichnet mit 1900                                                                       | Schmiede ein Putzbau mit Klinkergliederung, baugeschichtlich und ortsgeschichtlich von Bedeutung, Klinkerapplikation | 09268572 |
| Direkt Bild zu diesem Denkmal hochladen | Wohnhaus eines ehemaligen Dreiseithofes | Am Regenbach 47 (Karte)           | 1. Hälfte 18. Jahrhundert                                                                 | Obergeschoss Fachwerk mit gekreuzten Streben, alte Fachwerkkonstruktion, vermutlich ehemaliges Umgebindehaus, baugeschichtlich von Bedeutung. Fachwerk massiv untersetzt, Fledermausgauben, Andreaskreuze, Giebel verbrettert, möglicherweise ehemaliges Umgebindehaus. | 09268571 |
| Direkt Bild zu diesem Denkmal hochladen | Wohnhaus | Am Regenbach 60 (Karte)           | 1. Hälfte 19. Jahrhundert                                                                 | Typisches ländliches Wohnhaus mit Fachwerk-Obergeschoss, baugeschichtlich von Bedeutung. Fachwerk massiv untersetzt, Türstock und Fenstergewände aus Sandstein. | 09268553 |
| Direkt Bild zu diesem Denkmal hochladen | Wohnhaus (mit angebautem Backhaus) | Am Regenbach 64 (Karte)           | 1. Hälfte 19. Jahrhundert                                                                 | Typisches ländliches Wohnhaus mit Fachwerk-Obergeschoss, baugeschichtlich von Bedeutung. Fachwerk massiv untersetzt, Giebel Bruchstein, alte Fenster, vermutlich alte Schäferei. | 09268554 |
| Direkt Bild zu diesem Denkmal hochladen | Kutschemühle: Ehemaliges Wohnmühlengebäude (mit angebauter Radkammer) und Scheune eines Mühlenanwesens, dazu Brücke hinter der Scheune über den Regenbach               | Am Regenbach 66 (Karte)           | Im Kern 17. Jahrhundert (Mühle); 1. Hälfte 19. Jahrhundert (Fußgängerbrücke)              | Ehemalige Kirchmühle Röhrsdorf: Wohnmühlengebäude (Erdgeschoss Bruchstein, Obergeschoss Fachwerk, Segmentbogenportal) mit charakteristischer Radkammer aus Bruchstein, Scheune ein Massivbau, Einbogen-Bruchsteinbrücke, baugeschichtlich und ortsgeschichtlich bedeutend, baugeschichtlich von Bedeutung. Wohnmühlengebäude: Sandsteingewände, Satteldach (Biberschwänze), Gebäude wird restauriert (1994/1995), linker Giebel verbrettert, keine Technik, Mühlgraben bis auf Einlauf zur Radkammer verfüllt, Segmentbogenportal zur Straße bezeichnet mit 1820, Segmentbogenportal zum Hof erneuert (bezeichnet mit 1994), ehemals Döbler-Mühle. | 09268892 |
| Direkt Bild zu diesem Denkmal hochladen | Wohnstallhaus eines Bauernhofes | Am Regenbach 77 (Karte)           | 1. Hälfte 19. Jahrhundert                                                                 | Obergeschoss Fachwerk, baugeschichtlich von Bedeutung. Fachwerk massiv untersetzt, Weinspalier. | 09268555 |
| Direkt Bild zu diesem Denkmal hochladen | Scheune | Am Regenbach 78 (neben) (Karte)   | 1. Hälfte 19. Jahrhundert                                                                 | Kleine Scheune in Fachwerkbauweise, wirtschaftsgeschichtlich und ortsbildprägend von Bedeutung. Abbruch (angeblich vor 2003) nicht erfolgt. | 09268559 |
| Direkt Bild zu diesem Denkmal hochladen | Stallgebäude, Seitengebäude (mit Oberlaube) und Scheune eines Vierseithofes                                                                                             | Am Regenbach 79 (Karte)           | Seitengebäude bezeichnet mit 1802                                                         | Alle Gebäude mit Fachwerk, für die Region seltene Oberlaube, baugeschichtlich und wirtschaftsgeschichtlich von Bedeutung. - beide Gebäude: Fachwerk massiv untersetzt - Scheune: mit Taubenschlag | 09268556 |
| Direkt Bild zu diesem Denkmal hochladen | Wohnstallhaus (mit rückwärtigem Anbau) eines ehemaligen Dreiseithofes                                                                                                   | Am Regenbach 83 (Karte)           | Bezeichnet mit 1829                                                                       | Gebäude mit Fachwerk-Obergeschoss und schönem Segmentbogenportal, baugeschichtlich von Bedeutung, baugeschichtlich von Bedeutung, bildet Dreiseithof mit Nummer 85. Fachwerk massiv untersetzt, Tür Ende 19. Jahrhundert Sandsteinportal, Stützpfeiler. | 09268557 |
| Direkt Bild zu diesem Denkmal hochladen | Wohnhaus | Am Regenbach 91 (Karte)           | Bezeichnet mit 1839                                                                       | Typisches ländliches Wohnhaus mit Fachwerk-Obergeschoss, baugeschichtlich von Bedeutung, baugeschichtlich von Bedeutung. Fachwerk massiv untersetzt, Türstock und Fenstergewände aus Sandstein. | 09268560 |
| Direkt Bild zu diesem Denkmal hochladen | Vierseithof mit Wohnstallhaus (Nr. 2), Seitengebäude (Nr. 2a, zweites Wohnstallhaus), Stallgebäude (mit Kumthalle) und Scheune                                          | Harthaer Straße 2, 2a (Karte)     | Mitte 19. Jahrhundert                                                                     | Geschlossen erhaltener, großer Vierseithof des 19. Jahrhunderts, ortsbildprägendes Wohnstallhaus, verputzter Massivbau mit Drillingsfenster im Giebel, Seitengebäude mit Mittelrisalit und Krüppelwalmdach, Stallgebäude massiv mit seltener dreibogiger Kumthalle, Fachwerk-Scheune, baugeschichtlich und wirtschaftsgeschichtlich von Bedeutung, baugeschichtlich von Bedeutung | 09268643 |
| Direkt Bild zu diesem Denkmal hochladen | Wohnstallhaus (Nr. 3b), Scheune (neben Nr. 3) eines Vierseithofes und Pforte zwischen Wohnstallhaus und Seitengebäude                                                   | Harthaer Straße 3, 3b (Karte)     | Wohnstallhaus bezeichnet mit 1818                                                         | Beide Gebäude in Fachwerkbauweise, Wohnstallhaus mit Segmentbogenportal, baugeschichtlich und wirtschaftsgeschichtlich von Bedeutung, bildet Vierseithof zusammen mit Wohnhaus Nummer 3 und Nummer 3a. Fachwerk massiv untersetzt. | 09268575 |
| Direkt Bild zu diesem Denkmal hochladen | Wohnhaus eines ehemaligen Vierseithofes | Harthaer Straße 8 (Karte)         | 1808                                                                                      | Obergeschoss Fachwerk, charakteristischer ländlicher Bau, gehört zum Kern von Röhrsdorf, wo sich einige markante ältere Gebäude erhalten haben, baugeschichtlich von Bedeutung. Gebäude zeigt massiv untersetztes Fachwerk. Die offenbar vom mittlerweile baulich völlig veränderten Seitengebäude stammende Datierung 1808 trifft wohl auch auf das Wohnstallhaus zu. | 09268552 |
| Weitere Bilder                          | Wohnstallhaus (Umgebindehaus) und Seitengebäude eines Bauernhofes | Kirchberg 2 (Karte)               | 1666 (Wohnstallhaus); 18. Jahrhundert (Scheune)                                           | Beide Gebäude mit Fachwerk-Obergeschoss, Wohnstallhaus Fachwerkkonstruktion mit Andreaskreuzen, für die Region seltenes Umgebindehaus (Umgebindekonstruktion wohl bereits im 18. Jahrhundert massiv ersetzt, in jüngster Zeit rekonstruiert), baugeschichtlich, hausgeschichtlich und wirtschaftsgeschichtlich von Bedeutung. - Wohnstallhaus: Fachwerk massiv untersetzt, Satteldach, Knaggen, Andreaskreuze, Giebel verbrettert, Tonnengewölbe - Scheune: Fachwerk massiv untersetzt (Bruchstein) | 09268551 |
| Weitere Bilder                          | St. Bartholomäuskirche Röhrsdorf (einschließlich Ausstattung), dazu Kirchhof mit einigen alten Grabmälern, Leichenhalle, drei Toren und Einfriedungsmauer               | Kirchberg 4 (Karte)               | Bezeichnet mit 1737 (Kirche); 1738 (Taufengel); 1738–1739 (Altar); 1888 (Orgel)           | Saalkirche mit markantem Westturm, östlichem Sakristeianbau, so genanntem Prinzessinenstübchen (Patronatsloge), begehbarer Patronatsgruft sowie Emporen und weiterer wertvoller Ausstattung im Innern, Zeugnis barocker Kirchenbaukunst, weithin sichtbare Landmarke, baugeschichtlich, künstlerisch und landschaftsgestaltend bedeutend, baugeschichtlich von Bedeutung | 09268578 |
|                                         | Steinkreuz | Kirchberg 4 (hinter) (Karte)      | 14./15. Jahrhundert                                                                       | Anlässlich des Todes eines Menschen durch Totschlag oder Unfall errichtetes kreuzförmiges Erinnerungsmal, so genanntes Mord- und Sühnekreuz, ortsgeschichtlich bedeutsam, besonderer Wert auch wegen des hohen Alters, baugeschichtlich von Bedeutung | 09302126 |
|                                         | Pfarrhaus | Kirchberg 5 (Karte)               | 1. Hälfte 19. Jahrhundert                                                                 | Charakteristischer ländlicher Putzbau mit axial gegliederter Fassade, Zwillingsfenster im Giebel, hohem Satteldach, Fledermausgaupen und Weinspalier, bildet zudem markantes Ensemble mit Kirche und Kirchhof, baugeschichtlich und ortsgeschichtlich von Bedeutung, baugeschichtlich von Bedeutung. Das zweigeschossige Pfarrhaus wirkt durch seine streng axiale Fassadengliederung und das Weinspalier zur Landseite sowie das hohe Satteldach mit Fledermausgaupen zu beiden Seiten. Zudem wird es durch das Portal und Sprossenfenster belebt. An einer Stelle findet sich die Bezeichnung „Oratia vobis et pax 1694 1994“.                   | 09302889 |
| Direkt Bild zu diesem Denkmal hochladen | Wohnhaus, Scheune und Seitengebäude eines Dreiseithofes | Pinkowitzer Straße 26 (Karte)     | 18. Jahrhundert (Scheune); um 1800 (Seitengebäude); 2. Hälfte 19. Jahrhundert (Wohnhaus); | Wohnhaus massiv, Fachwerk-Scheune mit altertümlicher, strebenreicher Konstruktion, Seitengebäude Obergeschoss Fachwerk, geschlossen erhaltener Bauernhof, baugeschichtlich und wirtschaftsgeschichtlich von Bedeutung, baugeschichtlich von Bedeutung. - Wohnhaus: massiv - Scheune: Fachwerk - Seitengebäude: Fachwerk massiv untersetzt, Giebel verbrettert | 09268561 |

## Roitzschen
| Bild                                    | Bezeichnung | Lage                              | Datierung                                      | Beschreibung | ID       |
| --------------------------------------- | --- | --------------------------------- | ---------------------------------------------- | --- | -------- |
| Direkt Bild zu diesem Denkmal hochladen | Wegestein | (Flurstücke 122 oder 126) (Karte) | 3. Viertel 19. Jahrhundert                     | Sandsteinsäule mit Schaft, hohem, etwas breiterem Kopf und vierseitigem, dachartigem Abschluss, dazu Inschriften und Richtungsweiser, verkehrsgeschichtlich bedeutend. Mit dem vierseitigen, dachartigen Abschluss entspricht die Säule einem Haupttyp. Inschriften und Richtungsanzeiger weisen nach Miltitz und Luga sowie nach Bahnhof Roitzschen und Krögis. | 09302727 |
| Weitere Bilder                          | Neidmühle Roitzschen: Wohnmühlengebäude, im Keller Reste von Mühlentechnik und rückwärtiges Seitengebäude über L-förmigem Grundriss | Neidmühle 4, 6 (Karte)            | Bezeichnet mit 1716; Umbau bezeichnet mit 1861 | Wohnmühlengebäude mit Fachwerk im Obergeschoss in sehr alter Konstruktion (K-Streben, Thüringer-Leiter-Fachwerk, profilierte Schwelle und Füllhölzer), schöner Türstock ist jüngeren Datums, Seitengebäude gründerzeitlicher Putzbau, baugeschichtlich, ortshistorisch und technikgeschichtlich bedeutend. Wohnmühlengebäude der Neidmühle mit Fachwerk im Obergeschoss massiv untersetzt, ältere Fachwerkkonstruktion „Wilder Mann“, profilierter Schwellriegel. Im Keller Reste von Mühlentechnik: zwei Kammräder mit „Stehendem Zeug“ und Stümpfe der Wasserradwellen. Wirtschaftsgebäude massiv. | 09267957 |
|                                         | Brücke über die Triebisch | Roitzschwiese 22 (bei) (Karte)    | 18. Jahrhundert                                | Bogenbrücke in Bruchsteinmauerwerk, baugeschichtlich und verkehrsgeschichtlich von Bedeutung, Bruchstein | 09267944 |
|                                         | Zwei Eisenbahnbrücken über die Triebisch                                                                                            | Triebischtalstraße (Karte)        | Zwischen 1898/1909                             | Bahnstrecke Borsdorf–Coswig, Naturstein-Bogenbrücken, baugeschichtlich und eisenbahngeschichtlich von Bedeutung | 09304572 |
| Weitere Bilder                          | Toranlage des Vierseithofes | Triebischtalstraße 44 (Karte)     | 1. Hälfte 19. Jahrhundert                      | Geschwungener Torbogen mit verziertem Schlussstein und zwei begleitenden Pforten, in dieser Ausformung singulär, landschaftstypischer Bestandteil eines Bauernhofes, baugeschichtlich von Bedeutung. Die Gebäude verändert. Eigentümer laut ehrenamtlichem Denkmalpfleger Herrn Ulbrich seit 1648 nachweisbar, wahrscheinlich ist der Hof älter. | 09268087 |

## Rothschönberg
| Bild                                    | Bezeichnung | Lage                            | Datierung | Beschreibung | ID       |
| --------------------------------------- | --- | ------------------------------- | --- | --- | -------- |
| Weitere Bilder                          | Sachgesamtheit Rothschönberger Stolln, mit Lichtlöchern, Funktionsgebäuden, Gräben, Röschen, Halden und Mundlöchern in den Gemeinden Klipphausen (ehemals Triebischtal) (Ortsteil Rothschönberg), Halsbrücke (Ortsteil Halsbrücke und Ortsteil Krummenhennersdorf) sowie Reinsberg (Ortsteil Neukirchen und Ortsteil Reinsberg), davon gehören zum Teilabschnitt in der Gemarkung Rothschönberg: das Mundloch der Triebisch-Rösche unterhalb von Rothschönberg und das Hauptstollnmundloch im Triebischtal oberhalb Rothschönbergs (beide Sachgesamtheitsteile) | (Flurstück 241) (Karte)         | 1844–1864 | Bergbauanlage von überregionaler technikgeschichtlicher Bedeutung (siehe auch Sachgesamtheitsteildokumente in den Denkmallisten der Gemeinden Halsbrücke und Reinsberg sowie in den Einzeldenkmallisten der genannten Gemeinden), seit 2019 zugehörig zur Pufferzone des UNESCO-Welterbes Montanregion Erzgebirge/Krušnohoří | 09268311 |
| Direkt Bild zu diesem Denkmal hochladen | Brücke über den Tännichtbach (Brücke Bäckersteig) | (Flurstück 380) (Karte)         | 17./18. Jahrhundert | Überspannt den Bach in vergleichsweise hohem Bogen, aus Bruchstein, sehr alt, Teil der historischen Verbindung Rothschönberg–Neukirchen, auch als Bäckersteig Siebenlehn-Burkhardswalde/Dresden bezeichnet, baugeschichtlich, technikgeschichtlich und ortsgeschichtlich bedeutend | 09302128 |
| Direkt Bild zu diesem Denkmal hochladen | Wohnstallhaus, Scheune, Seitengebäude (ehemals Schmiede) und Stallgebäude eines Vierseithofes | Bleiberg 4 (Karte)              | 1. Hälfte 18. Jahrhundert (Wohnstallhaus); 1910 (Seitengebäude) | Wohnstallhaus mit verputztem Fachwerk-Obergeschoss und Segmentbogenportal, Fachwerk-Scheune, Seitengebäude massiv, kleine, geschlossen erhaltene Hofanlage, baugeschichtlich und wirtschaftsgeschichtlich von Bedeutung. Wohnstallhaus Fachwerk verblendet, Fensternischen 18. Jahrhundert, im Keller Tonnengewölbe, Fenster mit Sandsteingewände, Krüppelwalmdach. | 09268299 |
| Direkt Bild zu diesem Denkmal hochladen | Kriegerdenkmal für Gefallene des Ersten Weltkrieges (mit Zuwegung und Treppe) | Bleiberg 15 (gegenüber) (Karte) | 1923 | Eigenwillige Gestaltung mit figuralem Schmuck, ortsgeschichtlich und künstlerisch von Bedeutung. In dieser Form mit Seltenheitswert mit Tafel für die Vermissten des Zweiten Weltkrieges, auf vier Köpfen ruhen eine Marien- und Soldatenfigur sowie zwei Schilde mit Inschriften. | 09268304 |
| Direkt Bild zu diesem Denkmal hochladen | Brücke über die Triebisch (Schafbrücke) | Heuweg (Karte)                  | Mitte 19. Jahrhundert | Weitgehend original erhaltene Bogenbrücke, aus Bruch- und Sandstein, Bogen durch Quaderung hervorgehoben, baugeschichtlich und verkehrsgeschichtlich bedeutsam. Eine der wenigen noch original erhaltenen Beispiele in Triebischtal. | 09304020 |
| Direkt Bild zu diesem Denkmal hochladen | Wohnhaus (mit Anbau) | Heuweg 4 (Karte)                | 18. Jahrhundert | Obergeschoss Fachwerk, Satteldach mit Fledermausgaupen, baugeschichtlich von Bedeutung. Fachwerk massiv untersetzt, Satteldach mit Fledermausgaupen, Fensternischen, Sprossenfenster, Giebel verbrettert, mit Scheune im Winkel und Schauer. | 09268300 |
| Weitere Bilder                          | Dorfkirche Rothschönberg (einschließlich Ausstattung), Kirchhof mit Einfriedungsmauer und Gedenkstein für einen Gefallenen des Ersten Weltkrieges | Kirchweg (Karte)                | Bezeichnet mit 1829, im Kern älter (Kirche); 1883 (Kirche); bezeichnet mit 1611 (Bronzetafel); bezeichnet mit 1622 (Bronzetafel); bezeichnet mit 1793 (Eisengitter vor dem Altar) | Schlichte Saalkirche mit Südturm am Chor, auf dem rechten Hochufer des Triebischtals gelegen, baugeschichtlich, ortsgeschichtlich und ortsbildprägend von Bedeutung | 09268298 |
| Direkt Bild zu diesem Denkmal hochladen | Wohnstallhaus mit Anbau | Kirchweg 1 (Karte)              | Mitte 19. Jahrhundert | Obergeschoss Fachwerk, Kleinbauernhaus oder Häusleranwesen, baugeschichtlich und sozialgeschichtlich von Bedeutung. Traufseite Fachwerk, massiv untersetzt, Fenster original, Schleppdach. | 09268297 |
| Direkt Bild zu diesem Denkmal hochladen | Seitengebäude und Scheune eines Vierseithofes | Kottewitzer Berg 1 (Karte)      | 1. Hälfte 19. Jahrhundert | Beide Gebäude in Fachwerkbauweise, Seitengebäude auch im Erdgeschoss Fachwerk, baugeschichtlich und wirtschaftsgeschichtlich von Bedeutung. - Seitengebäude: Fachwerk - Scheune: teils Fachwerk, teils verputzt | 09268310 |
| Direkt Bild zu diesem Denkmal hochladen | Wohnhaus | Rittergut 2 (Karte)             | 18. Jahrhundert | Obergeschoss Fachwerk mit K-Streben, Rundbogenportal, Giebel verschiefert, unmittelbar neben dem Rothschönberger Schloss gelegen, baugeschichtlich und ortsgeschichtlich von Bedeutung. Fachwerk massiv untersetzt (älterer Kern), Rundbogenportal, Giebel verschiefert, eventuell im Zusammenhang mit dem Schloss zu sehen (Gärtnerei?). | 09268295 |
| Weitere Bilder                          | Schloss und Rittergut Rothschönberg (Sachgesamtheit) | Schloß (Karte)                  | 15. Jahrhundert | Sachgesamtheit Schloss Rothschönberg: Schloss (mit Kapelle) und Schlosspark, darin ein Pavillon mit darauf zuführender Allee sowie Einfriedungsmauer südlich des Schlosses, weiterhin Baumrondell und Solitärbaum im Bereich der ehemaligen Gutshöfe, Baumgarten mit Gärtnerhaus und Einfriedungsmauer (siehe 09268294); bedeutende Schlossanlage der Spätgotik und der Renaissance, mächtiger Vierflügelbau, Stammsitz des Adelsgeschlechts von Schönberg, baugeschichtlich, ortsgeschichtlich und landesgeschichtlich von Bedeutung. Das Schloss Rothschönberg mit dem Schlosspark und dem Baumgarten einschließlich dem Gärtnerhaus und seiner Einfriedungsmauer sind ein typisches Beispiel für eine mehrteilige Rittergutsanlage in Sachsen. Es handelt sich hierbei um eine bedeutende Schlossanlage der Spätgotik und der Renaissance, den Stammsitz des Adelsgeschlechts von Schönberg. Der landschaftlich gestaltete Schlosspark befindet sich nördlich des Schlosses. Höhepunkt der Anlage ist ein achteckiger Pavillon mit Walmdach, der 1789 erbaut, 1980 abgebrochen und 1998 nach Aufmaß wieder errichtet wurde. Er fungiert als Point de vue für eine stattliche Lindenallee, die entlang eines Dammwegs westlich des Schlosses nach Norden verläuft. Südlich des Schlosses und der ehemaligen Wirtschaftshöfe liegt der einstige Baumgarten des Rittergutes, der mit seiner kaum veränderten Ausdehnung und der fast vollständig erhaltenen Einfriedungsmauer aus Bruchstein eine Besonderheit darstellt. Die beiden einst untrennbar mit dem Schloss verbundenen südlich dem Schloss vorgelagerten Wirtschaftshöfe habe sich nach 1945 durch Brände und Abbrüche so verändert, dass die frühere Struktur kaum noch erkennbar ist. Lediglich ein Baumrondell aus Rosskastanien und eine stattliche Linde markieren noch heute das jeweilige Zentrum der ehemaligen Gutshöfe. Das Ensemble Rittergut Rothschönberg ist baugeschichtlich, ortsgeschichtlich, landesgeschichtlich, gartengeschichtlich und landschaftsgestaltend von Bedeutung. | 09306713 |
| Weitere Bilder                          | Schloss (mit Kapelle) und Schlosspark, darin ein Pavillon mit darauf zuführender Allee sowie Einfriedungsmauer südlich des Schlosses, weiterhin Baumrondell und Solitärbaum im Bereich der ehemaligen Gutshöfe, Baumgarten mit Gärtnerhaus und Einfriedungsmauer (Einzeldenkmale zu Sachgesamtheit 09306713) | Schloß 1 (Karte)                | 15. Jahrhundert, später überformt (Schloss); um 1500 (Schlosskapelle) | Einzeldenkmale der Sachgesamtheit Schloss Rothschönberg; bedeutende Schlossanlage der Spätgotik und der Renaissance, mächtiger Vierflügelbau, Stammsitz des Adelsgeschlechts von Schönberg, baugeschichtlich, ortsgeschichtlich und landesgeschichtlich von Bedeutung | 09268294 |
| Direkt Bild zu diesem Denkmal hochladen | Wohnhaus (ehemals Pfarrhaus), Stallgebäude, Scheune und Seitengebäude eines ehemaligen Pfarrhofes | Schloßberg 1 (Karte)            | 17. Jahrhundert (Seitengebäude); Mitte 19. Jahrhundert (Pfarrhaus) | Wohnhaus verputzter Massivbau des 19. Jahrhunderts, die Nebengebäude älter, eingeschossiges Stallgebäude Bruchsteinbau mit Rundbogenportal, Seitengebäude in Fachwerkbauweise mit gekreuzten Streben und weiter Ständerstellung, Obergeschoss zum Teil verbrettert, Fachwerk-Scheune, baugeschichtlich und ortsgeschichtlich von Bedeutung. - Wohnhaus (Mitte 19. Jahrhundert): massiv, Spruch über der Tür (Biedermeier) „Ich und mein Haus wollen dem Herrn dienen“ - Stallgebäude: massiv mit Rundbogenportal - Scheune und Wirtschaftsgebäude: Wirtschaftsgebäude mit Wohnung im Obergeschoss (Fachwerk), Fachwerk mit Andreaskreuzen | 09268296 |
| Direkt Bild zu diesem Denkmal hochladen | Teil eines Wohnhauses | Steinsgasse 9 (Karte)           | 1. Hälfte 19. Jahrhundert | Fachwerk-Obergeschoss, baugeschichtlich von Bedeutung. Anbau bereits stark verändert, Fachwerk massiv untersetzt, Satteldach. | 09268303 |
| Weitere Bilder                          | Wetzelmühle Rothschönberg: Wohnstallhaus (ehemaliges Mühlengebäude), Seitengebäude, Scheune und weiteres Seitengebäude eines ehemaligen Mühlenanwesens sowie Hofpflasterung | Tännichtbachstraße 1 (Karte)    | Mühlengebäude bezeichnet mit 1784 | Alle Gebäude in Fachwerkbauweise, stattliches Wohnstallhaus mit Segmentbogenportalen, Scheune verbrettert, geschlossen erhaltene Hofanlage, baugeschichtlich, ortsgeschichtlich und wirtschaftsgeschichtlich von Bedeutung. - Wohnhaus: Fachwerk massiv untersetzt, Erdgeschoss-Fenster und Portale mit Sandsteingewänden, Satteldach - Stallgebäude: Krüppelwalmdach - Wirtschaftsgebäude: Fachwerk massiv untersetzt, Tonnengewölbe, Satteldach, heute (2011) Galerie Appenhof | 09268307 |
| Direkt Bild zu diesem Denkmal hochladen | Wohnhaus | Tännichtbachstraße 4 (Karte)    | 1. Hälfte 19. Jahrhundert | Häusleranwesen, strebenreiches Fachwerk-Obergeschoss, sozialgeschichtlich von Bedeutung, Fachwerk massiv untersetzt | 09268309 |

## Sachsdorf
| Bild           | Bezeichnung | Lage                                 | Datierung | Beschreibung | ID       |
| -------------- | --- | ------------------------------------ | --- | --- | -------- |
| Weitere Bilder | Kapelle Sachsdorf | Hühndorfer Straße (Karte)            | Bezeichnet mit 1796 | Schlichter barocker Sakralbau mit Dachreiter, interessant gestaltete Fenster, schönes Segmentbogenportal, baugeschichtlich und ortsgeschichtlich von Bedeutung. Kanzelaltar Ende 18. Jahrhundert, außen Grabmal, stand bis 2002 irrtümlich unter „Hühndorfstraße“ in der Denkmalliste. | 09268613 |
| Weitere Bilder | Wohnstallhaus (Nr. 3a), Seitengebäude (Nr. 3f) sowie weiteres Seitengebäude (Nr. 3, Wohnstallhaus) eines ehemaligen Vierseithofes, dazu Hofmauer mit Pforte | Hühndorfer Straße 3, 3a, 3f (Karte)  | Bezeichnet mit 1781 (Wohnstallhaus); bezeichnet mit 1822 (nördliches Seitengebäude); bezeichnet mit 1841 (südliches Seitengebäude) | Alle Gebäude Fachwerk-Obergeschoss, Wohnstallhaus mit Segmentbogenportal, weitgehend original erhaltener Bauernhof, baugeschichtlich von Bedeutung, Fachwerk massiv untersetzt, bildet Vierseithof zusammen mit Nummer 3d. - Wohnstallhaus 1: teils verputzt oder entfernt, Türstock und Fenstergewände aus Sandstein - Wohnhaus 2: Sandstein-Türstock, ehemals Göpelring in der Hofpflasterung                                                                                                   | 09268612 |
| Weitere Bilder | Seitengebäude und Scheune eines Vierseithofes | Hühndorfer Straße 6 (Karte)          | 1. Hälfte 19. Jahrhundert | Seitengebäude Obergeschoss Fachwerk, Fachwerk-Scheune, ortsbildprägende Gebäude, baugeschichtlich und wirtschaftsgeschichtlich von Bedeutung. Fachwerk massiv untersetzt, alte Fenster. | 09268620 |
| Weitere Bilder | Wohnstallhaus (Nr. 9b), Stallgebäude (Nr. 9) und Seitengebäude (Nr. 9c) eines ehemaligen Vierseithofes sowie Stützmauer des Vorgartens                      | Hühndorfer Straße 9a, 9b, 9c (Karte) | Bezeichnet mit 1865 (Wohnstallhaus); Mitte 19. Jahrhundert (Seitengebäude)                                                         | Die zwei Seitengebäude Obergeschoss Fachwerk, das Wohnstallhaus verputzter Massivbau mit zwei Rundbogenfenstern im Giebel, landschaftstypischer und ortsbildprägender Bauernhof, baugeschichtlich und wirtschaftsgeschichtlich von Bedeutung. Zwei Wohnstallhäuser: Fachwerk massiv untersetzt (älter), ein Wohnstallhaus massiv, Türstock und Fenstergewände aus Sandstein. Stand bis 2002 irrtümlich unter „Hühndorfstraße“ in der Denkmalliste.                                                | 09268614 |
| Weitere Bilder | Stallgebäude und Seitengebäude eines ehemaligen Vierseithofes                                                                                               | Hühndorfer Straße 10 (Karte)         | Bezeichnet mit 1841 (Stallgebäude)                                                                                                 | Beide Gebäude mit Fachwerk-Obergeschoss, baugeschichtlich von Bedeutung. Fachwerk massiv untersetzt, Satteldächer, alte Fenster. Scheune vor 2011 abgebrochen. | 09268618 |
| Weitere Bilder | Wohnstallhaus, Scheune und Seitengebäude (mit Kumthalle) eines ehemaligen Vierseithofes                                                                     | Hühndorfer Straße 16 (Karte)         | 1. Hälfte 19. Jahrhundert (Wohnstallhaus); um 1900 (Seitengebäude)                                                                 | Wohnstallhaus mit Fachwerk-Obergeschoss und Segmentbogenportal, Fachwerk-Scheune, jüngeres Seitengebäude mit Fachwerkgiebel im Heimatstil, weitgehend original erhaltene Hofanlage, baugeschichtlich und wirtschaftsgeschichtlich von Bedeutung, stand bis 2002 irrtümlich unter „Hühndorfstraße“ in der Denkmalliste. - Wohnstallhaus: Fachwerk massiv untersetzt, Türstock und Fenstergewände aus Sandstein - Scheune: Fachwerk - Stall- und Wirtschaftsgebäude: massiv, mit Fachwerk im Giebel | 09268617 |
| Weitere Bilder | Gasthof „Zur Linde“ | Hühndorfer Straße 18 (Karte)         | Mitte 19. Jahrhundert | Obergeschoss Fachwerk, Türstock aus Sandstein, ortsbildprägend, baugeschichtlich und ortsgeschichtlich von Bedeutung. Fachwerk massiv untersetzt, Türstock und Fenstergewände aus Sandstein, stand bis 2002 irrtümlich unter „Hühndorfstraße“ in der Denkmalliste. | 09268615 |
| Weitere Bilder | Seitengebäude und Scheune eines ehemaligen Vierseithofes | Hühndorfer Straße 28 (Karte)         | 1. Hälfte 19. Jahrhundert | Beide Gebäude in Fachwerkbauweise, baugeschichtlich und wirtschaftsgeschichtlich von Bedeutung, stand bis 2002 irrtümlich unter „Hühndorfstraße“ in der Denkmalliste. Fachwerk massiv untersetzt. Wirtschaftsgebäude mit Lastenaufzug. | 09268616 |
| Weitere Bilder | Wohnstallhaus und Scheune eines Vierseithofes | Poststraße 6 (Karte)                 | Bezeichnet mit 1842 (Wohnstallhaus)                                                                                                | Beide Gebäude in Fachwerkbauweise, baugeschichtlich und wirtschaftsgeschichtlich von Bedeutung, bildet Vierseithof mit Nummer 6a. - Wohnstallhaus: Türstock und Fenstergewände aus Sandstein - Scheune: Fachwerk massiv untersetzt, Dreschmaschine in der Scheune | 09268621 |
| Weitere Bilder | Wohnmühlengebäude der Regermühle Sachsdorf | Saubachtalweg 1 (Karte)              | 1882, im Kern um 1800 | Obergeschoss teilweise Fachwerk, Wohnteil 1882 nach Brand massiv gebaut, im Giebel Zwillingsfenster, exponierte Lage, baugeschichtlich und ortsgeschichtlich von Bedeutung. Zweigeschossig, Fachwerk mit Lehmstaken, Giebel des Wohnteiles mit Zwillingsfenster, Segmentbogen, Technik entfernt, Mühlgraben im Profil noch erkennbar. | 09268889 |

## Scharfenberg
| Bild                                    | Bezeichnung | Lage                                       | Datierung                                         | Beschreibung | ID       |
| --------------------------------------- | --- | ------------------------------------------ | ------------------------------------------------- | --- | -------- |
|                                         | Ehemaliges Bergmannshaus | Alte Silberstraße 4 (Karte)                | 2. Hälfte 19. Jahrhundert                         | Obergeschoss Fachwerk, baugeschichtlich und ortsgeschichtlich von Bedeutung | 09267612 |
|                                         | Wohnstallhaus | Alte Silberstraße 22 (Karte)               | 1. Hälfte 19. Jahrhundert                         | Obergeschoss Fachwerk, baugeschichtlich von Bedeutung. Fachwerk, massiv untersetzt. | 09267666 |
| Direkt Bild zu diesem Denkmal hochladen | Wohnstallhaus eines Bauernhofes | Alte Silberstraße 30 (Karte)               | Bezeichnet mit 1800                               | Kleinbauernhaus mit Fachwerk-Obergeschoss, sozialgeschichtlich von Bedeutung. Fachwerk massiv untersetzt, bildet ein Grundstück mit Alte Silberstraße 32 (ehemaliges Seitengebäude) und Am Grubenteich 1 (Neubau Einfamilienhaus). | 09268642 |
| Direkt Bild zu diesem Denkmal hochladen | Wohnstallhaus mit Stallgebäude eines Häusleranwesens | Am Grubenteich 5 (Karte)                   | Bezeichnet mit 1853                               | Wohnhaus mit Fachwerk-Obergeschoss, kleines eingeschossiges Stallgebäude, baugeschichtlich und sozialgeschichtlich von Bedeutung. Fachwerk, massiv untersetzt. | 09267668 |
| Direkt Bild zu diesem Denkmal hochladen | Ehemaliges Bergmannshaus (Brückenhaus) | Bergwerkstraße 8 (Karte)                   | Bezeichnet mit 1677, später überformt             | Obergeschoss Fachwerk, Konstruktion mit Thüringer-Leiter-Fachwerk, ortsgeschichtlich und baugeschichtlich von Bedeutung. Fachwerk massiv untersetzt. | 09267609 |
| Direkt Bild zu diesem Denkmal hochladen | Ehemaliges Bergmannshaus mit Waschhaus | Bergwerkstraße 10 (Karte)                  | Um 1800                                           | Eingeschossiger bzw. zweigeschossiger (Hanglage!) Massivbau, baugeschichtlich und ortsgeschichtlich von Bedeutung, ortsbildprägende Lage an einer Straßengabelung | 09267611 |
| Direkt Bild zu diesem Denkmal hochladen | Ehemaliges Bergmannshaus | Bergwerkstraße 13 (Karte)                  | Bezeichnet mit 1846                               | Obergeschoss Fachwerk, baugeschichtlich und ortsgeschichtlich von Bedeutung | 09267610 |
| Direkt Bild zu diesem Denkmal hochladen | Ehemaliges Bergmannshaus mit Seitengebäude und Einfriedung | Grubengasse 8 (Karte)                      | 2. Hälfte 19. Jahrhundert                         | Obergeschoss Fachwerk verputzt, baugeschichtlich und ortsgeschichtlich von Bedeutung | 09267613 |
|                                         | Ehemaliges Bergmannshaus und Waschhaus | Knappensteig 3 (Karte)                     | 1. Hälfte 19. Jahrhundert                         | Baugeschichtlich und ortsgeschichtlich von Bedeutung. Am Giebel noch Fachwerk erhalten, ursprünglich gesamtes Obergeschoss Fachwerk. | 09267607 |
| Direkt Bild zu diesem Denkmal hochladen | Ehemaliges Kur- und Badehaus (Nr. 4a/b), mit Anbau (Nr. 6) | Reichenbacher Straße 4a, 4b, 6 (Karte)     | 1883                                              | Gründerzeitgebäude, betont durch drei Risalite mit Sparrengiebeln, baugeschichtlich und ortsgeschichtlich von Bedeutung, später als Gemeindeamt genutzt | 09267665 |
| Direkt Bild zu diesem Denkmal hochladen | Altes Rittergut (Vorwerk Reppnitz von Schloss Scharfenberg) mit einem kleinen Wohnstallhaus (Nr. 3), einem großen Wohnstallhaus (Nr. 5), Wirtschaftsgebäude (Nr. 4), ehemaliges Stallgebäude (Nr. 2) und Scheune (Nr. 1) | Reppnitzer Rittergut 1, 2, 3, 4, 5 (Karte) | Kern 16. Jahrhundert; 18. Jahrhundert             | Kleines Wohnstallhaus Obergeschoss Fachwerk und Fledermausgaupen im Dach, großes Wohnstallhaus, Renaissance-Fenstergewände und Fachwerk-Obergeschoss mit Andreaskreuzen, Wirtschaftsgebäude verputzte Massivbauten, baugeschichtlich, wirtschaftsgeschichtlich und ortsgeschichtlich von Bedeutung. - kleines Wohnstallhaus: Fachwerk, massiv untersetzt, Fledermausgaupen - großes Wohnstallhaus: Fachwerk, massiv untersetzt, Renaissance-Fenstergewände, Andreaskreuze - Stall- und Scheunengebäude sowie Stallgebäude mit Fledermausgaupen (nach Sanierung durch Dachhecht ersetzt) Torbogen ist Tordurchfahrt im Rest einer Scheunenwand neben Nummer 3, keine Hofzufahrt und daher kein Einzeldenkmal. | 09267662 |
| Direkt Bild zu diesem Denkmal hochladen | Seitengebäude (Wohnstallhaus) eines Dreiseithofes | Reppnitzer Rittergut 6 (Karte)             | 1. Hälfte 18. Jahrhundert                         | Obergeschoss Fachwerk mit altertümlicher Konstruktion (Andreaskreuze), baugeschichtlich von Bedeutung | 09267663 |
| Direkt Bild zu diesem Denkmal hochladen | Ehemalige Schachtanlage, heute Wohnhaus (mit zwei Hausnummern) | Schachtberg 12, 12a (Karte)                | 1. Hälfte 19. Jahrhundert                         | Baugeschichtlich und ortsgeschichtlich von Bedeutung | 09267605 |
| Direkt Bild zu diesem Denkmal hochladen | Ehemaliges Bergmannshaus mit Seitengebäude und Einfriedung | Schachtberg 13 (Karte)                     | 1. Hälfte 19. Jahrhundert                         | Schlichter Putzbau mit Segmentbogenportal, baugeschichtlich und ortsgeschichtlich von Bedeutung. Sandsteinportal mit Flügeltür, zweigeschossiger Baukörper, Krüppelwalmdach. | 09267614 |
| Weitere Bilder                          | Ehemaliges Bergmannshaus, heute Museum (Bethaus) | Schachtberg 20 (Karte)                     | Bezeichnet mit 1848                               | Obergeschoss Fachwerk, baugeschichtlich und ortsgeschichtlich von Bedeutung. Heimatmuseum wieder geöffnet seit 28. Mai 1998, Fachwerk massiv untersetzt. | 09267604 |
| Weitere Bilder                          | Schloss Scharfenberg: Schlossanlage (mehrere Gebäudeflügel) mit umgebender Ringmauer, Brücke mit Brückentor, Schlossgarten mit Einfriedungsmauer und Alleensystem (Gartendenkmal)                                        | Schloßweg 1 (Karte)                        | 13. Jahrhundert/14. Jahrhundert, später überformt | Einstiges Rittergut, Zugang über eine Brücke, sterngewölbte Durchfahrt (Mitte 16. Jahrhundert), hofseitiges romanisches Durchfahrtsportal, im Kern Bau des 14. Jahrhunderts, Renaissance formenbestimmend für die Anlage, baugeschichtlich und ortsgeschichtlich, künstlerisch und landschaftsgestalterisch bedeutend | 09267602 |
| Weitere Bilder                          | Jagdhaus (mit zwei Hausnummern) des Schlosses Scharfenberg (Kellerhaus) | Schloßweg 3a, 3b (Karte)                   | 1. Hälfte 17. Jahrhundert                         | Altertümliches Fachwerkgebäude, Obergeschoss Fachwerk mit Andreaskreuzen, Tiefenkeller einer früheren Weinkelterei derer von Miltitz, baugeschichtlich, ortsgeschichtlich und hausgeschichtlich von Bedeutung, ehemals Heimatmuseum | 09267603 |
| Direkt Bild zu diesem Denkmal hochladen | Wohnhaus | Treue Hilfe 4 (Karte)                      | 1. Hälfte 19. Jahrhundert                         | Obergeschoss Fachwerk, baugeschichtlich von Bedeutung, Fachwerk, massiv untersetzt | 09267667 |
| Direkt Bild zu diesem Denkmal hochladen | Ehemaliges Weinbauernhaus und Einfriedungsmauer | Zum Hinterwinkel 12 (Karte)                | Nach 1850                                         | Obergeschoss teils Fachwerk, baugeschichtlich und ortsgeschichtlich von Bedeutung, Bruchsteinmauer als Einfriedung | 09268626 |

## Schmiedewalde
| Bild                                    | Bezeichnung                                                                             | Lage                             | Datierung                                                                                                   | Beschreibung | ID       |
| --------------------------------------- | --------------------------------------------------------------------------------------- | -------------------------------- | --- | --- | -------- |
| Direkt Bild zu diesem Denkmal hochladen | Gasthof (mit Saal)                                                                      | Birkenhainer Straße 3 (Karte)    | Um 1830 | Charakteristischer ländlicher Bau mit verputztem Fachwerkobergeschoss auf der rechten Seite und markanter Verbretterung, als Zeugnis der ländlichen Volksbauweise des 19. Jahrhunderts baugeschichtlich bedeutend, als historische Lokalität von Schmiedewalde ortsgeschichtlich von Belang. Das wohl um 1830 errichtete und ursprünglich kleinere Gebäude wurde später erhöht, verlängert und mit einem Saal im Obergeschoss ausgestattet. Dieser Umbau erfolgte mit großer Wahrscheinlichkeit in der zweiten Hälfte des 19. Jahrhunderts. Vorher hatte das Haus ein flacheres Dach. Der kleine, 8 m × 8 m große Saal mit kleiner Bühne befindet sich auf der linken Seite des Obergeschosses. Das Mauerwerk ist hier massiv. Auf der anderen Seite besteht es aus Fachwerk verputzt oder verbrettert. Darüber erhebt sich ein hohes Krüppelwalmdach (Aussage Eigentümer, 15. März 2011). | 09303867 |
| Direkt Bild zu diesem Denkmal hochladen | Wohnstallhaus (mit zwei Hausnummern), ehemalige Käserei                                 | Birkenhainer Straße 4, 6 (Karte) | Bezeichnet mit 1827                                                                                         | Stattlicher zweigeschossiger Putzbau mit Krüppelwalm-Mansarddach, Rückseite mit gestalterisch hervorgehobenem Portal, baugeschichtlich und ortsgeschichtlich bedeutend. Älterer Kern, an der Rückseite Sandstein-Portal mit Inschrift „Ranft 1827“, Dreiecksgiebel mit Putzornamentik, Sandstein-Fenstergewände. | 09268539 |
| Direkt Bild zu diesem Denkmal hochladen | Wohnhaus, Seitengebäude und Scheune eines Dreiseithofes                                 | Birkenhainer Straße 18 (Karte)   | 1. Hälfte 19. Jahrhundert                                                                                   | Alle Gebäude in Fachwerkbauweise, geschlossen erhaltene Hofanlage, Zeugnis kleinbäuerlicher Lebens- und Wirtschaftsweise vergangener Zeiten, baugeschichtlich und wirtschaftsgeschichtlich von Bedeutung. Bei allen Gebäuden Fachwerk massiv untersetzt. | 09268535 |
| Direkt Bild zu diesem Denkmal hochladen | Wohnstallhaus eines ehemaligen Vierseithofes                                            | Obere Straße 4 (Karte)           | Bezeichnet mit 1810                                                                                         | Mit Fachwerk-Obergeschoss und Segmentbogenportal, zeit- und landschaftstypisches Wohnstallhaus, baugeschichtlich von Bedeutung. Fachwerk massiv untersetzt. | 09268540 |
| Direkt Bild zu diesem Denkmal hochladen | Wohnstallhaus eines Dreiseithofes                                                       | Obere Straße 5 (Karte)           | 1. Hälfte 19. Jahrhundert                                                                                   | Obergeschoss Fachwerk in altertümlicher Konstruktion, baugeschichtlich von Bedeutung, bildet Dreiseithof mit Nummer 7. Fachwerk massiv untersetzt. | 09268536 |
| Direkt Bild zu diesem Denkmal hochladen | Wohnstallhaus, Scheune und Seitengebäude eines Dreiseithofes, mit Torbogen und Hofmauer | Obere Straße 6 (Karte)           | Bezeichnet mit 1842 (Wohnstallhaus); 1. Hälfte 19. Jahrhundert (Scheune); bezeichnet mit 1843 (Toreinfahrt) | Wohnstallhaus Obergeschoss Fachwerk, Scheune und Seitengebäude massiv, Seitengebäude mit zweibogiger Kumthalle, geschlossen erhaltener Bauernhof, baugeschichtlich und wirtschaftsgeschichtlich von Bedeutung. - Wohnstallhaus: Fachwerk massiv untersetzt, hinten: Backhaus - Stall- und Wirtschaftsgebäude: massiv, Deutsches Band unter Dach - Scheune: massiv - originale Torbogen in hoher Bruchsteinmauer | 09268538 |
| Direkt Bild zu diesem Denkmal hochladen | Scheune eines Dreiseithofes                                                             | Obere Straße 13 (Karte)          | 1. Hälfte 18. Jahrhundert                                                                                   | Sehr alte Fachwerk-Scheune mit Kreuzstreben-Konstruktion, baugeschichtlich und wirtschaftsgeschichtlich von Bedeutung, Fachwerk | 09268537 |

## Seeligstadt
| Bild                                    | Bezeichnung                                                                                    | Lage                              | Datierung                                                      | Beschreibung | ID       |
| --------------------------------------- | ---------------------------------------------------------------------------------------------- | --------------------------------- | -------------------------------------------------------------- | --- | -------- |
| Weitere Bilder                          | Wegestein                                                                                      | (Flurstück 18/1) (Karte)          | 2. Hälfte 19. Jahrhundert                                      | Stele bestehend aus Schaft, zwei ovalen Inschriftfeldern und markanter Abdeckung mit kleinen Dreiecksgiebeln, verkehrsgeschichtlich von Bedeutung. Auf den Inschriftfeldern finden sich Ortsnamen, darunter Burkhardswalde, Munzig und Nossen, Kilometerangaben und Richtungspfeile.         | 09304243 |
| Direkt Bild zu diesem Denkmal hochladen | Wohnstallhaus, Seitengebäude (mit Kumthalle), zwei Scheunen sowie Torbogen eines Vierseithofes | Burkhardswalder Straße 5 (Karte)  | 19. Jahrhundert (Wohnstallhaus); bezeichnet mit 1911 (Scheune) | Geschlossen erhaltener Bauernhof des 19. Jahrhunderts in landschaftstypischer Gestaltung, aufwendig gestalteter Torbogen mit Spruchband, baugeschichtlich und wirtschaftsgeschichtlich von Bedeutung                                                                                         | 09269832 |
| Direkt Bild zu diesem Denkmal hochladen | Scheune (mit Vorbau) eines Bauernhofes                                                         | Burkhardswalder Straße 7 (Karte)  | 1. Hälfte 19. Jahrhundert                                      | Zum Teil verbrettert, wirtschaftsgeschichtlich von Bedeutung, Holzscheune und Stallteil mit Vorbau | 09268148 |
| Direkt Bild zu diesem Denkmal hochladen | Seitengebäude und Scheune eines Bauernhofes                                                    | Burkhardswalder Straße 13 (Karte) | 1. Hälfte 19. Jahrhundert                                      | In Fachwerkbauweise, baugeschichtlich und wirtschaftsgeschichtlich von Bedeutung. Seitengebäude (Obergeschoss Fachwerk), Scheune (Fachwerk), Wohnhaus abgebrannt. | 09268147 |
| Direkt Bild zu diesem Denkmal hochladen | Wohnstallhaus, Seitengebäude und Scheune eines Dreiseithofes sowie Bauerngarten                | Burkhardswalder Straße 50 (Karte) | 1. Hälfte 19. Jahrhundert                                      | Wohnstallhaus, Obergeschoss Fachwerk verbrettert, Seitengebäude Obergeschoss Fachwerk, Fachwerk-Scheune, geschlossen erhaltener Bauernhof in zeit- und landschaftstypischer Gestaltung, Bauerngarten mit Buchsbaumhecken, Gehöft baugeschichtlich und wirtschaftsgeschichtlich von Bedeutung | 09268149 |

## Semmelsberg
| Bild                                    | Bezeichnung                                                                                              | Lage                         | Datierung                                                                              | Beschreibung | ID       |
| --------------------------------------- | --- | ---------------------------- | -------------------------------------------------------------------------------------- | --- | -------- |
| Direkt Bild zu diesem Denkmal hochladen | Bahnhofsgebäude                                                                                          | Polenzer Straße 1 (Karte)    | 1909                                                                                   | Als Trennungsbahnhof der Schmalspurbahn Wilsdruff–Gärtitz (Abschnitte Wilsdruff–Meißen Triebischtal und Garsebach–Lommatzsch) zwischen zwei Streckenabschnitten mit größerem Empfangsgebäude versehen, Wartehalle Typenbau der Kgl. Sächs. Staatseisenbahnen, Bahnwärterhaus kleiner verputzter Massivbau, eisenbahngeschichtlich von Bedeutung. Fachwerkbau auf gemauertem Sockel, mit Ziegelausfachung und Holzverkleidung, Bauform typisch für die vorliegenden Schmalspurstrecke. Bahnhof Garsebach, Streckenkilometer 13,362 sowie 17,546. Teilungsbahnhof zwischen den Streckenabschnitten Wilsdruff–Meißen Triebischtal und Garsebach–Lommatzsch der Schmalspur-Eisenbahnstrecke Wilsdruff–Döbeln-Gärtitz (WG), Anlagen umfassten ursprünglich Abortgebäude (abgebrochen), Draisinenschuppen (abgebrochen), Empfangsgebäude, Güterschuppen (abgebrochen), Laderampe (abgebrochen), Wohnhaus und Wagenkasten, am 1. Oktober 1909 für den Güter- und Personenverkehr eröffnet, Einstellung des Personenverkehrs am 22. Mai 1966 und des Güterverkehrs am 30. Juli 1966. | 09268168 |
| Weitere Bilder                          | Preiskermühle: Mühlengebäude, Seitengebäude und Scheune eines Mühlenanwesens, dazu Mühlteich, Mühlgraben | Zur Preiskermühle 12 (Karte) | Schwelle bezeichnet mit 1723 (Hauptgebäude); Portal bezeichnet mit 1805 (Hauptgebäude) | Charakteristisches und zugleich malerisches Mühlenanwesen sowie architektonisch markantes Fachwerkensemble, Wohnmühlengebäude mit Korbbogenportal und Fachwerkkonstruktion mit Wilder-Mann-Figur, Standort seit 1540–1548 bezeugt, am Hauptgebäude Fragment des Radkastens, an Hofseite des Seitengebäudes Taubenschlag, technikgeschichtlich und ortsgeschichtlich bedeutend. Wohnmühlengebäude mit Sandstein-Türstock, bezeichnet mit 1805, darüber Fachwerkschwelle bezeichnet mit 1723, Wirtschaftsgebäude mit zwei Fledermausgaupen, Taubenschlag als Giebel zur Hofseite, Wetterfahne bezeichnet mit 1723 (oder 1713), wohl nachträglich angebracht, Scheune mit verbretterter Giebelseite. | 09268170 |

## Sönitz
| Bild | Bezeichnung                                | Lage             | Datierung           | Beschreibung | ID       |
| ---- | ------------------------------------------ | ---------------- | ------------------- | --- | -------- |
|      | Wohnhaus eines Bauernhofes und Toreinfahrt | Sönitz 4 (Karte) | Bezeichnet mit 1884 | Stattliches Gebäude der Gründerzeit mit historisierender Fassade und prächtigem Eingangsportal, baugeschichtlich von Bedeutung. Eingang von Säulen flankiert, Treppenaufgang mit schmiedeeisernem Gitter. | 09268144 |

## Sora
| Bild                                    | Bezeichnung | Lage                          | Datierung                                                                                                 | Beschreibung | ID       |
| --------------------------------------- | --- | ----------------------------- | --- | --- | -------- |
| Direkt Bild zu diesem Denkmal hochladen | Wohnstallhaus eines ehemaligen Dreiseithofes | An der Silberstraße 3 (Karte) | Um 1800, vielleicht älter                                                                                 | Obergeschoss Fachwerk (mit Kopfstreben, K-Streben und Wilder-Mann-Figur), baugeschichtlich von Bedeutung, Fachwerk massiv untersetzt | 09268629 |
| Weitere Bilder                          | Dorfkirche Sora (einschließlich Ausstattung und Sonnenuhr), dazu Kirchhof einschließlich Grabmälern, Leichenhalle, Kirchhofstor, Allee und Einfriedung | Dorfstraße 10 (Karte)         | Bezeichnet mit 1730 (Kirche); bezeichnet mit 1769 (Kirche); 1874 (Orgel); 1686 (Sonnenuhr)                | Saalkirche mit markantem Westturm und Sakristei im Osten sowie Emporen und wertvoller Ausstattung im Innern, Zeugnis barocker Kirchenbaukunst, weithin sichtbare Landmarke, baugeschichtlich, künstlerisch und landschaftsgestaltend bedeutend | 09268622 |
| Weitere Bilder                          | Schulgebäude | Dorfstraße 11 (Karte)         | Nachträglich bezeichnet mit 1755                                                                          | Heute Wohnhaus, einfacher Putzbau mit Mansarddach, Inschrifttafel über der Tür, baugeschichtlich und ortsgeschichtlich von Bedeutung. Massiv, Mansardwalmdach, erneuert 1873, die Korbbogeneinfahrt 1806 (siehe Gurlitt). | 09268623 |
| Direkt Bild zu diesem Denkmal hochladen | Wohnstallhaus, Seitengebäude (mit Kumthalle), weiteres Seitengebäude und Scheune eines Vierseithofes                                                   | Dorfstraße 19, 19a (Karte)    | Bezeichnet mit 1828 (Wohnstallhaus); Mitte 19. Jahrhundert (Seitengebäude); bezeichnet mit 1902 (Scheune) | Wohnstallhaus mit Fachwerk-Obergeschoss und Korbbogenportal, massives Seitengebäude mit seltener dreibogiger Kumthalle, baugeschichtlich und wirtschaftsgeschichtlich von Bedeutung. Wohnstallhaus: Fachwerk massiv untersetzt, Türstock und Fenstergewände aus Sandstein, 1827 abgebrannt, 1828 aufgebaut (laut Inschrifttafel), im östlichen älteren Seitengebäude beachtliche Teile eines Stallgewölbes mit Säulen, Scheune von 1902, beeindruckender, original erhaltener Bau mit zwei großen rückwärtigen Ausfahrtstoren, gesamte Anlage Beispiel eines geschlossenen Bauernhofes vor allem aus .dem 18./19. Jahrhundert | 09268624 |
| Direkt Bild zu diesem Denkmal hochladen | Seitengebäude eines Bauernhofes | Dorfstraße 21 (Karte)         | 1845 | Obergeschoss Fachwerk, baugeschichtlich von Bedeutung. Fachwerk massiv untersetzt, preußische Kappen, Pferdestall. | 09268625 |
| Direkt Bild zu diesem Denkmal hochladen | Wohnstallhaus und Seitengebäude eines Bauernhofes | Dorfstraße 27 (Karte)         | Bezeichnet mit 1865 (Wohnstallhaus)                                                                       | Beide Gebäude mit Fachwerk-Obergeschoss, baugeschichtlich von Bedeutung, bildet Bauernhof mit Nummer 27a. - Wohnstallhaus: Fachwerk massiv untersetzt - Stall- und Wirtschaftsgebäude: Fachwerk massiv untersetzt, Fledermausgauben | 09268628 |
| Direkt Bild zu diesem Denkmal hochladen | Wohnstallhaus (mit angebautem Backhaus) eines Bauernhofes                                                                                              | Dorfstraße 29 (Karte)         | 1. Hälfte 19. Jahrhundert                                                                                 | Obergeschoss Fachwerk, baugeschichtlich von Bedeutung, bildet Bauernhof mit Nummer 29a. Fachwerk massiv untersetzt, sogenannter Regenwurmhof. | 09268627 |

## Spittewitz
| Bild                                    | Bezeichnung | Lage                 | Datierung                                                                                      | Beschreibung | ID       |
| --------------------------------------- | --- | -------------------- | ---------------------------------------------------------------------------------------------- | --- | -------- |
| Direkt Bild zu diesem Denkmal hochladen | Wohnstallhaus, Scheune, Seitengebäude und Stallgebäude eines Vierseithofes, mit Torpfeilern der Hofzufahrt und Bauerngarten | Spittewitz 6 (Karte) | Bezeichnet mit 1787 (Seitengebäude); 1848 (Stallgebäude); Ende 19. Jahrhundert (Wohnstallhaus) | Großer Vierseithof, gründerzeitliches Wohnstallhaus mit markantem Giebelchen zum Hof, Seitengebäude mit Segmentbogenportal, massive Scheune, baugeschichtlich und wirtschaftsgeschichtlich von Bedeutung. Wohnhaus mit Uhr im kleinen Treppengiebel (Backstein), Zahnfries unter dem Dachgesims, teilweise verändert (Türen, Fenster, Garageneinbau). | 09267918 |

## Tanneberg
| Bild                                    | Bezeichnung | Lage                          | Datierung | Beschreibung | ID       |
| --------------------------------------- | --- | ----------------------------- | --- | --- | -------- |
| Weitere Bilder                          | Kirche Tanneberg (einschließlich Ausstattung) und Kirchhof mit Einfriedung und Kriegerdenkmal für die Gefallenen des Ersten Weltkrieges                                                                              | Am Pfarrweg (Karte)           | Anfang 16. Jahrhundert (Kirche); um 1750 (Kanzel und Altar); 1770 (Taufe); nach 1918 (Kriegerdenkmal) | Einfacher Saalbau mit eingezogenem Chor und Dachreiter, baugeschichtlich und ortsgeschichtlich von Bedeutung. Kurzes Schiff mit eingezogenem Chor, Flachdecke, hohes Dach mit aufwendigem Dachreiter. Altar und Kanzel um 1750, Taufe 1770, mehrere Grabmäler. | 09268281 |
| Direkt Bild zu diesem Denkmal hochladen | Pfarrhaus und zwei Seitengebäude eines ehemaligen Pfarrhofes | Am Pfarrweg 2 (Karte)         | 1659 Dendro (nördliches Seitengebäude); 1664 Dendro (Pfarrhaus); 1719 Dendro (südliches Seitengebäude) | Alle Gebäude in Fachwerkbauweise, nördliches Seitengebäude eingeschossig mit sehr alter Konstruktion (Kreuzstreben), südliches Seitengebäude mit Kopfstreben-Konstruktion, ehemaliges Pfarrhaus mit Segmentbogenportal, baugeschichtlich und ortsgeschichtlich von Bedeutung. - Pfarrhaus (älterer Kern): Fachwerk massiv untersetzt - Seitengebäude: Fachwerk, mit Zugang zum Kirchhof | 09268280 |
|                                         | Ehemalige Schule | Am Pfarrweg 4 (Karte)         | Bezeichnet mit 1891 | Schlichter Putzbau mit betontem Eingangsbereich, baugeschichtlich und ortsgeschichtlich von Bedeutung, ortsbildprägende Lage gegenüber der Kirche. Türsturz über dem Eingangsportal mit Inschrift „Lasset die Kindlein zu mir kommen“. Sandstein-Fenstergewände, originale Eingangstür.                                                                                                 | 09268282 |
| Direkt Bild zu diesem Denkmal hochladen | Wohnstallhaus mit im Winkel gesetzten Anbau, davor Heiste, sowie Seitengebäude (mit Kumthalle) eines Vierseithofes                                                                                                   | Am Teich 3 (Karte)            | Ende 18. Jahrhundert (Wohnstallhaus); Mitte 19. Jahrhundert (Seitengebäude) | Alle Gebäude mit Fachwerk-Obergeschoss, winkelförmiger Anbau Fachwerkkonstruktion mit Andreaskreuzen, baugeschichtlich von Bedeutung. Beide Gebäude Fachwerk massiv untersetzt, Wohnstallhaus mit Auslucht an der rückwärtigen Traufseite, Andreaskreuze. Auf der Heiste ein Schauer, der keinen Denkmalwert besitzt.                                                                   | 09268278 |
| Direkt Bild zu diesem Denkmal hochladen | Wohnstallhaus, Scheune und daran angebautes Seitengebäude eines Vierseithofes, sowie Bauerngarten mit Einfriedungsmauer                                                                                              | Bauernweg 4 (Karte)           | 1. Hälfte 19. Jahrhundert | Weitgehend geschlossen erhaltene, große Hofanlage, alle Gebäude in Fachwerkbauweise, baugeschichtlich und wirtschaftsgeschichtlich von Bedeutung. Alle Gebäude Fachwerk massiv untersetzt, Wohnstallhaus mit Gewölbe und Säulen im Stall. | 09268277 |
| Direkt Bild zu diesem Denkmal hochladen | Seitengebäude und Scheune eines Vierseithofes | Bauernweg 14 (Karte)          | 1. Hälfte 19. Jahrhundert | Beide Gebäude in Fachwerkbauweise, baugeschichtlich und wirtschaftsgeschichtlich von Bedeutung. - Wirtschaftsgebäude: Fachwerk massiv untersetzt - Scheune mit Durchfahrt und Balkenfahrt: Fachwerk | 09268275 |
| Direkt Bild zu diesem Denkmal hochladen | Seitengebäude und Scheune eines Vierseithofes | Bauernweg 16, 18 (Karte)      | Um 1850 | Beide Gebäude in Fachwerkbauweise, baugeschichtlich und wirtschaftsgeschichtlich von Bedeutung. - Stallgebäude mit Heuboden: Fachwerk massiv untersetzt - Pferdestall mit Werkstatt (Scheune): Fachwerk, Balkenfahrt | 09268274 |
| Direkt Bild zu diesem Denkmal hochladen | Ehemaliger Gasthof mit rückwärtigem Gebäude (Saalbau und Ausspanne) | Wilsdruffer Straße (Karte)    | Bezeichnet mit 1770 (Gasthof); 2. Hälfte 19. Jahrhundert, älterer Kern (Saal) | Gasthaus schlichter Putzbau mit Segmentbogenportal, ortsgeschichtlich von Bedeutung. Gasthof: Fachwerk (?), massiv untersetzt, Segmentbogenportal an der rückwärtigen Traufseite, Sandstein-Fenster-Gewände, Krüppelwalmdach, an der vorderen Traufseite kleine zweiläufige Treppe. | 09268292 |
| Direkt Bild zu diesem Denkmal hochladen | Wohnstallhaus, Scheune und Seitengebäude eines Bauernhofes | Wilsdruffer Straße 7 (Karte)  | 1. Hälfte 19. Jahrhundert | Alle Gebäude in Fachwerkbauweise, teils verbrettert, wirtschaftsgeschichtlich und baugeschichtlich von Bedeutung. - Wohnstallhaus: Fachwerk massiv untersetzt - Scheune: Fachwerk, teils verbrettert - Seitengebäude: Obergeschoss verbrettert, Giebel unter Kunstverschalung Fachwerk                                                                                                  | 09268283 |
| Direkt Bild zu diesem Denkmal hochladen | Wohnstallhaus eines Bauernhofes | Wilsdruffer Straße 10 (Karte) | Um 1850 | Obergeschoss Fachwerk, baugeschichtlich von Bedeutung. Fachwerk massiv untersetzt. | 09268291 |
| Direkt Bild zu diesem Denkmal hochladen | Wohnhaus, daran angebautes Seitengebäude und Scheune eines Dreiseithofes sowie Brunnen mit Handschwengelpumpe | Wilsdruffer Straße 16 (Karte) | 1. Hälfte 19. Jahrhundert | Alle Gebäude in Fachwerkbauweise, teils verbrettert, geschlossen erhaltener, kleiner Bauernhof, baugeschichtlich und wirtschaftsgeschichtlich von Bedeutung | 09268289 |
| Direkt Bild zu diesem Denkmal hochladen | Wohnstallhaus eines Bauernhofes | Wilsdruffer Straße 18 (Karte) | 1. Hälfte 19. Jahrhundert | Obergeschoss Fachwerk, baugeschichtlich von Bedeutung. Fachwerk massiv untersetzt, originale Fenster. | 09268290 |
| Direkt Bild zu diesem Denkmal hochladen | Wohnhaus mit rückwärtigem Anbau | Wilsdruffer Straße 21 (Karte) | Bezeichnet mit 1856 | Obergeschoss Fachwerk, baugeschichtlich von Bedeutung. Fenstermaße nicht verändert, keine Sprossung mehr, Fachwerk massiv untersetzt. | 09268284 |
| Direkt Bild zu diesem Denkmal hochladen | Wohnstallhaus und im Winkel angebautes Seitengebäude eines Bauernhofes | Wilsdruffer Straße 38 (Karte) | Um 1850 | Beide Gebäude Obergeschoss Fachwerk massiv untersetzt, Kleinbauerngehöft, baugeschichtlich von Bedeutung | 09268288 |
| Direkt Bild zu diesem Denkmal hochladen | Seitengebäude eines Bauernhofes | Wilsdruffer Straße 46 (Karte) | 1. Hälfte 19. Jahrhundert | Obergeschoss Fachwerk massiv untersetzt, Kleinbauerngehöft, baugeschichtlich von Bedeutung | 09268286 |
| Direkt Bild zu diesem Denkmal hochladen | Wohnhaus | Wilsdruffer Straße 67 (Karte) | Um 1850 | Obergeschoss Fachwerk massiv untersetzt, baugeschichtlich von Bedeutung | 09268287 |
| Weitere Bilder                          | Rittergut Tanneberg mit Herrenhaus (Nr. 1) dazu zwei, im Winkel angebaute Pächterhäuser (Flügelbauten), weiterhin Wirtschaftsgebäude mit Brennerei (Nr. 1a), zwei weitere Wirtschaftsgebäude, Scheune und Torpfeiler | Zum Rittergut 5 (Karte)       | Bezeichnet mit 1714 (oder 1744, schlecht leserlich); 18. Jahrhundert (Wirtschaftsgebäude); bezeichnet mit 1854 (Gutsscheune); bezeichnet mit 1879, im Kern älter (Pächterhaus, nördlicher Flügel); 19. Jahrhundert (Pächterhaus, südlicher Flügel) | Stattliches barockes Herrenhaus mit Mansarddach und schönem Segmentbogenportal, die beiden Anbauten im Rundbogenstil des 19. Jahrhunderts, der nördliche Anbau mit älterem Kern aus der Renaissancezeit, bemerkenswerte massive Gutsscheune, baugeschichtlich, ortsgeschichtlich und ortsbildprägend von Bedeutung                                                                      | 09268279 |

## Taubenheim
| Bild                                    | Bezeichnung | Lage                              | Datierung | Beschreibung | ID       |
| --------------------------------------- | --- | --------------------------------- | --- | --- | -------- |
| Direkt Bild zu diesem Denkmal hochladen | Wegestein | (Flurstücke 190, 297/1) (Karte)   | 3. Viertel 19. Jahrhundert | Sandsteinstele, flacher pyramidenförmiger Abschluss, vertiefte Inschriftfelder, Richtungsweiser noch erkennbar, ortsgeschichtlich und verkehrsgeschichtlich bedeutend | 09269980 |
| Weitere Bilder                          | Patronatskirche mit Ausstattung, Kirchhofsmauer mit Pforte zwischen Kirchhof und Schlosspark, Grabstätten und Torbäume auf dem Kirchhof sowie Baumreihe entlang der Schulstraße (Einzeldenkmale der Sachgesamtheit 09302607, Alte Schulstraße 8–10) | Alte Schulstraße (Karte)          | Im Kern 13. Jahrhundert (Kirchenchor); 16. Jahrhundert (Kirche); 1606 (Altar); Anfang 17. Jahrhundert (Kanzel); 1865–1867 (Empore)                             | Einzeldenkmale der Sachgesamtheit Schloss, Patronatskirche und Rittergut Taubenheim; Kirche ein Saalbau mit Chor, Dachreiter und diversen Anbauten bedeutsames Zeugnis der Kirchenbaukunst insbesondere des 16. Jahrhunderts, bemerkenswert auch die romanischen Bauteile, herausragend die Felderdecke mit Bemalung von 1650, baugeschichtlich und ortsgeschichtlich sowie künstlerisch bedeutend. Kirche und Kirchhof zusammen mit der unmittelbar angrenzenden Anlage von Schloss, Schlosspark und Rittergut auf Grund des geschlossenen und optisch aufs engeste miteinander verbundenen Charakters einzigartiges Beispiel eines adligen Anwesens, dessen Herren zugleich das Patronat über die Dorfkirche innehatten. | 09268131 |
| Direkt Bild zu diesem Denkmal hochladen | Wohnhaus mit Handschwengelpumpe und Hofmauer | Alte Schulstraße 4 (Karte)        | 18. Jahrhundert | Obergeschoss Fachwerk, hohes Walmdach, altertümliche Fachwerkkonstruktion (K-Streben, Wilde-Mann-Figur), baugeschichtlich von Bedeutung | 09268130 |
| Weitere Bilder                          | Schloss, Patronatskirche und Rittergut Taubenheim (Sachgesamtheit) | Alte Schulstraße 8, 9, 10 (Karte) | 16. Jahrhundert | Sachgesamtheit Schloss, Patronatskirche und Rittergut Taubenheim, mit folgenden Einzeldenkmalen: Schloss (Nr. 9), Torhaus und Türmchen (bei Schulstraße 8), Schlosspark mit Gartenhaus, Einfriedungsmauern, Aussichtsbauwerk, Stützmauern und Wasserbecken (Obj. 09268132), Patronatskirche, Kirchhofsmauer mit Pforte zwischen Kirchhof und Schlosspark, Grabstätten und Torbäume auf dem Kirchhof sowie Baumreihe entlang der Schulstraße (Obj. 09268131), des Weiteren mit folgenden Sachgesamtheitsteilen: Wirtschaftsgebäude (Nr. 8/10), Kirchhof und Torpfeiler; baugeschichtlich, künstlerisch und landschaftsgestaltend bedeutsame Anlage, Parkanlage mit altem Gehölzbestand und klassizistischem Gartenhaus. Der markante Schlossbau steht inmitten des teilweise terrassierten und steil ins Tal abfallenden Parkes. Der Kirchhof ist etwas höher gelegen und wird durch Stütz- und Einfriedungsmauern vom Schlosspark getrennt. | 09302607 |
| Weitere Bilder                          | Schloss (Nr. 9), Torhaus und Türmchen (bei Schulstraße 8), Schlosspark mit Gartenhaus, Einfriedungsmauern, Aussichtsbauwerk, Stützmauern und Wasserbecken (Einzeldenkmale der Sachgesamtheit 09302607)                                              | Alte Schulstraße 9 (Karte)        | 16. Jahrhundert, später überformt (Schloss); zwischen 1821 und 1832 (Schlosspark); 2. Viertel 19. Jahrhundert (Gartenhaus); bezeichnet mit 1882 (Aussichtsbau) | Einzeldenkmale der Sachgesamtheit Schloss, Patronatskirche und Rittergut Taubenheim; ursprünglich Sitz derer von Taubenheim, Hauptbau im Kern aus der Renaissance, von Westflügel mit Walmdach und Turmanbau dominierte Vierseitanlage, belebt durch historisierende Treppengiebel, Erker und Fensterrahmen, Eingang durch Treppenanlage und neogotischen Spitzblendbogen hervorgehoben, andere Bauten schlichter, im Park klassizistisches Gartenhaus auf Treppenpodest, Torhaus an der Grundstückszufahrt mit Kreuzgewölben, Anlage bedeutendes Zeugnis der sächsischen Schlossbaukunst vom 16. bis 19. Jahrhundert, Schloss auf Grund seiner erhöhten Lage insbesondere nach Westen und Norden weithin sichtbar, beeindruckende Landmarke, baugeschichtlich und ortsgeschichtlich, künstlerisch sowie städtebaulich und landschaftsgestaltend von Wert. Die deutlich gegliederte Vierseitanlage mit Innenhof liegt auf einem Hangvorsprung über dem Tal der Kleinen Triebisch. Am ältesten scheinen die unteren Teile des begiebelten Südwestturms zu sein, durch den auch der Zugang erfolgt. Von den um 1600 geschaffenen Bauten weist nur noch der Wendelstein im Hof durch seine Fensterausbildungen auf diese zeit hin. Der Hauptflügel mit Walmdach ist nach Westen gerichtet. Umbauten erfolgten um 1700, 1823 und schließlich vor dem Ersten Weltkrieg in gotisierender Art und im Jugendstil. Im Osten des Schlosses existierte ein Rittergut und im Westen folgte ein teilweise terrassierter, steil ins Tal abfallender Park. Das klassizistische Gartenhaus und der Park gehen auf den Hofrat Tauchnitz zurück, dem das Schloss 1821–1832 als erstem bürgerlichen Besitzer gehörte (Hammer). | 09268132 |
| Direkt Bild zu diesem Denkmal hochladen | Brücke über die Kleine Triebisch | Am Schlosspark (Karte)            | 19. Jahrhundert | Bogenbrücke in Bruchsteinmauerwerk, baugeschichtlich und verkehrsgeschichtlich von Bedeutung, Bruchstein | 09268143 |
|                                         | Wohnhaus | Am Schlosspark 4 (Karte)          | Um 1800 | Obergeschoss Fachwerk mit K-Streben, baugeschichtlich von Bedeutung | 09268134 |
|                                         | Wohnhaus | Am Schlosspark 11 (Karte)         | 1. Hälfte 19. Jahrhundert | Giebel in Fachwerkbauweise, baugeschichtlich von Bedeutung | 09268135 |
|                                         | Wohnhaus | Am Schlosspark 17 (Karte)         | 1. Hälfte 19. Jahrhundert | Obergeschoss Fachwerk, baugeschichtlich von Bedeutung | 09268133 |
| Direkt Bild zu diesem Denkmal hochladen | Wohnhaus | An der Triebisch 4 (Karte)        | 1. Hälfte 19. Jahrhundert | Obergeschoss Fachwerk, ländliches Wohnhaus, baugeschichtlich von Bedeutung | 09268141 |
|                                         | Wohnstallhaus | An der Triebisch 8 (Karte)        | 18. Jahrhundert | Bemerkenswertes Fachwerkgebäude, Obergeschoss Fachwerk in altertümlicher Konstruktion (Andreaskreuze, Schiffskehlen, Zierfries), baugeschichtlich und hausgeschichtlich von Bedeutung | 09268142 |
| Direkt Bild zu diesem Denkmal hochladen | Seitengebäude (Wohnstallhaus) eines ehemaligen Vierseithofes | Grüner Weg 5 (Karte)              | 1. Hälfte 19. Jahrhundert | Obergeschoss Fachwerk, baugeschichtlich von Bedeutung, bildet Vierseithof mit Nummer 4 und Nummer 5 | 09268124 |
| Direkt Bild zu diesem Denkmal hochladen | Wohnstallhaus (Nr. 10) und Seitengebäude (Nr. 10c) eines Vierseithofes | Hauptstraße 10, 10c (Karte)       | Bezeichnet mit 1802 | Beide Gebäude Obergeschoss Fachwerk, Wohnstallhaus mit schönem Korbbogenportal und Drillingsfenster im Giebel, Seitengebäude mit verschiefertem Giebel, baugeschichtlich von Bedeutung, bildet Vierseithof mit Nummer 10b | 09268122 |
| Direkt Bild zu diesem Denkmal hochladen | Wohnstallhaus, Seitengebäude (mit Kumthalle), Scheune und weiteres Seitengebäude eines Vierseithofes, mit Einfriedung des Gartens, Toreinfahrt und Hofpflasterung                                                                                   | Hauptstraße 21 (Karte)            | Bezeichnet mit 1800 (Toreinfahrt); um 1860 (Seitengebäude) | Stattlicher und geschlossen erhaltener Bauernhof in Fachwerkbauweise, in zeit- und landschaftstypischer Gestaltung, ein Seitengebäude mit seltener dreibogiger Kumthalle, baugeschichtlich und wirtschaftsgeschichtlich von Bedeutung Tor aus Schmiedeeisen | 09268123 |
| Direkt Bild zu diesem Denkmal hochladen | Wohnstallhaus (Nr. 25), Scheune (Nr. 27) und Seitengebäude eines Vierseithofes, dazu Toreinfahrt und Einfriedungsmauer des Gartens | Hauptstraße 25, 27 (Karte)        | 1. Hälfte 19. Jahrhundert (Wohnstallhaus); bezeichnet mit 1881 (Scheune)                                                                                       | Wohnstallhaus und Seitengebäude Obergeschoss Fachwerk, Wohnstallhaus Satteldach mit Fledermausgaupen, massive Scheune in Bruchsteinmauerwerk, weitgehend geschlossen erhaltene Hofanlage, baugeschichtlich und wirtschaftsgeschichtlich von Bedeutung. - Wohnstallhaus: eine Hälfte modernisiert - Scheune (Nummer 27): Bruchstein - Wirtschaftsgebäude: alte Fenster - Toranlage mit Torpfeilern und schmiedeeisernem Flügeltor | 09268125 |
| Direkt Bild zu diesem Denkmal hochladen | Wohnhaus und Tiefenkeller vor dem Haus | Hauptstraße 33 (Karte)            | Um 1850 | Eingeschossiger Fachwerkbau, sozialgeschichtlich von Bedeutung. Eingeschossig, Giebel verbrettert. Keller mit Bruchsteineingang. | 09268126 |
| Direkt Bild zu diesem Denkmal hochladen | Wohnstallhaus (mit rückwärtigem Anbau und Freitreppe zum Hof) und im Winkel angebautes Seitengebäude eines Gehöfts | Hauptstraße 38 (Karte)            | Bezeichnet mit 1821 | Wohnstallhaus ungewöhnliches dreigeschossiges Gebäude, im Sockelgeschoss Stallteil, schönes repräsentatives Segmentbogenportal an einer Heiste mit Freitreppe, Obergeschoss beider Gebäude Fachwerk verputzt, baugeschichtlich und ortsgeschichtlich von Bedeutung. Ursprünglich Fachwerk, nur teilweise erhaltenes Kreuzgratgewölbe im hinteren Hausteil, Freitreppe. | 09268128 |
| Direkt Bild zu diesem Denkmal hochladen | Teil eines Wohnstallhauses und Seitengebäude eines Bauernhofes | Hauptstraße 39 (Karte)            | 1. Hälfte 19. Jahrhundert (Seitengebäude); bezeichnet mit 1868, im Kern älter (Wohnstallhaus)                                                                  | Beide Gebäude Obergeschoss Fachwerk, Wohnstallhaus mit Segmentbogenportal, baugeschichtlich von Bedeutung | 09268127 |
| Direkt Bild zu diesem Denkmal hochladen | Gasthaus mit Saalanbau | Hauptstraße 47 (Karte)            | Um 1800 (Gasthaus); 2. Hälfte 19. Jahrhundert (Saal) | Gasthaus Obergeschoss Fachwerk, Saalanbau massiver Putzbau in historisierender Gestaltung, baugeschichtlich und ortsgeschichtlich von Bedeutung, Rundbogenfenster im Saal | 09268129 |
| Direkt Bild zu diesem Denkmal hochladen | Wohnhaus | Hauptstraße 56 (Karte)            | 1. Hälfte 19. Jahrhundert | Fachwerkbau, baugeschichtlich von Bedeutung | 09268136 |
| Direkt Bild zu diesem Denkmal hochladen | Wohnhaus eines Bauernhofes | Hauptstraße 60 (Karte)            | Bezeichnet mit 1806 | Obergeschoss Fachwerk, im Giebel Drillingsfenster (mit Palladio-Motiv), baugeschichtlich von Bedeutung. Fachwerk massiv untersetzt, Krüppelwalmdach, Sandstein-Türstock und Drillingsfenster an der Giebelseite wahrscheinlich 1842, Dachhaus Ende 19. Jahrhundert. | 09268137 |
| Weitere Bilder                          | Seitengebäude eines Mühlenanwesens (Sparmannmühle, Schlossmühle, Schneidemühle Taubenheim) | Zum Sportplatz 2 (Karte)          | 1. Hälfte 19. Jahrhundert | Niedermühle Taubenheim – Obergeschoss Fachwerk, ortsgeschichtlich und baugeschichtlich von Bedeutung | 09268138 |
| Direkt Bild zu diesem Denkmal hochladen | Wohnhaus eines Dreiseithofes | Zum Sportplatz 3 (Karte)          | Bezeichnet mit 1816 | Obergeschoss Fachwerk, baugeschichtlich von Bedeutung, ursprünglich zum Rittergut gehörig (?) | 09268139 |

## Ullendorf
| Bild                                    | Bezeichnung                                   | Lage                                | Datierung                  | Beschreibung | ID       |
| --------------------------------------- | --------------------------------------------- | ----------------------------------- | -------------------------- | --- | -------- |
| Direkt Bild zu diesem Denkmal hochladen | Wegestein                                     | Taubenheimer Straße (Karte)         | 3. Viertel 19. Jahrhundert | Sandsteinschaft mit weit überkragender, pyramidenförmiger Bedachung, vertiefte Inschriftfelder, ortsgeschichtlich und verkehrsgeschichtlich bedeutend. Der Stein befindet sich entweder auf dem Straßenflurstück 27 oder auf dem Flurstück 24, Taubenheimer Straße 2. Auf einem Schriftfeld erscheinen Meißen und Wilsdruff sowie die dazugehörigen Richtungsweiser, auf dem anderen wohl drei Orte mit Richtungsweisern. | 09302725 |
| Direkt Bild zu diesem Denkmal hochladen | Scheune eines Vierseithofes                   | Taubenheimer Straße 3 (Karte)       | 1. Hälfte 19. Jahrhundert  | Strebenreiche Fachwerk-Scheune, baugeschichtlich und wirtschaftsgeschichtlich von Bedeutung, Krüppelwalmdach | 09268152 |
| Direkt Bild zu diesem Denkmal hochladen | Seitengebäude eines ehemaligen Vierseithofes  | Wilsdruffer Chaussee 4 (Karte)      | Bezeichnet mit 1844        | Obergeschoss Fachwerk, baugeschichtlich von Bedeutung. Wohnstallhaus bezeichnet. Wirtschaftsgebäude: eine Giebelseite verbrettert, die andere Fachwerk, Krüppelwalmdach. | 09268151 |
| Direkt Bild zu diesem Denkmal hochladen | Wohnstallhaus und Scheune eines Vierseithofes | Wilsdruffer Chaussee 24, 28 (Karte) | 2. Hälfte 19. Jahrhundert  | Wohnstallhaus Obergeschoss Fachwerk, Fachwerk-Scheune, baugeschichtlich und wirtschaftsgeschichtlich von Bedeutung, bildet einen Vierseithof mit Nummer 26 und Nummer 28. Hof wurde in mehrere Hausnummern geteilt. | 09268153 |
| Direkt Bild zu diesem Denkmal hochladen | Wohnhaus                                      | Wilsdruffer Chaussee 30 (Karte)     | 1. Hälfte 19. Jahrhundert  | Obergeschoss Fachwerk mit altertümlicher Konstruktion (weite Ständerstellung, Fußstreben), baugeschichtlich von Bedeutung. Beide Giebelseiten verbrettert, Schleppdach. | 09268154 |

## Weistropp
| Bild                                    | Bezeichnung | Lage                             | Datierung | Beschreibung | ID       |
| --------------------------------------- | --- | -------------------------------- | --- | --- | -------- |
| Weitere Bilder                          | Wegestein | (Flurstücke 235, 245) (Karte)    | 19. Jahrhundert | Verkehrsgeschichtlich von Bedeutung. Januar 2012 Mitteilung von der Gemeinde Klipphausen: zurzeit zur Restaurierung, Foto von Standort vorhanden, steht auf Feldfläche am Wegesrand. | 09268473 |
| Weitere Bilder                          | Hydraulischer Widder im Park | (Flurstück 404/1) (Karte)        | Anfang 20. Jahrhundert                                                                                                | Technikgeschichtlich von Bedeutung | 09268631 |
| Direkt Bild zu diesem Denkmal hochladen | Wohnhaus, Verbindungstrakt (Verschlag) und Scheune eines Zweiseithofes | Dorfgasse 5 (Karte)              | 1. Hälfte 19. Jahrhundert                                                                                             | Hauptgebäude in Fachwerkbauweise, charakteristische Häuslerei ihrer Zeit, baugeschichtlich und wirtschaftsgeschichtlich von Bedeutung. - Wohnhaus: Fachwerk massiv untersetzt - Scheune: Fachwerk | 09268462 |
| Direkt Bild zu diesem Denkmal hochladen | Scheune und Seitengebäude eines ehemaligen Dreiseithofes | Dorfgasse 7 (Karte)              | 1. Hälfte 19. Jahrhundert                                                                                             | Beide Gebäude in Fachwerkbauweise, baugeschichtlich und wirtschaftsgeschichtlich von Bedeutung. - Wirtschaftsgebäude: Fachwerk massiv untersetzt - Scheune: Fachwerk | 09268461 |
|                                         | Wohnstallhaus eines Bauernhofes | Dorfgasse 8 (Karte)              | 1. Hälfte 19. Jahrhundert                                                                                             | Obergeschoss Fachwerk, stattliches, ortsbildprägendes Gebäude, baugeschichtlich von Bedeutung. Fachwerk massiv untersetzt. Mit Bauerngarten, dieser 2011 mehr oder weniger beseitigt. | 09268460 |
|                                         | Wohnhaus und Scheune eines Zweiseithofes | Dorfgasse 9 (Karte)              | Um 1800 | Wohnhaus Obergeschoss Fachwerk (mit Fuß- und K-Streben), wichtige Lage im Dorfmittelpunkt, baugeschichtlich und wirtschaftsgeschichtlich von Bedeutung. Fachwerk massiv untersetzt, Fachwerk im Giebel. | 09268459 |
| Weitere Bilder                          | Wohnhaus mit winkelförmigem Anbau, mit Einfriedungsmauer und Pforte | Hohle 2 (Karte)                  | Bezeichnet mit 1806                                                                                                   | Obergeschoss Fachwerk, malerisch gruppiertes Gebäude, baugeschichtlich von Bedeutung, Fachwerk massiv untersetzt | 09268457 |
| Weitere Bilder                          | Pfarrhof mit Pfarrhaus und Seitengebäude (Torhaus) über winkelförmigem Grundriss, dazu Einfriedungsmauer und Pforte | Kirchstraße 6 (Karte)            | 1666 (Seitengebäude); bezeichnet mit 1782 (Pfarrhaus)                                                                 | Alle Gebäude mit Fachwerk, Torhaus mit altertümlicher Fachwerkkonstruktion (Kopf- und K-Streben), ortsbildprägendes Ensemble, baugeschichtlich und ortsgeschichtlich von Bedeutung. - alte Pfarre: Fachwerk massiv untersetzt - neue Pfarre: Hofseite massiv, Straßenseite Fachwerk | 09268456 |
| Weitere Bilder                          | Kirche Weistropp mit Kirchenausstattung, dazu Kirchhof mit Einfriedungsmauer und Kirchhofstor sowie vier Grabmälern und Kriegerdenkmal für die Gefallenen des Ersten Weltkrieges, außerdem mit Luthereiche und Gedenkstein | Kirchstraße 7 (Karte)            | 1601, später überformt (Kirche); bezeichnet mit 1607 (Kanzel); 1725 (Altarbild); 1887 (Kirchenfenster); 1939 (Altar); | Im Kern spätgotischer Sakralbau mit eingezogenem Chor und Westturm, Saalkirche mit doppelter Empore und Herrenloge, aufwändiges Gefallenendenkmal auf dem Kirchhof, baugeschichtlich, ortsgeschichtlich, künstlerisch und ortsbildprägend von Bedeutung | 09268455 |
| Weitere Bilder                          | Schloss und Rittergut Weistropp (Sachgesamtheit) | Kirchstraße 8, 9 (Karte)         | 17./18. Jahrhundert, 1873 überformt                                                                                   | Sachgesamtheit Schloss und Rittergut Weistropp, mit folgenden Einzeldenkmalen: Schloss Weistropp (Nr. 8, Dreiflügelanlage) sowie Wirtschaftsgebäude (Nr. 9, Wohnstallhaus, später Gemeindeverwaltung), Gedenksäule und Einfriedungsmauer eines Rittergutes (siehe Einzeldenkmale 09268454) und Gutspark mit Rosengarten (Gartendenkmal) und als Sachgesamtheitsteil: weiteres Wirtschaftsgebäude (neben Nr. 9); im Kern barockes Schloss, im 19. Jahrhundert stark verändert, Schlosspark im englischen Stil, baugeschichtlich und ortsgeschichtlich von Bedeutung | 09304088 |
| Weitere Bilder                          | Schloss (Nr. 8, Dreiflügelanlage) Wirtschaftsgebäude (Nr. 9, Wohnstallhaus, später Gemeindeverwaltung) sowie Gedenksäule eines Rittergutes mit Einfriedungsmauer (Einzeldenkmale der Sachgesamtheit 09304088)              | Kirchstraße 8, 9 (Karte)         | 17./18. Jahrhundert, 1873 überformt                                                                                   | Einzeldenkmale der Sachgesamtheit Schloss und Rittergut Weistropp; im Kern barockes Schloss, im 19. Jahrhundert stark verändert, Schlosspark im englischen Stil, baugeschichtlich und ortsgeschichtlich von Bedeutung. - Schloss (vgl. Gurlitt/Dehio): mit Terrassen an der Parkfront - Gutshaus: massiv, im Inneren Kreuzgratgewölbe und Pfeiler mit Kämpferplatten (Stallteil), Krüppelwalmdach, Sandstein-Türstock und -Fenstergewände, an der Rückwand Lastenaufzug | 09268454 |
|                                         | Wohnstallhaus und im Winkel angebautes Seitengebäude eines Bauernhofes, mit Torpfeilern und Einfriedungsmauer | Kirchstraße 10 (Karte)           | 1. Hälfte 19. Jahrhundert                                                                                             | Wohnstallhaus Obergeschoss Fachwerk, wichtige Lage im Dorfmittelpunkt, baugeschichtlich und wirtschaftsgeschichtlich von Bedeutung. Fachwerk massiv untersetzt. | 09268458 |
| Direkt Bild zu diesem Denkmal hochladen | Wohnhaus (mit angebautem Backhaus) eines Bauernhofes | Niederwarthaer Straße 5 (Karte)  | 1. Hälfte 19. Jahrhundert                                                                                             | Obergeschoss Fachwerk, baugeschichtlich von Bedeutung. Fachwerk massiv untersetzt, Weinspalier, Sandstein-Türstock und -Fenstergewände, Klappläden, mit Gartengrundstück. | 09268465 |
| Direkt Bild zu diesem Denkmal hochladen | Wohnhaus eines Bauernhofes | Niederwarthaer Straße 6 (Karte)  | 1. Hälfte 19. Jahrhundert                                                                                             | Obergeschoss Fachwerk, ortsbildprägend, baugeschichtlich von Bedeutung. Fachwerk massiv untersetzt, Krüppelwalmdach. | 09268466 |
| Direkt Bild zu diesem Denkmal hochladen | Wohnhaus (mit angebautem Backhaus), Scheune und Seitengebäude eines Vierseithofes | Niederwarthaer Straße 7 (Karte)  | Bezeichnet mit 1775                                                                                                   | Wohnhaus Obergeschoss Fachwerk, Fachwerk-Scheune mit V-Streben, weitgehend geschlossen erhaltener Bauernhof, baugeschichtlich und wirtschaftsgeschichtlich von Bedeutung. Fachwerk, Hof war nicht zugänglich, mit Obstgarten. | 09268467 |
| Direkt Bild zu diesem Denkmal hochladen | Wohnstallhaus und Scheune eines Zweiseithofes sowie Einfriedungsmauer | Niederwarthaer Straße 9 (Karte)  | Bezeichnet mit 1838                                                                                                   | Beide Gebäude in Fachwerkbauweise, baugeschichtlich und wirtschaftsgeschichtlich von Bedeutung. - Wohnhaus: Fachwerk massiv untersetzt - Seitengebäude/Scheune: Fachwerk | 09268468 |
| Direkt Bild zu diesem Denkmal hochladen | Wohnstallhaus, Seitengebäude und Scheune eines Dreiseithofes, mit Einfriedungsmauer | Niederwarthaer Straße 11 (Karte) | Bezeichnet mit 1731, später überformt (Scheune); bezeichnet mit 1838 (Wohnstallhaus)                                  | Wohnstallhaus und Seitengebäude mit Fachwerk-Obergeschoss, zum Teil verkleidet, Fachwerk-Scheune, geschlossen erhaltene Hofanlage, im Wohnstallhaus noch markantes gewölbe erhalten, baugeschichtlich und wirtschaftsgeschichtlich von Bedeutung. - Wohnstallhaus und Wohn-Wirtschaftsgebäude: Fachwerk massiv untersetzt (verputzt) - Scheune: Fachwerk, Sandstein-Türstöcke und -Fenstergewände Im Hof Steintrog, 1838 abgebrannt (Tafel), im Wohnstallhaus des Dreiseithofes einstiger Stalltrakt (heute Küche) mit von Säulen/Pfeilern getragene Gewölbe mit Gurten (wohl gebust). | 09268469 |
|                                         | Friedhof mit Friedhofskapelle, Friedhofstor und Einfriedungsmauer, Friedhofsgestaltung sowie Grabmal der Müllerfamilie Tittel                                                                                              | Zum Galgenberg (Karte)           | Bezeichnet mit 1879 (Kapelle)                                                                                         | Friedhofskapelle im historisierenden Stil, baugeschichtlich und ortsgeschichtlich von Bedeutung. Auf dem Friedhof Grabmal mit Müllerwappen der Familie Tittel, Torpfeiler und schmiedeeisernes Tor. | 09268470 |
| Direkt Bild zu diesem Denkmal hochladen | Wohnstallhaus (mit angebautem Backhaus) und Seitengebäude eines ehemaligen Dreiseithofes | Zum Galgenberg 5 (Karte)         | 1617/1619 Dendro (Seitengebäude); 1679 Dendro (Wohnstallhaus); 18. Jahrhundert (Keller)                               | Sämtliche Gebäude in Fachwerkbauweise mit altertümlicher Konstruktion (Fuß- und K-Streben, am Wohnstallhaus Schiffchenkehlen an Schwelle und Füllhölzern), baugeschichtlich und hausgeschichtlich von Bedeutung. Fachwerk (Wilder Mann), alte Fenster, leerstehend. Der Hof hat seit der Bauzeit des Wohnhauses um 1700 sein Erscheinungsbild, mit Ausnahme einiger kleinerer Anbauten, bis heute bewahren können. Selbst der Backofen an der abgewandten Seite des Wohnstallhauses ist noch vorhanden. Allein das Erscheinungsbild des Hofes mit dahinter anschließender großer Streuobstwiese und erhaltener Anbindung an das Feld stellt einen besonderen Wert der Bau- und Siedlungsgeschichte dar. Dem gleichgestellt werden kann der hohe Zeugniswert des Hofes für die ländliche Wirtschaftsweise der letzten 300 Jahre. Mit der exponierten Lage am südlichen Ortseingang von Weistropp nimmt der Hof einen dorfbaulich prägenden Platz ein. Die bemerkenswerte, sehr alte Fachwerk-Scheune mit Kreuzstreben-Fachwerkgefüge 2007 abgebrochen. | 09268463 |

## Weitzschen
| Bild                                    | Bezeichnung                                    | Lage                         | Datierung           | Beschreibung | ID       |
| --------------------------------------- | ---------------------------------------------- | ---------------------------- | ------------------- | --- | -------- |
| Direkt Bild zu diesem Denkmal hochladen | Wohnstallhaus und Torbogen eines Vierseithofes | Piskowitzer Straße 3 (Karte) | Bezeichnet mit 1819 | Wohnstallhaus mit Fachwerk-Obergeschoss und schönem Segmentbogenportal, stattliches landschaftstypisches Bauernhaus, baugeschichtlich von Bedeutung, Sandstein-Türstock | 09268155 |

## Wildberg
| Bild                                    | Bezeichnung | Lage                                       | Datierung                                                    | Beschreibung | ID       |
| --------------------------------------- | --- | ------------------------------------------ | ------------------------------------------------------------ | --- | -------- |
|                                         | Wohnstallhaus eines ehemaligen Vierseithofes, mit Einfriedungsmauer                                                               | Alte Dorfstraße 4 (Karte)                  | Bezeichnet mit 1790                                          | Stattliches Gebäude, Obergeschoss Fachwerk, schönes Segmentbogenportal, zeit- und landschaftstypisches Bauernhaus, baugeschichtlich von Bedeutung. Fachwerk, massiv untersetzt, teilweise originale Fenster, von innen rundbogige, tiefe Fenster, Krüppelwalmdach. | 09267693 |
| Direkt Bild zu diesem Denkmal hochladen | Wohnstallhaus (Nr. 1a/1b), zwei Seitengebäude (Nr. 3a/3b und Nr. 5a-5c), Wassertrog und Torpfeiler eines ehemaligen Vierseithofes | Am Berg 1a, 1b, 3a, 3b, 5a, 5b, 5c (Karte) | Bezeichnet mit 1813                                          | Bemerkenswertes und stattliches ländliches Anwesen vor allem aus dem ersten Viertel des 19. Jahrhunderts, Fachwerkensemble, Hauptgebäude mit schönen Segmentbogenportalen und Kreuzgewölben im Innern, baugeschichtlich und ortsgeschichtlich bedeutend, bildet Vierseithof zusammen mit Nummer 7. Das Wohnstallhaus (Am Berg 1a/1b) und die beiden Seitengebäude (Am Berg 3a/3b und Am Berg 5a/5b/5c) erscheinen als massiv untersetzte Fachwerkbauten mit großen Dachüberständen und Krüppelwalmdächern. Die Torpfeiler der Zufahrt tragen markante Aufsätze. Trotz der mittlerweile abgebrochenen Scheune (Am Berg 7), die den Bauernhof nach Südosten begrenzte, macht der imposante Hof nach wie vor einen geschlossenen Eindruck. Das Wohnstallhaus besitzt im Erdgeschoss mehrere Kreuzgewölbe. Seine kleinen Segmentbogenportale werden von Scheitelsteinen belebt. Wohnstallhaus und nordwestliches Seitengebäude (Am Berg 5a/5b/5c) wurden mittlerweile saniert. Das südwestliche Seitengebäude (Am Berg 3a/3b) zeigt noch Fledermausgaupen. Möglicherweise werden diese während der 2009 anstehenden Sanierung durch einen Dachhecht, analog der anderen Gebäude, ersetzt. In der Hofmitte befindet sich ein alter Sandsteintrog. Sandsteinbank und Datierung von 1813 wurden 2009 nicht gefunden. | 09267695 |
| Weitere Bilder                          | Herrenhaus des Rittergutes Wildberg                                                                                               | Am Berg 4 (Karte)                          | Bezeichnet mit 1747                                          | Schlichtes barockes Herrenhaus mit Mansarddach und Sandstein-Portal, vor dem Eingang von vier Pfeilern gestützter Balkon, Wohnstallhaus mit Fachwerk-Obergeschoss, baugeschichtlich und ortsgeschichtlich von Bedeutung. Putzbau mit Mansardwalmdach, 12 : 4 Fensterachsen, Eingangsportal mit Ohrenrahmung und Wappenstein, bezeichnet mit 1747 (Dehio Sachsen I, 1996). - Herrenhaus: zweigeschossig mit Vorbau (Balkon, gestützt von vier Pfeilern), Mansardwalmdach, Sandstein-Portal mit Flügeltür, Fenster noch teilweise achtteilig erhalten, Sandsteinbank - Wohnstallhaus (um 1800, Adresse Am Berg 2, zwischen 2011 und 2014 abgerissen): Fachwerk, massiv untersetzt, ein Torpfeiler noch erhalten (?) - Pferdestall: mit großem zugemauertem Torbogen, vor 2011 abgebrochen | 09267694 |
|                                         | Ballsaal eines Gasthofes | Cossebauder Straße 2 (Karte)               | Um 1890                                                      | Großer Saalbau, im Innern mit Decken- und Voutenmalerei, landschaftliche und architektonische Motive aus dem Kreis Meißen, bau- und ortsgeschichtlich sowie künstlerisch bedeutend. Ballsaal von Pfeilern und Eisensäulen gestützt, Saal umgeben von großen Rundbogenfenstern mit Scheitelsteinen, darüber ein Gesims das Gebäude umlaufend, Dachgesims, Krüppelwalmdach mit Dachreiter auf dem First. | 09267697 |
|                                         | Wohnstallhaus eines ehemaligen Fährgutes (die übrigen Gebäude abgerissen)                                                         | Cossebauder Straße 7 (Karte)               | 1790                                                         | In Ecklage Alte Dorfstraße, stattliches Gebäude mit Fachwerk-Obergeschoss und klassizistischem Türstock, baugeschichtlich und ortsgeschichtlich von Bedeutung. Fachwerk, massiv untersetzt, Krüppelwalmdach, Fährgut 1790 abgebrannt und nach Aussagen des Eigentümers 1790 wieder aufgebaut, Brunnen. | 09267696 |
| Direkt Bild zu diesem Denkmal hochladen | Wohnhaus | Gründchen 1 (Karte)                        | 1. Hälfte 19. Jahrhundert                                    | Obergeschoss Fachwerk, baugeschichtlich von Bedeutung | 09269825 |
| Direkt Bild zu diesem Denkmal hochladen | Wohnhaus mit Anbau | Gutsweg 1 (Karte)                          | 1620–1622 (Dendro)                                           | Bemerkenswertes Fachwerk-Gebäude, sehr alte Konstruktion mit Andreaskreuzen und Kopfstreben, baugeschichtlich bedeutend | 09300366 |
|                                         | Wohnstallhaus und Stallgebäude eines Vierseithofes (Gut Wildberg)                                                                 | Gutsweg 8 (Karte)                          | Um 1800 (Seitengebäude); bezeichnet mit 1872 (Wohnstallhaus) | Wohnstallhaus verputzter Massivbau mit Drillingsfenster im Giebel (älterer Kern?), Seitengebäude Obergeschoss Fachwerk mit K-Streben, baugeschichtlich von Bedeutung, bildet Vierseithof mit Nummer 8a/8b. - Stallgebäude: Fachwerk massiv untersetzt - Wohnstallhaus: zweigeschossig und Kniestock, Sandstein-Fenstergewände | 09267681 |
| Direkt Bild zu diesem Denkmal hochladen | Wohnstallhaus, Seitengebäude und Scheune eines Dreiseithofes                                                                      | Gutsweg 10 (Karte)                         | Bezeichnet mit 1801                                          | Stattliches Wohnstallhaus mit Fachwerk-Obergeschoss und Segmentbogenportal, Seitengebäude mit Fachwerk-Obergeschoss, Scheune verputzter Bruchsteinbau (vermutlich älterer Kern), geschlossen erhaltene, landschaftstypische Hofanlage, baugeschichtlich und wirtschaftsgeschichtlich von Bedeutung. - Wohnstallhäuser: Fachwerk massiv untersetzt (Bruchstein), Sandstein-Fenstergewände im Erdgeschoss, Krüppelwalmdächer - rechtes Wohnstallhaus: zwei Sandsteinportale, eines mit Flügeltür | 09267680 |

## Tabellenlegende
- Bild: Bild des Kulturdenkmals, ggf. zusätzlich mit einem Link zu weiteren Fotos des Kulturdenkmals im Medienarchiv Wikimedia Commons. Wenn man auf das Kamerasymbol klickt, können Fotos zu Kulturdenkmalen aus dieser Liste hochgeladen werden:
- Bezeichnung: Denkmalgeschützte Objekte und ggf. Bauwerksname des Kulturdenkmals
- Lage: Straßenname und Hausnummer oder Flurstücknummer des Kulturdenkmals. Die Grundsortierung der Liste erfolgt nach dieser Adresse. Der Link (Karte) führt zu verschiedenen Kartendiensten mit der Position des Kulturdenkmals. Fehlt dieser Link, wurden die Koordinaten noch nicht eingetragen. Sind diese bekannt, können sie über ein Tool mit einer Kartenansicht einfach nachgetragen werden. In dieser Kartenansicht sind Kulturdenkmale ohne Koordinaten mit einem roten bzw. orangen Marker dargestellt und können durch Verschieben auf die richtige Position in der Karte mit Koordinaten versehen werden. Kulturdenkmale ohne Bild sind an einem blauen bzw. roten Marker erkennbar.
- Datierung: Baubeginn, Fertigstellung, Datum der Erstnennung oder grobe zeitliche Einordnung entsprechend des Eintrags in der sächsischen Denkmaldatenbank
- Beschreibung: Kurzcharakteristik des Kulturdenkmals entsprechend des Eintrags in der sächsischen Denkmaldatenbank, ggf. ergänzt durch die dort nur selten veröffentlichten Erfassungstexte oder zusätzliche Informationen
- ID: Vom Landesamt für Denkmalpflege Sachsen vergebene, das Kulturdenkmal eindeutig identifizierende Objekt-Nummer. Der Link führt zum PDF-Denkmaldokument des Landesamtes für Denkmalpflege Sachsen. Bei ehemaligen Kulturdenkmalen können die Objektnummern unbekannt sein und deshalb fehlen bzw. die Links von aus der Datenbank entfernten Objektnummern ins Leere führen. Ein ggf. vorhandenes Icon  führt zu den Angaben des Kulturdenkmals bei Wikidata.

## Ausführliche Denkmaltexte
1. ↑  Parkanlage des Rittergutes Siebeneichen:

Schloss und Park Siebeneichen sind ein Kulturdenkmal im Sinne einer Sachgesamtheit, der Park auch Gartendenkmal. Schloss Siebeneichen wurde ab 1550 auf mittelalterlichen Vorgängerbauten mit Vorwerk erbaut. Nach teilweiser Zerstörung in der 1. Hälfte des 18. Jahrhunderts bis 1748 wieder aufgebaut, kam zusätzlich ein weiteres Schloss im Rokokostil hinzu. Zur Schlossanlage gehören ein Rittergut mit Wirtschaftsgebäuden, die zum Teil aus dem 16. bis 17. Jahrhundert stammen und ein Schlosspark, der wie in Deutschland üblich, in den Jahrhunderten immer wieder umgestaltet wurde. Eine terrassierte Anlage existierte bereits im 16. Jahrhundert. Seit 1805 ließ man einen romantischen Bergpark mit einheimischen und exotischen Pflanzen angelegen, der ab 1816 zum englischen Landschaftsgarten umgestaltet wurde.

Der Schlosspark einschließlich des romantischen Bergparks gilt auch heute noch insbesondere mit seinen ursprünglich über 100 exotischen Pflanzen als einer der ersten englischen Landschaftsgärten Sachsens (vgl. z. B. mit Schwanenteichanlage in Leipzig). Abgesehen davon dokumentiert die gesamte Anlage von Schloss und Park in hervorragender Weises das Leben des sächsischen Landadels vom 16. bis 19. Jahrhundert.

Schloss und Schlosspark Siebeneichen sind als einstiger Wohnsitz eines der bedeutendsten sächsischen Adelsgeschlechter, hier derer von Miltitz, von besonderer geschichtlicher Bedeutung. Die Bauten von Altem und Neuem Schloss bilden ein weiträumiges Ensemble in architektonischer Geschlossenheit, in dem bauliche Gliederung und Harmonie voll zur Geltung kommen. Siebeneichen bildet eine in gut vierhundert Jahren gewachsene Anlage von exemplarischer Bedeutung für die Schlossbaukunst in Sachsen seit der Renaissance. Die Denkmaleigenschaft des Schlossparks ergibt sich in erster Linie aus seiner Bedeutung als einer der ersten Landschaftsgärten Sachsens. Damit hat er als Werk der Garten- und Landschaftsgestaltung eine herausragende Bedeutung und ist zudem von singulärer Bedeutung. Außerdem bildet er einen wesentlichen Teil des landschaftsgestalterisch unverwechselbaren Elblandschaft von Meißen, hier zwischen dem rechtselbischen Spaargebirge und dem gegenüberliegenden Ortsteil Siebeneichen.

Zur Schlossanlage gehört ein Schlosspark, der wie in Deutschland üblich, in den Jahrhunderten immer wieder umgestaltet wurde. Eine terrassierte Anlage existierte bereits im 16. Jahrhundert. Seit 1805 ließ man einen romantischen Bergpark mit einheimischen und exotischen Pflanzen angelegen, der ab 1816 zum englischen Landschaftsgarten umgestaltet wurde. Der Schlosspark einschließlich des romantischen Bergparks gilt heute insbesondere mit seinen über 100 exotischen Pflanzen als erster englischer Landschaftsgarten Sachsens. Abgesehen davon dokumentiert die gesamte Anlage von Schloss und Park in hervorragender Weises das Leben des sächsischen Landadels vom 16. bis 19. Jahrhundert.

Die Denkmaleigenschaft des Schlossparks ergibt sich in erster Linie aus der Bedeutung als erster Landschaftsgarten Sachsens. Damit hat er als Werk der Garten- und Landschaftsgestaltung eine herausragende Bedeutung und ist zudem von singulärer Bedeutung. Außerdem bildet er einen wesentlichen Teil des landschaftsgestalterisch unverwechselbaren Elblandschaft von Meißen, hier zwischen dem rechtselbischen Spaargebirge und dem gegenüberliegenden Ortsteil Siebeneichen.
2. ↑  Mittelmühle Garsebach:

Die Mittelmühle entspricht nach ihrer Größe dem Typ einer Kleinmühle. Die Mühlenausstattung ist noch funktionstüchtig und hat sich fast vollständig erhalten. Das Mühlengebäude zeigt den üblichen Aufbau einer Getreidemühle mit Boden für Haupttransmission, Walzen- und Rohrboden (wegen der geringen Größe des Gebäudes zusammengefasst), Sichterboden und Dachboden. Auf dem Boden für die Haupttransmission bzw. im Erdgeschoss befindet sich neben der Haupttransmission noch ein Walzenstuhl der Firma Grosse in Lohmen (vor 1945, aus einer anderen Mühle). Im Erdgeschoss liegt auch der Turbinenraum mit einer stehenden Francis-Turbine (um 1911). Der kombinierte Walzen- und Rohrboden beherbergt zwei Walzenstühle (Firma H. Hipkow & Co. Mühlenbauanstalt Gassen N./L., von 1901 oder 1905 sowie A. Wetzig, Wittenberg, um 1915), einen Schrotgang mit Steinkran (Mitte 19. Jahrhundert), eine Sackbank, eine stehende Mischmaschine mit Schnecke (reicht bis in den Sichterboden) und den Aspirationsfilter. Auf dem Sichterboden befinden sich ein Plansichter (Firma Gebrüder Jehmlich, Nossen, 1959), eine Griesputzmaschine (Firma Arno E. Hofmann, Nossen/Sa.) sowie eine Reinigung mit Aspirateur und Schälmaschine (um 1900). Auf dem Dachboden sind wichtige Teile der pneumatischen Förderung untergebracht. Pneumatische Förderung, Bremsfahrstuhl und Elevatoren verteilen sich über alle Etagen des Mühlengebäudes. Der Filter für die Pneumatik befindet sich auf dem zweiten und dritten Boden. Im Seitengebäude der Mühle, im rechten Winkel angefügt, hat sich im Erdgeschoss noch der Backofen der bis 1947 betriebenen Bäckerei erhalten. Er wurde nach Aussage des Eigentümers 1936 eingebaut. An der Straßenfassade des Wohnmühlengebäudes befindet sich eine Tafel mit der Inschrift „Hier lebte 1844/45 Otto Ludwig“ (deutscher Schriftsteller und Lyriker des 19. Jahrhunderts).
3. ↑  Sachgesamtheit Schloss, Schlosspark und Rittergut Gauernitz:

Die Anlage besteht aus dem Schloss mit Nebengebäuden, dem Wirtschaftshof, dem Schlosspark, der zu großen Teilen noch erhaltenen Einfriedungsmauer um Park, Gärtnerei und Wirtschaftshof und dem Zinzendorf-Denkmal auf der Elbinsel. Der Bereich der einstigen Gärtnerei mit Orangerie ist mittlerweile stark, vor allem durch Neubauten verändert worden. Demzufolge ist er nicht Teil der Sachgesamtheit. Am östlichen Eingang zum Rittergut hat sich ein mächtiger Torpfeiler erhalten. Bemerkenswert ist auch das einstige Aha an der Ostseite des Parks, angrenzend an Straße Schlosspark. Aufwendig ist auch der westliche Hauptzugang zum Schlossareal gestaltet. An dieser Seite befinden sich auch große Teile der Einfriedung. Ein beträchtlicher, besonders bemerkenswerter und mit 1677 bezeichneter Teil der Einfriedungsmauer befindet sich südlich der Anwesen Alte Gärtnerei 10, 12, 14, ein anderer westlich der Anwesen Alte Gärtnerei 2 und 10. Der Umfang der Anlage ist anschaulich nachvollziehbar auf einem Plan von Gauernitz aus dem Jahre 1877 (SLUB).
4. ↑  Einzeldenkmale der Sachgesamtheit Schloss, Schlosspark und Rittergut Gauernitz:
 Im 18. Jahrhundert Veränderungen durch die Familie von Zinzendorf, 1862–1870 grundlegende Umbauarbeiten durch die Dresdner Architekten Bernhard Schreiber und Ernst Giese im Auftrag der letzten Besitzern, der Familie von Schönburg-Waldenburg, neue Ausstattung des Arbeits- und Bibliothekszimmers zwischen 1862 und 1866, 1866 vollständige Erneuerung der Elbfassade, Ausbau des Mittelteils (früher Stallungen) als Arbeits- und Empfangsräume, Umbauten in Anlehnung an die deutsche Renaissance, Hauptsaal (zwischenzeitlich Turnhalle) im Obergeschoss des Mittelteils, Ausmalung: Fries deutscher Dichter und Denker unter der Decke sowie Tages- und Jahreszeiten in Reliefmalerei von Moritz Ritzscher, unterbrochen von allegorischen Figuren von Gustav Brossmann und Otto Mentzel, Landschaft mit Ruinen von Paestum von A. Vertunni/Rom, Marmorbüsten, zu DDR-Zeiten und kurz nach der Wende Gemeindeverwaltung, Grundschule und Wohnungen.
5. ↑  Schloss, Patronatskirche und Rittergut Miltitz (Sachgesamtheit):
  - Gebietsbeschreibung und Siedlungsgeschichte: Die Sachgesamtheit erstreckt sich im Oberdorf Miltitz. Es handelt sich um das Gelände des ehemaligen Rittergutes mit Schloss, Herrenhaus, Wirtschaftsgebäuden und Scheune sowie Schlosspark mit Kastanienhain. Unmittelbar hinter der nordwestlichen Begrenzungsmauer schließt sich der Teil mit Kirche und Kirchhof an (siehe Karte). Miltitz steigt mit einigen älteren und mit in den dreißiger Jahren dieses Jahrhunderts erbauten Wohnhäusern in einem kurzen Seitental der Triebisch bis zum Oberdorf an, in dem das ehemalige Rittergut und die Kirche samt Kirchhof das Zentrum bilden. Dabei überwindet die Straße vom Bahndamm bis zum Gut auf einer Länge von 800 m einen Höhenunterschied von etwa 50 m. Das Gebiet um das ehemalige Schloss und Rittergut bildete den Stammsitz der mit Dietrich von Miltitz 1168 erstmals erwähnten Sippe, die im Zusammenhang mit einem Herrensitz genannt wird, 1334 hieß der Ort selbst Miltics. Seit dem Jahre 1457 bestand ein Ritterhof, der später die Rechte eines Rittergutes ausübte. Vom 17. Jahrhundert bis 1710 war das Rittergut Eigentum der Familie von Lukowin, durch die Heirat einer Tochter des Nikolaus Ernst von Lukowin mit Friedrich Christian von Heynitz bis 1945 das der Familie von Heynitz. Zunächst siedelten sich Häusler nahe dem Rittergut an und leisteten Frondienste, später entwickelte sich mehr und mehr die Landwirtschaft. Um 1819 bildete Miltitz mit Zwuschwitz eine Gemeinde. In Miltitz lebten zu dieser Zeit zwei und in Zwuschwitz fünf Bauern. Der im Jahre 1801 verstorbene kurfürstliche sächsische Kammerherr und Berghauptmann von Heynitz, der seit 1784 im alleinigen Besitz des Rittergutes war, hatte sich um den Ort sehr verdient gemacht. Er baute die Landwirtschaft sowie die Rinder- und Schafzucht aus. 1784 gründete er auf dem Gutshof eine Baumwollspinnerei und richtete 1795 eine förmliche Arbeitsschule für den Unterricht von Kindern im Stricken ein. Miltitz erhielt 1792 eine der ersten verbesserten Dorfschulen Sachsens und eine integrierte Bibliothek. Das Rittergut besaß um 1900 156 ha Land, davon 18 ha Wald sowie 1 ha Weinberge bei Winkwitz an der Elbe. Bereits vor 1945 wurde am Bauzustand von Schloss und Rittergut einiges verändert, bis dann im Zuge der Bodenreform und durch Nutzung der ansässigen LPG Gebäudeteile abgebrochen bzw. An- und Ausbauten unternommen wurden. Dessen ungeachtet ist ein großer Teil der ursprünglichen Anlage erhalten.
  - Beschreibung der Sachgesamtheit:
    - Rittergut: Die Anlage des Rittergutes gliedert sich in zwei Bereiche: den Schlosshof und den erst im 19. Jahrhundert errichteten Wirtschaftshof. Durch eine Toranlage, deren rechter Pfeiler mit dem Jahre 1879 bezeichnet ist, betritt man von Südwesten zunächst das Areal des Wirtschaftshofes. Westlich des Eingangsbereiches gliedert sich nach einem terrassenartigen, aus Bruchstein errichteten Vorsprung, an dem von der Hofseite aus die beiden Eingänge des Bergkellers zu erkennen sind, ein um 1880 errichtetes Wohnhaus (Nummer 1) an. Eine torbogenartige Öffnung bildet die Verbindung zwischen Wohnhaus und dem im rechten Winkel dazu stehenden Getreidespeicher. Zwei Torschlusssteine geben die Baujahre 1864 und 1913 an. Östlich des Eingangs zum Rittergut schließt sich das um 1880 entstandene, heute stark überbaute Wirtschaftsgebäude mit integriertem Pferdestall (Nummer 2) an. Rechtwinklig dazu steht ein ebenfalls überformtes und als Wohnhaus genutztes Wirtschaftsgebäude mit Krüppelwalmdach, in dem u. a. der Schweinestall untergebracht war (Nummer 5). Ein breitgelagerter zweigeschossiger Bau über hakenförmigem Grundriss mit 7:14 Achsen und einem Walmdach schließt den Wirtschaftshof nach Nordosten ab. Das ehemalige Wirtschaftsgebäude, das mit Bedienstetenwohnungen im Obergeschoss und einem Kuhstall im Erdgeschoss kombiniert wurde (Nummer 4), bildete den ältesten Teil der Bebauung. Ein Schlussstein über der Eingangstür gibt das Baujahr 1836 an. Von 1912 bis 1945 diente es als Herrschaftswohnung und wird heute noch teilweise bewohnt. Alle Gebäude des Wirtschaftshofes wurden aus Bruchstein errichtet und teilweise verputzt.
    - Schloss und Herrenhaus: Der nördlich an den Wirtschaftshof angrenzende und nach Osten offene Gebäudewinkel ergibt sich aus dem westlichen Herrenhaus und dem nördlichen Schloss (Nummer 3). Das vielgliedrige Herrenhaus, das an seiner Vorderseite eine einheitliche Gestaltung aufweist, gliedert sich rückwärtig in drei Gebäudeteile. Der mittlere dreigeschossige Bau mit Satteldach und der zweigeschossige Anbau mit Schleppdach bilden den ältesten Teil des Putzbaus aus dem 13./14. Jahrhundert. Aus dieser Zeit befinden sich im Erdgeschoss eine mit Kreuzgraten überwölbte Halle und ein Abgang in ausgedehnte mittelalterliche Kelleranlagen. Im Zwischengeschoss ist ein Vorraum mit barocker Bretter-Leistendecke erhalten und im 2. Obergeschoss ein Gang mit Wandmalereien des Späthistorismus. An der Rückseite des Herrenhauses befanden sich in früherer Zeit eine Terrasse und ein großer Schlossgarten, der heute noch als solcher bewirtschaftet wird. Im Außenbereich erhielten sich an der Hofseite ein gequadertes Rundbogenportal und Fenstergewände in Sandstein, die um 1660 datiert werden. Die Fenstergewände am Südgiebel des Gebäudes stammen aus dem späten 16. Jahrhundert. Bis in die 1940er Jahre zog sich ein hoher Säulengang aus Holz längs am Herrenhaus entlang. Er griff über zwei Stockwerke und unterstrich mit seiner Biberschwanzdeckung die Wirkung des Hauptdaches und hatte die Funktion, den Gehweg gegenüber der Fahrspur auf dem Gutshof voneinander abzutrennen. Das Schloss, der verputzte Nordflügel, besitzt an seiner Hofseite ebenfalls ein gequadertes Rundbogenportal, das mit dem Jahre 1663 bezeichnet wird. Über dem Portal befindet sich ein Allianzwappen. Die rechte Schildseite zeigt das Wappen der A.C. von der Pforten, die linke das des N.E. von Lukowin. Im Westteil des Gebäudes existiert im Erdgeschoss ein Raum mit Zellengewölbe, das Anfang 16. Jahrhundert datiert wird. Im Obergeschoss sind Fachwerkwände vorhanden. Beide Gebäude werden heute als Wohnhäuser genutzt. An der Südseite begrenzte ein Turmbau den Schlosshof. Dieser wurde in den 1940er Jahren abgebrochen.
    - Schlosspark: Der östlich, nördlich und westlich angrenzende Schlosspark besteht zu großen Teilen aus hohen Stieleichen, Platanen, Linden und Eschen. Die bedeutendste Anlage innerhalb dieses Parks bildet ohne Zweifel ein bereits im 16. Jahrhundert angelegter Esskastanienhain. Bischof Bruno von Meißen soll der Sage nach im 11. Jahrhundert die ersten Kirsch- und Kastanienbäume gepflanzt haben. Eine andere Quelle gibt an, dass der päpstliche Staatssekretär Carl von Miltitz, welcher Kurfürst Friedrich dem Weisen im Namen seines Souverains die Goldene Rose überbrachte, bei seinem Besuch in Deutschland die Edelkastanie auf dem Stammgut seiner Familie anpflanzte.
    - Das Gelände von Rittergut und Kirchhof wird in Teilen von einer Umfassungsmauer eingegrenzt. Auch innerhalb der Anlage gibt es Teile von Bruchsteinmauern, z. B. zwischen den nördlichen und südlichen Gebäudewinkeln (zwischen Nummer 3 und Nummer 4).
    - Pfarrkirche bzw. Patronatskirche mit Kirchhof: Nordwestlich, unmittelbar an das Rittergutsgelände angrenzend, wurde von 1738 bis 1740 die evangelische Pfarrkirche im ummauerten Friedhof errichtet. In früherer Zeit hat ein Vorgängerbau vermutlich in dem an den Kirchhof grenzenden „Kappelgarten“ gestanden. Dieser Bau wurde im Jahre 1586 umgebaut und erweitert, musste dann aber dem Neubau weichen. Zwei alte Blutbuchen flankieren das Friedhofstor, von diesem führt ein Weg über den Friedhof zur Kirche. Dem mit einem Steilwalmdach versehenen Putzbau wurde 1816 ein nahezu quadratischer Turm mit gedrückter Haube an der Südseite angefügt, nachdem der ältere Turmbau wegen Einsturzgefahr abgebrochen werden musste. An der Westseite gelangt man durch ein einfaches barockes Sandsteinportal in das Innere der Kirche. Betont wird das Portal durch symmetrisch angeordnete klassizistische Grabdenkmale von Mitgliedern der Familie von Heynitz, bezeichnet mit 1846 und 1862. Die Saalkirche mit doppelt umlaufender Empore besitzt Fenster in zwei Reihen, die oberen mit Korbbogen, die unteren rechteckig ausgebildet.

  - Denkmaleigenschaft und Erhaltungswürdigkeit: Die Sachgesamtheit des Rittergutes und des Kirchhofs samt Kirche und Einfriedung stellt für den Ort Miltitz, den Landkreis Meißen und darüber hinaus ein Ensemble von bedeutendem Wert dar, da die historische Entwicklung der Anlage sehr gut nachzuvollziehen ist. Als Versinnbildlichung der überkommenen Gesellschaftsform und Herrschaftsordnung besitzt das Rittergut mit seinem historischen Baubestand, dessen älteste Teile auf das 13./14. Jahrhundert zurückgehen, eine große architektur- und sozialgeschichtliche Relevanz. Die Anlage, die von vielen Generationen geprägt wurde, ist Zeugnis historischen Werdens und gibt Auskunft über Lebens- und Arbeitsformen in der Vergangenheit und ist deshalb in ihrer Originalität zu erhalten. In der Baugestaltung spiegeln sich der Anspruch der herrschaftlichen Besitzer und die baukulturelle Leistung der Dorfbevölkerung sowie ihrer Handwerker wider. Eine Beibehaltung der Gutsform ist nur dann gewährleistet, wenn die zugehörigen Gebäude genutzt werden. Glücklicherweise wird ein großer Teil der Bauten, unter ihnen Schloss und Herrenhaus, bewohnt, dadurch ist zunächst die Pflege und Erhaltung der Anlage gesichert. Die landschaftliche Einbindung des Areals und die Einheit von Schlosspark und Esskastanienhain sind zu bewahren. Gestalterisch bedeutsam ist der fließende Übergang der Kastanienallee in die freie Landschaft. Die Einmaligkeit dieser Anpflanzung und das hohe Alter der Bäume geben dem Ort Miltitz eine Besonderheit, die nicht zu unterschätzen ist, da diese Gattung in unseren Breiten sehr selten zu finden ist. In diesem Zusammenhang ist die Blickbeziehung zu nennen, die von der nordöstlichen Begrenzung des Kastanienhains in die freie Landschaft (Richtung Roitzschen) gegeben ist. Bauliche Maßnahmen würden einen Eingriff in das bestehende reizvolle Landschaftsbild bedeuten und sind deshalb zu vermeiden. Auf Grund des Gewichtes der genannten einschlägigen Schutzgründe (Denkmalfähigkeit) liegt für den Erhalt der Sachgesamtheit Schloss, Patronatskirche und Rittergut Miltitz ein öffentliches Interesse (Denkmalwürdigkeit) vor.
6. ↑  Einzeldenkmale der Sachgesamtheit Schloss, Patronatskirche und Rittergut Miltitz:

Ehemals Schloss und Rittergut. Stammsitz der mit Dietrich von Miltitz 1186 erstmals genannten Sippe, im 17. Jahrhundert und bis 1710 Eigentum der Familie von Luckowin, dann bis 1945 der Familie von Heynitz.

Im Westen sehr großer Gutshof mit Wirtschafts- und Wohnbauten des 18. und 19. Jahrhunderts, südlich das Pächterhaus, bezeichnet mit 1836. Östlich der kleine, nach Norden offene und dort durch eine Terrasse begrenzte Schlosshof. Sein westlicher Bau, das ehemalige Herrenhaus, besteht aus drei verputzten Sattel- und Walmdachbauten, zwei- und dreigeschossig, der Hauptbau auf baulicher Grundlage des 13./14. Jahrhunderts, an der Hofseite Rundbogenportal und Fenstergewände in Sandstein, um 1660, am Südgiebel Fenstergewände des späten 16. Jahrhunderts. Im Erdgeschoss Halle mit Kreuzgratgewölben und Abgang in ausgedehnte mittelalterliche Kelleranlagen, im Zwischengeschoss Vorraum mit barocker Bretter-/Leistendecke, im zweiten Obergeschoss Gang mit Wandmalereien des Späthistorismus.

Am verputzten Nordflügel an der Hofseite Portal mit Quaderung, bezeichnet mit 1663, darüber Wappen, im Westteil Raum im Erdgeschoss mit Zellengewölbe, Anfang 16. Jahrhundert, im Obergeschoss Fachwerkwände. Turmbau im Süden abgebrochen (Dehio Sachsen I, 1996).

Schloss: Flügel mit Obergeschoss Fachwerk, gequadertes Rundbogenportal, darüber Allianzwappen, im Erdgeschoss Raum mit Zellengewölbe.

Herrenhaus: massiver Flügel, mittlerer dreigeschossiger Teil mittelalterlich, im Erdgeschoss Halle mit Kreuzgraten, ausgedehnte mittelalterliche Kelleranlagen, Schloss (1663) geht auf das 13. Jahrhundert zurück, in jüngster Zeit von außen stark überformt, T-förmiger Grundriss, innen: teilweise sehr alte Gewölbe, Zellengewölbe, seitlich Rundbogeneingang mit Kartusche und Doppelwappen Schlosspark mit Platanen, Linden, Eschen und Stieleichen.
7. ↑  Einzeldenkmale der Sachgesamtheit Schloss, Patronatskirche und Rittergut Miltitz:

Evangelische Pfarrkirche. Saalkirche, 1738–40, der Turm 1816 errichtet, im ummauerten Friedhof, nordwestlich neben dem ehemaligen Schloss gelegen. Restaurierung 1968 f.

Putzbau mit Steilwalmdach, die Westseite durch ein einfaches barockes Sandsteinportal und symmetrisch angeordnete klassizistische Grabdenkmäler als Eingangsfront betont. Fenster in zwei Reihen, die oberen mit Korbbogen, die unteren rechteckig. Schwerer Turm an der Südseite, über viereckigem Grundriss, mit gedrückter Haube.

Saal mit flacher Decke, an drei Seiten zweigeschossige Emporen in Holz, an der Ostseite nur eine untere Empore, die sich hinter Altar und Kanzel entlangzieht. Die darüberliegende Orgelempore mit ausbauchender Brettbalusterbrüstung von toskanischen Holzpilastern über Postamenten getragen, welche den Altaraufbau und die Kanzel rahmen. In die untere Südempore verglaste Herrschaftsloge eingebaut. Am Westeingang Vorraum und Betstuben mit Glasfenstern, in den Ecken Emporenaufgänge. Sakristei und Nebeneingänge hinter dem Altar.

Ausstattung: Vom Vorgängerbau übernommen der Altaraufsatz aus Sandstein, partiell farbig gefasst, 1622 von Melchior Kuntze, ebenso die Mensa, predellaartiger Unterbau mit zwei Podesten mit aufgemalten Bibelsprüchen und seitlich angesetzten Konsolen, in der Mitte ovales Feld mit Reliefdarstellung des Abendmahls. Der mächtige Aufbau mit Pilastern über Postamenten, darüber verkröpfte Gebälkstücke, die den Auszug, einen von kräftigen seitlichen Voluten gestützten Triumphbogen tragen, im Mittelfeld ein bis in den Auszug sich erstreckendes, großes, figurenreiches Relief mit einer Kreuzigungsszene, darüber Auferstehung und Himmelfahrt Christi, auf den Konsolen des Unterbaus Figuren von Moses und Johannes d. T., auf Podesten seitlich am Auszug sitzend die Evangelisten Markus und Johannes, seitlich an den Pilastern hängend je acht Wappen, vor ihnen kniend, die Hände zum Gebet erhoben, die Figuren von Heinrich Abraham von Luckowin, in voller Rüstung, mit Halskrause, und Sybilla von Miltitz mit schwarzem Kleid, weißer Krause und Haube, die erst nach dem Tod Heinrichs, 1639, im Altar zur Aufstellung kamen.

Die einfache Kanzel ist zwischen Altarauszug und dahinterliegender Empore eingeschoben, der Orgelprospekt von der ehemaligen Jahn-Orgel, 1841, das Werk 1946 durch Eule erneuert. An der Südwand Grabdenkmäler aus Sandstein des Georg von Miltitz († 1566) in Rüstung, der Margareta von Miltitz († 1556) mit Schleier, des Johannes von Miltitz († 1595) mit Halskrause, einer Frau von Miltitz († 1591) in weitem Mantel, eines Jungen von Miltitz († 1593). An der südlichen Außenwand des Turmes großes Grabdenkmal aus Sandstein: im unteren Teil drei lebensgroße Reliefs junger kniender, im gleichen Jahr 1690 verstorbener Schwestern der Familie von Luckowin, in gleicher Haltung und Zeittracht, die Gestalten durch Pilaster mit Blütengehänge voneinander getrennt, im oberen Teil über einem Gesims große Inschrifttafel mit reicher barocker Rahmung, welche an eine vierte Schwester, Johanna Sibylla von Heynitz († 1751), erinnert, beidseits der Tafel sitzende weibliche Personifikationen der Liebe und der Hoffnung. An der westlichen Eingangsseite gleichartige Grabdenkmäler für weibliche und männliche Mitglieder der Familie von Heynitz, klassizistisch, bezeichnet mit 1846 und 1862, daneben jeweils kleinere Denkmäler mit beschrifteten Schilden über Sockeln, bezeichnet mit 1857 und 1855 (Dehio Sachsen I, 1996).

Saalkirche mit doppelter umlaufender Empore, Südturm von 1816, Grabdenkmäler des 16. bis 18. Jahrhunderts, Friedhof mit Einfriedungsmauer, Eingang flankiert von je einer Blutbuche, älterer Vorgängerbau der Kirche.
8. ↑  Denkmalschutzgebiet Dorf Naustadt:
  - Schutzgüter und Notwendigkeit der Satzung: Aus der Wechselwirkung zwischen bäuerlicher Siedlungsform und der örtlichen Geoökologie entstand ein Ortsbild, welches sich in seiner überkommenen Form hier als Besonderheit erhalten hat. Von großer Bedeutung ist dabei die Struktur des Rundlings, die im Randbereich und im Ringbereich um die Kirche von Bebauung bisher weitgehend freigelieben ist. Erhaltene Gehöfte, die sie umgebenden Freianlagen, Grundstückseinfriedungen, Tore und Brunnen sind dabei als Sachgesamtheiten zu betrachten. Diese Struktur würde ohne den Schutz einer entsprechenden Satzung nicht erhalten bleiben, wie bereits neu erbaute Beispiele als Einzelfälle beweisen. Durch den Wandel der Lebens- und Arbeitsweisen ist ohne Schutz eine nachhaltige Veränderung der historischen Dorfstruktur zu befürchten. Eine den Charakter des Ortsbildes verändernde Verdichtung der Bebauung wäre über den § 34 BauGB nicht zu verhindern. Ein denkmalschutzrechtliche Beurteilung und Genehmigung der Bautätigkeit auf der Grundlage dieser Satzung ist deshalb das einzige wirksame Instrument zur Bewahrung und Einhaltung der Schutzziele.
  - Quellen:
    - Gurlitt, Cornelius: „Beschreibende Darstellung der älteren Bau- und Kunstdenkmäler in Sachsen“, Heft 41, Amtshauptmannschaft Meißen-Land, Dresden 1923
    - Hofmann, Karl Julius: „Das Meißner Niederland in seinen Naturschönheiten und Merkwürdigkeiten oder das Sächsische Italien“, Leipzig, Dresden 1844
    - Machatschek, Eduard: „Die Geschichte der Bischöfe des Hochstiftes Meißen“, Dresden 1884
    - „Neue Sächsische Kirchengalerie – Die Parochie Naustadt“
    - Neef, E.: „Die naturräumliche Gliederung Sachsens“, in Sächsische Heimatblätter 6/1960
    - Kühne, A. und Ranft, A.: Geschichten und Geschichte in und um Wilsdruff, Wilsdruff 1930/1931
    - Schumann, Rudolf: „An der alten Silberstraße von Scharfenberg und Munzig nach Freiberg“, in: „Mitteilungen des Landesvereins Sächsischer Heimatschutz“, Heft 5/8, 1939
    - „Landschaftsschutzgebiet Linkselbische Täler zwischen Dresden und Meißen“, Meißen 1989
    - Hinweise zu Literatur und Ortsgeschichte durch Bewohner der Gemeinde Scharfenberg
9. ↑  Kirche Naustadt:

Saalkirche mit Empore, Kanzel (Renaissance, Parallelen zur Kanzel in Lommatzsch), klassizistischer Altar mit Heiligem Abendmahl (Sandstein), Renaissance-Grabmäler, ein barockes Grabmal, im Chor Kreuzrippengewölbe, Decken im Schiff abgehängt (?), teilweise Jugendstilfenster, Südportal barock.

Evangelische Pfarrkirche. 1346 eine Kirche genannt, 1591–98 Neubau der Saalkirche, Patronatskirche mit Grablege derer von Miltitz auf Scharfenberg und Batzdorf. 1717 Neubau des Westturms, Portal und Glockengeschoss mit Spitzhelm nach Brand von 1847. Außenrestaurierung 1897 mit romanisierender, für den Charakter des Baus bestimmender Putzgliederung. Innenrestaurierung 1902, erneute Innenrestaurierung 1981/82.

Putzbau, der eingezogene Chor mit 5/8-Schluss und Strebepfeilern, hohes Satteldach, die Fenster mit jeweils zwei Rundbögen über einem Mittelpfosten, in Sandstein, schmal profiliert, überfangen von einem gemauerten Stichbogen, ihre Laibungen nach außen und innen geschrägt. An der Südwestecke Inschriftstein mit Baudatierung 1595. An der Südseite Vorhalle mit Schopfwalmdach von 1895, das Portal wohl 1821 aus nicht mehr verwendeten verzierten Sandsteinpilastern u. a. Architekturteilen des 1606 aufgestellten, 1817 umgebauten Altars der Kirche zusammengesetzt, das innere Portal der Vorhalle in Renaissanceformen, aus der Bauzeit. Das Dach des Chores niedriger als das Hauptdach und über den nördlichen Choranbau geschleppt. An der Nord- und Südseite unterschiedlich große, zweigeschossige Anbauten als Sakristeien und Herrschaftsemporen, mit separaten Treppenaufgängen, der südliche, ein außen polygonal vortretender Wendelstein, mit Giebeldach und einem äußeren Portal, dessen flankierende, mit je acht Wappen besetzte Sandsteinpilaster ebenfalls Teile des o. g. 1817 veränderten Altars sind.

Westturm mit kräftigem Sockelprofil, rundbogiges Westportal, hohes Glockengeschoss und Spitzhelm.

Geräumiger Saal, an seiner flachen Putzdecke umlaufender Fries mit hölzernen profilierten Rechteckrahmen, die Deckengestaltung, die dreiseitig umlaufende Holzempore mit bemalten Brüstungen, das barockisierende einheitliche Gestühl und die farbige Schablonenmuster-Verglasung der Fenster sind Ergebnisse der Restaurierung von Woldemar Kandler, 1902.

Der zweijochige Chor mit reichem nachgotischem Netzgewölbe öffnet sich in einem großen Korbbogen mit gemalten Quadern, in seinen drei Ostfenstern farbige Glasgemälde. Das Chorgewölbe zur nördlichen Herrschaftsempore in zwei Rundbögen über einer marmorierten toskanischen Säule geöffnet, dahinter ein zweijochiger Raum mit Kreuzgratgewölbe und Ostfenster, nach vorn durch eine Brettbalusterbrüstung begrenzt, im Raum darunter die alte Sakristei, gewölbt, mit einer Mensa wohl des Vorgängerbaues seitlich die Emporentreppe. Zur Südempore ist der Chor mit nur einem Bogen geöffnet, der Raum ebenfalls kreuzgratgewölbt, seine Holzbrüstung aus dem frühen 17. Jahrhundert mit Rankenschnitzerei, in den Füllungen aufgemalte Bibelsprüche. Unter der Südempore die neue Sakristei mit Kreuzgratgewölbe.

Ausstattung: Altar aus Sandstein, 1606 von Hans Köhler d. J., ursprünglich Epitaphaltar, gestiftet von Magdalene von Pflugk für ihren 1600 verstorbenen Gemahl Ernst Wilhelm von Miltitz, 1817 verändert und dabei vereinfacht, sein Unterbau mit zwei Podesten, darüber der Aufbau mit zwei korinthischen Säulen mit Beschlagwerk, zwischen den Säulen großes Relief mit ausdrucksvoller Darstellung des letzten Abendmahls vor einer Arkadenarchitektur, das Haupt Christi erscheint vor einer Draperie, die vorderen Figuren des Reliefs sind nahezu vollplastisch gearbeitet, die Szene überspielt die unteren Teile des Rahmens, auf einer Inschrifttafel unter dem Relief die Einsetzungsworte. Auf dem Gebälk des Retabels kniend und anbetend die Statuetten des Ernst Wilhelm von Miltitz und der Magdalene von Pflugk vor einem bekrönenden vergoldeten Kreuz, geschmiedetes Altargitter, um 1730. Kanzel, links am Chorbogen, aus Sandstein, partiell farbig und gold gefasst, 1596 von Hans Köhler d. Ä., der Korb über einer toskanischen Säule mit Podest, den ein Löwenkopf und Diamantquader schmücken, die Brüstung dreigeteilt, im Mittelfeld Pfingstdarstellung mit den Jüngern, dem Hl. Geist und einer sitzenden Frau mit aufgeschlagenem Buch, wohl als Personifikation der Kirche, in den Seitenfeldern Wappen derer von Miltitz, von Schleinitz und von Pflugk, Stifterinschriften und solche mit Bibelversen, über dem Fußgesims das Wappen des Bildhauers in Kartusche, auf der Brüstung der steinernen Kanzeltreppe Bibelsprüche und Inschriften, die Dietrich von Miltitz d. Ä. und Ernst Wilhelm von Miltitz, Vater und Sohn, als Stifter nennen, mit Datierung 1596. Taufstein aus Sandstein, ebenfalls partiell gefasst, von Hans Köhler d. Ä., 1597, sechseckig, am Fuß des Schaftes Kinder mit den Leidenswerkzeugen Christi, am Becken vertiefte Rechteckfüllungen mit Reliefs: Flucht der Kinder Israel, voran Moses mit Stab, Untergang der ägyptischen Reiter im Roten Meer, Taufe Christi im Jordan, Christus segnet die Kinder, dazwischen Wappen derer von Miltitz und ihrer Frauen. Großer Orgelprospekt aus drei zylindrischen Türmen und zwei Rücklagen, um 1800, das Werk von Jahn um 1900. In der neuen Sakristei kleines Kruzifix, Sandstein, wohl 15. Jahrhundert.

Im Chor zahlreiche Grabdenkmäler, herausragend das große pompöse Denkmal für den Oberhofmarschall Alexander von Miltitz auf Scharfenberg (1657–1738), aus Sandstein, teilweise vergoldet, laut Inschrift am unteren Saum des Bahrtuches von Johann Joachim Kändler. Der liegende, mit dem Oberkörper aufgerichtete, eine Perücke tragende Aristokrat auf seinem Sterbebett, das auf einem Sarkophag ausgebreitet ist, sein Blick nach oben gerichtet, sein Wappen hinter ihm auf einem Postament aufgestellt, betrauert von zwei weiblichen Personifikationen des Glaubens und der Stärke, ein herabschwebender Engel reicht den Lorbeerkranz und verheißt damit Nachruhm, mit der Rechten verweist er auf das Symbol des dreifaltigen Gottes, damit auf die Erlösung, die Szene wird hinterfangen von einer aufwendigen Vorhangdraperie, aus einem Baldachin entwickelt. Weitere Grabdenkmäler aus Sandstein des Pfarrers Christoph Freitag († 1595) und seines Söhnchens im Totenhemd, des Hans Caspar von Miltitz († 1591), eines Jünglings mit Mantel und Halskrause, des dreijährigen Hans Heinrich Eberhardt († 1606), einer Frau von Hopfgarten († 1570), verschleiert und kniend, des Carl Werner Ernst von Miltitz († 1764) mit Sarkophag und trauernder Frau, des Alexander von Miltitz († 1629) mit großem mehrteiligem Aufbau mit zahlreichen Reliefs, darunter eine Darstellung des Verstorbenen mit gefalteten Händen an einem Pult, auf dem Bücher liegen, eines jungen Miltitz († 1609) im Totenhemd, der Sargen von Miltitz († 1581), in frontaler Haltung, mit Kreuz vor der Brust, der Barbara von Miltitz († 16..) im Totenhemd, des gerüsteten Dietrich von Miltitz († 1600), der Margareta von Miltitz († 1588), frontal mit gefalteten Händen. In der Turmerdgeschosshalle Grabdenkmal des Berggeschworenen Martin Richter († 1626), mit langem Spitzbart, aus Sandstein, an den Außenwänden der Kirche weitere zahlreiche Grabdenkmäler des 16. bis 19. Jahrhunderts (Dehio Sachsen, 1965, S. 366).

Grabmale:
  - Nummer 1: Kriegerdenkmal für die Gefallenen des Ersten Weltkrieges, Bruchsteinsockel, darauf blockhafte Stele aus Rochlitzer Porphyrtuff, pyramidenförmiger Aufsatz mit Eichenlaub und Eisernem Kreuz [neue Inschrifttafeln der Friedensbewegung des späten 20. Jahrhunderts]
  - Nummer 2: Erbbegräbnis Oehmichen, Ende 19. Jahrhundert, Johann Hermann Oehmichen (1811–1880), Rittergutsbesitzer, Franz Max von Oehmichen (1851–1938), Fideikommissherr auf Scharfenberg
  - Nummer 3: Grabmal Fam. Franke, letztes Drittel 19. Jahrhundert, Carl Christian Franke (1808–1867), Gutsbesitzer in Riemsdorf
  - Nummer 4: Grabmal Fam. Grosche, um 1900 (Jugendstil-Inschrift), Ida Grosche, geborene Bärisch (1878–1925), Hugo Grosche (1876–1963)
  - Nummer 5: Grabmal Fam. Naumann, um 1920, Hermann Naumann (1856–1917), Gutsbesitzer, (Grabmal z. Z. abgebaut)
  - Nummer 6: Grabmal Fam. Bärisch, um 1920, Clara Bärisch, geborene Händel (1856–1917) (Grabmal z. Z. abgebaut)
  - Nummer 7: Grabplatte einer Unbekannten (vermutl. Familie von Miltitz), 16. Jahrhundert, mit Frauenfigur, verwittert, an der Kirche
  - Nummer 8: Renaissance-Grabplatte derer von Miltitz, 16. Jahrhundert, mit vier Wappen, verwittert, an der Kirche
  - Nummer 9: Renaissance-Grabplatte (vermutl. Familie von Miltitz), 16. Jahrhundert, ursprünglich mit mehreren Wappen, stark verwittert, an der Kirche
  - Nummer 10: Grabplatte Diterich von Miltitz, gestorben 1600, „Herr uff Batzdorff und Scharffenbergk“, ursprünglich mit mehreren Wappen, verwittert, an der Kirche
  - Nummer 11: Barock-Grabplatte derer von Miltitz, 18. Jahrhundert, mit Kugelreliefs (Sonne?), verwittert, an der Kirche
  - Nummer 12: Barock-Grabplatte derer von Miltitz, 17. Jahrhundert/18. Jahrhundert, mit mehreren Wappen, leicht verwittert, an der Kirche
  - Nummer 13: Renaissance-Grabplatte derer von Miltitz, 1. Hälfte 17. Jahrhundert, mit mehreren Wappen, verwittert, an der Kirche
  - Nummer 14: Grabplatte Alexander von Miltitz, gestorben 1629, verwittert, an der Kirche
  - Nummer 15: Grabplatte Sara Anna von Miltitz, geborene Constable, geborene 1775 zu London, gestorben 1824 zu Görlitz, an der Kirche
  - Nummer 16: Grabplatte Henriette Marianne Friedericke von Miltitz (1801–1817), an der Kirche
  - Nummer 17: Grabplatte Augustine Ernestine von Maltzahn, geborene von Miltitz (1805–1837), an der Kirche
  - Nummer 18: barocke Grabplatte derer von Miltitz, 18. Jahrhundert, mit mehreren Wappen, an der Kirche
  - Nummer 19: barockes Grabmal für Pfarrer Johann Christian Broschans (?), 18. Jahrhundert, geboren 1717, gestorben 1787 (?), an der Kirche
  - Nummer 20: barockes Grabmal an der Kirche, 18. Jahrhundert, Inschrift unleserlich
  - Nummer 21: barockes Grabmal Christoph Fischer (1652–1675), Ende 17. Jahrhundert, an der Kirche
  - Nummer 22: barockes Grabmal Christian Gottlieb Gerlach (1685–17.., unleserlich), Mitte 18. Jahrhundert, an der Kirche
  - Nummer 23: klassizistisches Grabmal eines Unbekannten, 1. Hälfte 19. Jahrhundert, verwittert, an der Kirche

Grabmale die keinen Denkmalwert haben: Grabmal Karl Trebst (1870–1937), Rittergutspächter auf Scharfenberg, neogot. Grabmal Friedrich Gotthelf Töpfer (1800–1859), Gutsbesitzer zu Riemsdorf, neogotisches Grabmal Christiane Auguste Kohlsdorf, geborene Töpfer (1855–1875), neogot. Grabmal eines Unbekannten.
10. ↑  Robschützer Viadukt:

Das Robschützer Viadukt (offizielle Bezeichnung: Viadukt Garsebach) war mit einer Länge von 208,97 Metern und einer maximalen Höhe von 11,60 Metern die längste Schmalspurbahn-Brücke Sachsens. Elf Vollwandträger aus parallelgurtigen Stahlblechen ruhten auf den heute noch erhaltenen 10 Betonpfeilern. Der Ingenieurbau gehörte zur Strecke der sogenannten Lommatzscher „Rübenbahn“, einer bedeutenden Schmalspurbahn zwischen Wilsdruff über Meißen/Triebischtal und Lommatzsch nach Gärtitz bei Döbeln. Das Viadukt überspannte bei Streckenkilometer 18,082 die Triebisch, die Nossener Straße sowie die regelspurige Eisenbahnstrecke Borsdorf–Coswig. Viadukt aufgrund von Streckenlängsneigung und Streckenführung im Bogen gefährlicher und unfallträchtiger Streckenabschnitt (Absturz zweier Güterzüge 1949 und 1962, Ursache jeweils überhöhte Geschwindigkeit durch Vereisung der Heberleinbremse), aus diesem Grund an diesem Streckenabschnitt bereits frühzeitige Stilllegung im Jahr 1966, andere Streckenteile wurden teils noch bis 1972 betrieben, bis 1973 Teilabbruch der Vollwandträger.

Nicht nur bei den holzverkleideten Wartehallen entlang der „Rübenbahn“ kamen Typenbauten der Königlich Sächsischen Staatseisenbahnen zum Einsatz, auch bei den Eisenbahnbrückenbauten dieser Schmalspurstrecke griff man auf Standardlösungen zurück. Während größere Geländeeinschnitte bei sächsischen Schmalspurstrecken oftmals mit Gerüstpfeilerviadukten in Trestle-Bauweise überbrückt wurden, errichtete man kleinere Brücken zumeist aus Stahlblechvollwandträgern auf gemauerten, ab der Jahrhundertwende auch auf Beton-Pfeilern. Die mit über 200 m längste Brücke dieser Konstruktionsart in Sachsen, von der heute nur noch die elf Beton-Pfeiler erhalten sind, überspannte dabei landschaftsbildprägend das Triebischtal bei Robschütz. Die Pfeiler sind damit nicht nur Zeugnisse des ursprünglichen Streckenverlaufs dieser für den Güterverkehr, darunter v. a. die alljährlich wiederkehrenden „Zuckerrübenkampagnen“, bedeutenden sächsischen Sekundärbahn und damit eisenbahngeschichtlich bedeutend, sondern als Bestandteile der beschriebenen Brückenkonstruktion auch von technik- bzw. baukonstruktionsgeschichtlichem Wert.
11. ↑  St. Bartholomäuskirche Röhrsdorf:

 Erhöht über dem großen Dorf aus dem ummauerten Kirchhof aufragend, einheitliche, stattliche Saalkirche, 1737–1739 von Johann Christian Simon erbaut. Putzbau in barocker Ockertönung, der Grundriss völlig symmetrisch, östlich abgewalmtes, mit Fledermausgaupen besetztes Satteldach, Fensteranordnung zweizonig, die Sandsteingewände mit Stichbögen, Eingangsportal an der Südseite. Die Sakristei an der Ostseite 1750 erhöht, um Archiv und Bibliothek einzurichten. An den Längsseiten Herrschaftsbetstuben.

Westlich vorgelegter hoher Turm mit korbbogigem Portal, bezeichnet mit 1738 (bezeichnet im Schlussstein über den Schallluken). Das Portal bildet den Hauptzugang zur Kirche. Im Innern zweigeschossige Holzemporen an drei Seiten. Links und rechts geräumige Herrschaftsbetstuben, Vasenaufsatz einer Stube mit Initialen und Wappen des Patronatsherren Friedrich August von Ponickau, bezeichnet mit 1739. Kanzelaltar 1738 und Taufengel 1738, beides Werke aus der Werkstatt Benjamin Thomaes. 1888 errichtete Orgel von Jehmlich aus Dresden, wohl eine der ersten röhrenpneumatischen Orgeln (Dehio gekürzt und geändert).

Denkmalwerte Grabstätten auf dem Kirchhof:
  1. Schmidt, Theodor Wilhelm, Pfarrer zu Röhrsdorf (gestorben am 18. Oktober im Alter von 75 Jahren), barockes Grabmal, reich verzierte Sandsteinstele mit Inschrift auf Wappen, zwei Figuren, sargförmigem Sockel und Aufsatz, 18. Jahrhundert
  2. Stoeckhardt, Carl Friedrich Gottlieb (1807–1834), Pfarrer, Vertreter der sächsischen Erweckungsbewegung, Grabkreuz mit Inschrift
  3. Pietzsch, Johann Georg (1745–1814), Johanna Christiane (gestorben 1815) und weitere Familienmitglieder, Sandsteinstele mit ovalen Inschrifttafeln, Bedachung und Vasenaufsatz
  4. Pietzsch, Familiengrab, Grabmal mit zwei Inschrifttafeln und Dreiecksgiebel, 1895
  5. Pietzsch, Familiengrab, expressionistisches Grabmal, Stein mit ungewöhnlicher Ornamentik, sternartigem Aufsatz und Medaillon, um 1920
  6. Pietzsch, Franz Horst (1885–1922), Gutsbesitzer und Minna Anna (1887–1971), Reformgrabstein mit Inschriftenoval und Voluten
  7. Prinzessinengräber, drei Grabsteine mit Inschriften, 1916,1917 und 1946
12. ↑  Sachgesamtheit Rothschönberger Stolln:

Der Stolln diente der Entwässerung der Freiberger Gruben. 1838 veröffentlicht S. A. W. v. Herder ein Projekt eines „Tiefen Meißener Erbstollns“, hierzu wurden vier Varianten entwickelt. Nach Herders Tod griff Regierungsrat K. G. A. v. Weißenbach das Stollnprojekt auf. Die Variante 1 Herders wurde wesentlich beibehalten, der Stolln wurde jedoch ca. 90 m höher gelegt als ursprünglich vorgesehen, wodurch der Stolln bei Rothschönberg austrat. Der Bau des Rothschönberger Stollns begann 1844 mit dem Abteufen der Lichtlöcher, der Errichtung der Förder- und Wasserhaltungsanlagen an den Lichtlöchern sowie der Bergschmieden, Mannschaftsräume und Pulverhäuser sowie der Verwaltungsgebäude. Der letzte Durchschlag erfolgte am 21. März 1877 zwischen dem 8. Lichtloch und dem Schacht Oberes Neues Geschrei. Am 12. April 1877 floss erstmals Wasser des Freiberger Reviers auf dem Stolln ab.

Betriebszeiten: 1877–1913 (bis zum Einstellen des Bergbaus), 1914 bis 1968 diente er dem Kavernenkraftwerk Dreibrüderschacht als Abzugsstollen des verbrauchten Kraftwassers, 1935 bis 1969 wiederum Abfuhr der Freiberger Grubenwasser, weiterhin ermöglicht der Stolln bis heute der TU Bergakademie Freiberg den Betrieb der Lehrgrube bis in etwa 230 m Tiefe. Technische Angaben: 28,9 km Länge des Haupttraktes, Tiefe 94 bis 152 m, acht Lichtlöcher (Wagenbreth, Ottfried).

Der Rothschönberger Stolln wurde ab 1844 bis 1877 von Rothschönberg bis Halsbrücke etwa 14 km lang auf Staatskosten, im Bergrevier mit Verzweigungen zu allen wichtigen Gruben – insgesamt 51 km lang – auf Kosten der einzelnen Gruben vorgetrieben. Er liegt etwa 100 m tiefer als der bis dahin tiefste Freiberger Stolln und war damals für die weitere Existenz des Freiberger Bergbaus notwendig, indem er dem Grundwasser eine 100 m tiefer gelegene Abflussmöglichkeit bot und diese Tiefe gleichzeitig den Einbau weiterer Wasserkraftmaschinen ermöglichte, mit denen man das in noch größeren Tiefen zufließende Wasser heben wollte. Der Rothschönberger Stolln hat technikgeschichtlich als seinerzeit längster Tunnelbau der Welt überregionale Bedeutung (Ottfried Wagenbreth: Substanz- und Strukturschutz, singuläres und Flächendenkmal. S. 74 f.).
13. ↑  Dorfkirche Rothschönberg:

Schloss und Kirche, beide mittelalterlichen Ursprungs, erheben sich, durch einen Graben getrennt, auf dem rechten Hochufer des Triebischtals. Einfache Saalkirche mit Südturm von 1829 unter Einbezug von Teilen des spätgotischen Vorgängerbaus. Umgestaltung des Äußeren und Inneren 1883 durch Woldemar Kandler, Außenrestaurierung 1991.

Putzbau mit dreiseitigem Ostschluss, flachgeneigtem Satteldach und Stichbogenfenstern, Eingangsportal im Westen. Breiter Turm, sein klassizistisches Portal mit den Initialen des Patronatsherrn, bezeichnet mit 1829, der Turmaufbau mit Spitze von 1883.

Schlichter flachgedeckter Saal, im Westen Orgelempore, südlich im Chor Herrschaftsempore, die in das erste Turmobergeschoss eingreift.

Ausstattung: Auf der spätgotischen, vom Vorgängerbau übernommenen Mensa reicher, frühbarocker, ebenfalls aus der älteren Kirche stammender Epitaphaltar der Freiberger Schule, aus Holz, der Architekturaufbau schwarz und gold gefasst, die Reliefs und Figuren polychrom, für Hans Dietrich von Schönberg († 1622) und Maria Agnes von Ponickau († 1613), wohl von Bernhard Ditterich, um 1622. Triumphbogenarchitektur, im Bogenfeld zwischen den Säulen ausdrucksstarkes Relief mit Darstellung des Abendmahls in einem Architekturraum, die vorderen Figuren fast vollplastisch. Auf dem Gebälk Relief mit Kreuzigungsdarstellung, der Rahmen im Knorpelstil, flankiert von zwei Posaunenengeln, als Abschluss Figur des segnenden Salvator mundi, an den Seiten des Triumphbogens je ein Flügel mit kleinerer Stellung von Säulen, dazwischen Inschrifttafeln, bezogen auf Hans Dietrich und Maria Agnes, die davor als kniende Statuetten in Gebetshaltung auf flachen Voluten erscheinen. Zwischen den Voluten Kartusche mit Rahmen in Knorpelwerk, deren lateinische Inschrift Rachael von Einsiedel, die zweite Gemahlin des Hans Dietrich von Schönberg, als Stifterin des Altars nennt, letztere ist ebenfalls als Statuette neben Maria Agnes dargestellt, darüber hinaus zwei Töchter. An Säulen, Postamenten und Gebälken zahlreiche Adelswappen.

Vor dem Altar Eisengitter, bezeichnet mit 1793. Hinter dem Altar zwei Grabdenkmäler in symmetrischer Aufstellung von 1883 für Kaspar Dietrich von Schönberg († 1673) und Hans Heinrich von Schönberg († 1718), kraftvoll barocke Gegenstücke aus Sandstein, farbig gefasst, die Verstorbenen im Hochrelief, in voller Rüstung stehend, mit pathetischem Ausdruck, von Säulenstellungen mit Segmentgiebelaufsätzen umfangen, weitere Denkmäler in Sandstein für Elisabeth von Schönberg († 1580) im Flachrelief, mit langem Mantel, für Magdalene Isabella von Schönberg († 1698), für o. g. Hans Heinrich und Kaspar Dietrich, die auch zweite Denkmäler besitzen, für Maria Elisabeth († 1690) und Karl Rudolph von Schönberg († 1677), für Charlotte Wilhelmine von Schönberg († 1790) und für Nikolaus von Schönberg († 1592) mit langem Vollbart, weiterhin zwei Bronzetafeln, bezeichnet mit 1611 und 1622 (Dehio Sachsen I, 1996). Saalkirche (älterer Kern) mit altem und neuem Friedhof.
14. ↑  Einzeldenkmale der Sachgesamtheit Schloss Rothschönberg:

Ältester erhaltener Teil aus dem 15. Jahrhundert: Süd-Ost-Bau mit Rundbastion, im Hof Treppenturm, Süd-Flügel mit Eingangstor von 1651–1659. West-Flügel von 1738, Kapelle in der Nord-West-Ecke, um 1500, ursprünglich wohl frei stehend. Der Ursprung der befestigten Anlage, des Stammsitzes des Geschlechts derer von Schönberg aus ältestem meißnischen Adel, findet sich in der Zeit der Ostkolonisation im 11./12. Jahrhundert, erste Nennung 1254.

Sie erhebt sich über dem Nordhang des Triebischtals und dem Ostabfall eines Seitengrabens und wird durch künstliche Gräben vom südlichen und westlichen Hinterland isoliert. Gebäude von zwar verschiedener, doch dem Ganzen sich unterordnender Art aus dem 15. bis 18. Jahrhundert umschließen einen unregelmäßigen, im Nordosten abgeschrägten Rechteckhof.

Die unteren Teile des Nordflügels, ehemalige Brauerei, gehören einschließlich ihrer Kelleranlagen zum ältesten, in das 14./15. Jahrhundert zu datierenden Bestand. Wichtigster Teil ist der südlich anschließende Winkelbau in der Südostecke, die eigentliche Burg, mit baulichem Kern des 15. Jahrhunderts, ausgebaut und erweitert zum einfachen Schloss seit dem 16. Jahrhundert, mit einer schweren Rundbastion an der südlichen Außenfront. Der Südflügel mit der Tordurchfahrt zum Hof 1651–59 durch Caspar Dietrich von Schönberg erbaut, der Westflügel über älterem Bestand 1738 von Hans Dietrich von Schönberg. In der Nordwestecke des Hofes die Kapelle, um 1500, ehemals in isolierter Position, anschließend der Nordbau mit Ställen und der ehemaligen Bibliothek im Obergeschoss, jetzt Gemeindeamt, um 1744 unter Hans Dietrich von Schönberg errichtet. Erneuerungen v. a. der Putzfassaden und der Dächer, um 1960/70.

Der Winkelbau dreigeschossig, mit Satteldach, an der Südseite der Rundbastion großer gotischer Wappenstein des 15. Jahrhunderts mit Schönbergwappen, im Innenwinkel der Anlage achteckiger Treppenturm des frühen 16. Jahrhunderts, seine Höhe 1871 reduziert, vom Hof durch ein gequadertes Rundbogenportal zugängig, darüber farbiges Tonrelief einer florentinischen Madonna mit Kind in Art des Luca della Robbia, wohl unter Egon von Schönberg nach 1870 angebrachte Kopie, die Fenster des Turms zum Teil schräg gestellt, sein Inneres kreisrund, mit Wendelstein, in der Bastion Kreuzgewölbe, das sich gegen den Speisesaal im ersten Obergeschoss öffnet, dem Saal nach Süden im 19. Jahrhundert eine Terrasse vorgelegt, die den Schlossgraben überbaut.

Zweigeschossiger Südflügel, ebenfalls mit Satteldach, im Westteil Torhalle (Hofeinfahrt) mit unregelmäßigem Kreuzgratgewölbe, seitlich über dem äußeren Tor großes Sandsteinrelief mit Wappen derer von Stange, von Schönberg, von Ende, darüber Inschriftstein, bezeichnet mit 1659, in der südlichen äußeren Front des Flügels, zum Schlossgraben, bastionsartiger rechteckiger Steherker mit schlichtem Giebel. Der Westbau zweieinhalbgeschossig, mit abgewalmten Satteldach, und schlicht verputzten Fassaden, an der Hofseite sieben, zur Parkseite neun Fensterachsen. Die Kapelle weitgehend eingebaut, mit zwei Rundbogenfenstern, in der zum Hof offenen Vorhalle zwei spätgotische, vom alten Herrenhaus in Tanneberg (Kreis Meißen) stammende Sandsteinportale, versetzt unter dem 1870 konvertierten Egon von Schönberg, der die Kapelle um 1880 restaurieren und den katholischen Gottesdienst wiederaufnehmen ließ. Hoher spätgotischer Raum mit dreijochigem Kreuzrippengewölbe mit Schlussstein, Zugang von Süden, im Westen erdgeschossiger Raumteil mit Kreuzgratgewölbe, darüber Orgelempore mit einfachem Deckenstück. Kleiner neugotischer Altar, sein steinernes Antependium mit Schönbergwappen um 1880.

Vom Schlosspark v. a. der künstlich um 1789 angelegte Wall erkennbar, auf dem sich die Lindenallee, ehemals mit einem Pavillon im Norden, als Point de vue, entlang zieht. Von dem ehemaligen Rittergut nur die langen Züge der Einfriedungsmauern aus Bruchstein erhalten (aus Dehio Sachsen I).
15. ↑  Schloss Scharfenberg:

Die einstige Burg diente wahrscheinlich als befestigter Ausgangspunkt bei der Kolonisierung slawischer Siedlungsgebiete. Eine vermutliche Gründung um 930 unter König Heinrich dem Vogler kann nicht schriftlich nachgewiesen werden. Aus dieser Zeit ist heute nur noch das (nachträglich aufgemauerte – M. E.) Fundament des mächtigen Bergfriedes in der Mitte des Hofes erhalten. Die Burg sollte vor allem den Handelsweg und die reichhaltigen Silbervorkommen in der Umgebung schützen. In einer Urkunde 1227 als Castellum erwähnt, 1288 als Castrum bezeichnet, war sie von 1338 bis 1941 im Besitz einer der führenden sächsischen Adelsfamilien, derer von Miltitz.

Nach der Eroberung der Burg und ihrer Teil-Zerstörung durch die Schweden im Dreißigjährigen Krieg wurde durch Haubold von Miltitz 1654 ein umfassender Um- und Ausbau im Renaissancestil vorgenommen. Dieser hat sich in seiner Form bis heute erhalten. Nur der zur Elbseite gelegene imposante Palas brannte nach einem Blitzschlag im August des Jahres 1783 ab.

Im ersten Viertel des 19. Jahrhunderts wurde Scharfenberg für kurze Zeit ein blühendes Zentrum der Romantik. Dietrich von Miltitz und später Karl Borromäus von Miltitz (1781–1845) versammelten um sich die führenden Köpfe der deutschen Romantik (1812–1824). Novalis, Friedrich de la Motte Fouqué, Johann August Apel, E.T.A. Hoffmann, Theodor Körner und andere Zeitgenossen fanden sich in den Schlössern Scharfenberg, Siebeneichen, und Batzdorf zum sogenannten „Scharfenberger Kreis“ zusammen.

Schloss Scharfenberg war wegen seiner wildromantischen Lage vor allem für die Maler jener Zeit ein Anziehungspunkt. Ferdinand Oehme (Schloss Scharfenberg bei Nacht, 1827, Nationalgalerie Berlin), der Norweger Thomas Fearnley, Christian Clausen Dahl und Caspar David Friedrich gehörten zu den gern gesehenen Gästen der Kunst und Kultur liebenden Familie von Miltitz. Eine Vielzahl von Bildern, historischen Zeichnungen und grafischen Blättern zeugen von der Beliebtheit des Schlosses und seiner Umgebung während dieser Epoche. Nach 1945 wohnten im Schloss Um- und Aussiedler. Danach diente es als Heimatmuseum.
16. ↑  Wegestein in Seeligstadt:

Die Wegweisersäulen wurden nach einer Anweisung von 1820 durch die Kommunen zuerst in Holz und später in Stein errichtet. Bis 1840 wurden Entfernungsangaben in Wegstunden (1 St. = 4,531 km) und ab 1875 Kilometerangaben zu den benachbarten Orten – auf den damaligen Hauptwegen und in der damaligen Schreibweise der Orte – verwendet bzw. zum Teil auch der Ortsname des Standortes, z. B. mit der Bezeichnung „Commun“ (für Kommune), und die Jahreszahl der Errichtung/Anfertigung angegeben. Das Material ist in der Regel heimischer Sandstein in regionaltypischer Gestaltungsform. Des Weiteren fallen noch Flursteine und Ortstafeln unter diese Kategorie. Diese kleinen Steine markierten an den damaligen Hauptwegen um 1900 die Ortsgrenzen bzw. Grenzen zu Rittergütern und den Staatsforstrevieren mit der den Orts-, Ritterguts- bzw. Staatsforstrevierangaben auf den jeweiligen Seiten bzw. zum Teil auch der Jahreszahl. Im Unterschied zu Grenzsteinen tragen sie kein Grenzkreuz (Kaiser, André, Forschungsgruppe Kursächsische Postmeilensäulen).
17. ↑  Preiskermühle in Semmelsberg:

Wassertechnische Anlagen von Osten nach Westen: Wehr an der Kleinen Triebisch Streichung 2017, Mühlobergraben, Mühlteich und Mühluntergraben. Der Mühlobergraben verläuft vom Wehr an der Kleinen Triebisch (zwischen Flurstück 47 und 168, Gemeinde Klipphausen, Gemarkung Oberpolenz) bis zur Mühle, dabei zumeist (bis auf das Flurstück 39, Gemarkung Semmelsberg) über das Gemeindegebiet Klipphausen, Gemarkung Oberpolenz, der Mühluntergraben von der Mühle bis zum Grundstück „Zur Preiskermühle 10“, Gemarkung Semmelsberg, Flurstück 36f. Der Mühlteich befindet sich östlich und in unmittelbarer Nähe der Gebäude (Flurstück 39, Gemarkung Semmelsberg). Mühlteich mit Wasser (1993 ohne Wasser), Mühlgraben führt 2017 kein Wasser.

1548 wird die Mühle erstmals als „Neue erbaute mulen“ im Lehnsbrief des Magnus von Bernstein vom Rittergut Polenz durch Kurfürst Moritz erwähnt. Im Jahre 1551 wird der Ort Semmelsberg, in dem sich die Mühle befindet zum ersten Mal mit „Dye Leute yhm Semels Grunde“ erwähnt. Ein direkter Bezug zu Mehlmühlen kann hergestellt werden, da „semel“ in damaliger Zeit „feines Weizenmehl“ bedeutete. Es ist demnach sehr wahrscheinlich, dass der Ort Semmelsberg seinen Namen von den hiesigen Mühlen (ehemalige Niedermühle) heutige Grundmühle und Preiskermühle (ehemalige Obermühle, bzw. Thomas von Bernsteinsmühle) bekam. 1588 wird das Rittergut Polenz in Nieder- und Oberpolenz geteilt. Thomas von Bernstein erbte mit dem Niederpolenzer Rittergut die heutige Preiskermühle. In der ersten Karte der Gegend von Matthias Oeder aus dem Jahr 1589 (sogenannte Ur-Oeder) ist sie als Thomas von Bernsteinsmülle eingetragen.

Nach vielen verschiedenen Besitzern des Rittergutes Niederpolenz wird im Jahr 1723 die Mühle an Hans Freymann für 350 Gulden verkauft. Dieses Datum ist auch im Schwellbalken des Hauptgebäudes verewigt.

Die Familie Frey(mann) besitzt die Mühle bis ins Jahr 1789. In diesem Jahr kauft Johann Gottlob Preusker (Preisker) aus Sachsdorf die Mühle für 2000 Gulden. Johanne Rosine Preisker kauft im Jahr 1843 kaufte den Reihenschank von der Gemeinde Semmelsberg und erwarb somit das Recht eine Schankwirtschaft zu betreiben. 1889 wird die Müllerei aufgegeben und das Hauptgeschäft als Ausflugslokal ausgebaut.

1922 wird das Oberschlächtige Rad auf eine Francisturbine (Typ LNO III der Meissner Firma Schindler & Grünewald) mit einem Nutzgefälle von 6 m und einem Durchlass von max. 120 l/s umgestellt. 1985 Einstellung des Gaststättenbetriebes, von 1998 bis 2003 Leerstand und Verwahrlosung. Ab 2003 neue Besitzer, Stopp des Verfalls, seit 2004 wieder bewohnt, Umnutzung des eingefallenen Saalanbaus in Werkstatt für Möbelrestaurierung. 2006 Beginn der denkmalgerechten Sanierung des Seitengebäudes (aus dem Internet, Homepage der Mühle).
18. ↑  Dorfkirche Sora:

Auf einer Anhöhe in ummauertem Kirchhof gelegen. Stattlicher Saalbau von 1769 unter Einbeziehung von Außenmauern des (spätmittelalterlichen) Vorgängerbaus. Turmunterbau bereits 1730 laut Inschrift am Westportal, das zweite Geschoss 1769 zusammen mit der Kirche, das dritte 1793. Putzbau mit geradem Ostschluss, stichbogige Fenster je Achse zweireihig übereinander, mit Sandsteingewänden. Westturm trotz verschiedener Bauzeiten von einheitlichem barockem Gepräge, der Helm neubarock, 1886. An der Ostseite Sakristei laut Inschrift 1877 (Dehio 1874). Im Nordosten ehemalige Herrschaftsloge mit Aufgang. Toranlage mit Torpfeilern und Vasen sowie mit schmiedeeisernem Gitter (Dehio gekürzt und geändert). An Fassade historische Sonnenuhr mit Datierung 1686, restauriert 2002. Die Orgel der Kirche ist eine mechanische Orgel aus dem Jahre 1874 von Nikolaus Jahn und Sohn Julius, restauriert 2007.

Denkmalwerte Grabstätten auf dem Kirchhof:
  1. Schönhals, Ruhestätte, klassizistisches Ädikulagrab mit Säulen und Dreiecksgiebel, Relief mit Händen, Sockel mit Ornamentik und Inschrift, Mitte 19. Jahrhundert
  2. unbekannt, klassizistische Grabstele mit Säulen, Bedachung und Blattwerk, Relief Engelsfigur auf Tumba, Mitte 19. Jahrhundert
  3. Borsdorf, Carl Gottlieb (gestorben 1845), klassistischer Stein mit Giebelbedachung auf Postament, Bedachung mit Akroterien verziert
  4. unbekannt, neogotische Grabstele, Maßwerkform aus Säule, Kielbogen, Kreuzblume und Krabben, Relief mit Händen, 2. Hälfte 19. Jahrhundert
  5. Wätzel, Familiengrab, hoher und markanter neogotischer Stein, Säulen, Maßwerk, Inschriften und Aufsatz, Sockel mit verschiedenen Darstellungen, Mitte 19. Jahrhundert (lesbare Daten 1818, 1842 und 1852)
  6. unbekannt, neogotischer Stein mit Spitzbogen, Sockel einschließlich Rahmung und gesenkter Fackel an der Seite, 2. Hälfte 19. Jahrhundert
  7. unbekannt, neogotischer Stein mit Säulen, Maßwerk und zwei Inschrifttafeln, 2. Hälfte 19. Jahrhundert
  8. Tamme, Johann Gottlieb (gestorben 1813), Pietzsch, Johann Gottfried und andere, klassizistische Grabstele, 3. Viertel 19. Jahrhundert (lesbare Daten 1824, 1835)
  9. Börner, klassizistischer Stein, Mitte 19. Jahrhundert (lesbare Daten 1851, 1889)
  10. unbekannt, klassizistischer Stein, Vase und figürliche Darstellung im Relief, 3. Viertel 19. Jahrhundert

Grabmäler werden bereits bei Gurlitt summarisch erwähnt, darunter das Grabmal des Kirchenvaters Johann Gottlieb Tamme (gestorben 1813).
19. ↑  Rittergut Tanneberg:

Ehemals Rittergut. Im Spätmittelalter Besitz des Klosters Altzella (e Nossen-Zella), im 16. und 17. Jahrhundert der Freiberger Bergherren von Alnpeck, im 18. Jahrhundert derer von Schönberg, die 1744 das Herrenhaus neu erbauten.

Herrenhaus, ein dreigeschossiger Putzbau mit Mansardwalmdach, die Hauptfassade östlich zum Gutshof mit 12 Fensterachsen, die Fenster rechteckig, die kleineren Fenster des niedrigeren zweiten Obergeschosses mit Stichbögen, das Sandsteinportal ebenfalls mit Stichbogen, am Schlussstein Wappen derer von Schönberg. Zwei nahezu gleichartige zweigeschossige verputzte Flügelbauten mit flachen Walmdächern und Rundbogenfenstern, der südliche Anfang 19. Jahrhundert, der nördliche im Kern 16. und 17. Jahrhundert, 1879 umgebaut, mit zwei spitzbogigen Portalen des frühen 16. Jahrhunderts und Wappenstein derer von Alnpeck, bezeichnet mit 1615 an der Hoffront. Im Südosten langer Stalltrakt, bezeichnet mit 1854, im Nordosten des Gutshofes zwei Wirtschaftsgebäude des 18. Jahrhunderts (Dehio Sachsen I, 1996).

Beiderseits des Hauptgebäudes zweigeschossige Flügel. Das Herrschaftshaus stammt von 1744. Der linke Flügel wohl aus dem Anfang des 19. Jahrhunderts Der rechte Flügel aus dem beginnenden 17. Jahrhundert. Er wurde laut Inschrift 1879 von C.W. von Schönberg-Pötting umgebaut. Das alte Wappen der Alnpeck und von Sommerlatt (?), bezeichnet mit 1615, ist auf der hofseitigen Wand eingemauert. Außerdem bezeichnet mit 1770. An der hinteren Ecke zeigen sich die Fasen des 17. Jahrhunderts. Ursprünglich mit zwei gotischen Toren, die 1879 in die Vorhalle der Schlosskapelle von Rothschönberg eingebaut wurden.

„Die Ersterwähnung des Rittergutes geht auf das Jahr 1438 zurück. Die Besitzer wechselten einige Male. So hat nach der Familie von Heynitz im Jahr 1501 die Familie von Staupitz das Gut übernommen. 1660 kaufte es Moritz Heinrich von Miltitz. Um 1675 fiel es an die Familie von Schönberg, in deren Besitz es bis 1945 blieb.“ (aus Sächsische Zeitung vom 28. November 2007, Quelle: Triebischtal.).
20. ↑  Kirche Taubenheim:

  - Kirche:

Saalkirche aus dem frühen 16. Jahrhundert, der Chor teilweise mit Bausubstanz wohl des Gründerbaus des 13. Jahrhunderts, der romanische Triumphbogen ebenfalls 13. Jahrhundert. Der turmartige Dachreiter von 1625/26, die Anbauten im Norden und Süden 16. Jahrhundert überformt und zum Teil erweitert 1865/67. Außenrestaurierung 1901 und 1978/79, innen 1980/81 und 1994 (bemalte Holzdecke).

Putzbau mit eingezogenem, dreiseitig geschlossenem Chor und Strebenpfeilern, das verschieferte Satteldach mit Fledermausgaupen und in der Mitte aufragendem verschiefertem Reiter, zweigeschossiger Rechteckunterbau mit Aufbau und Haube, danach Zwischenstück mit Laterne und Spitze. Rundbogige Fenster im Süden, zwei neugotische Maßwerkfenster von 1865/67 in der Westgiebelfront. An der Nordseite eingeschossiger Anbau mit großer Vorhalle, das Portal aus Sandstein, 17. Jahrhundert, westlich anschließend der Aufgang zu den Emporen, östlich die Parentationshalle von 1865/67 mit neugotischem Portal und Fenster.

Am Chor spitzbogige Fenster ohne Maßwerk. Sakristei an der Südseite, Tür und Fenster neugotisch. An der Nordseite vorgebaute Treppe zur Herrschaftsloge, darunter Zugang zum Chor mit zwei spätgotischen Sandsteinportalen, 16. Jahrhundert.

Im Innern hölzerne Kassettendecke von 1576, durch Längsunterzug in der Mitte geteilt, auf jeder Seite fünf quadratische Felder in der Breite, 14 in der Länge, jeweils mit Deckleisten, die Bemalung 1650 von Jonas Eywigk mit Gestalten des Alten und Neuen Testaments, Propheten und Apostel, in kräftiger Farbigkeit, begleitet von Stifterinschriften, zwischen den Figuren jeweils ein Feld mit Ornamentdekor und Rankwerk, teilweise mit Engelsköpfen. Die Anordnung der Felder von Reihe zu Reihe diagonal versetzt, so dass wirkungsvolles Gesamtmuster entsteht. Als Stifter sind der Patronats- und Schlossherr Wolff von Ende, Mitglieder seiner Familie und sein Verwalter, der Pfarrer, der Schulmeister und die Kirchväter genannt. An der fensterlosen Nordseite zweigeschossige Empore aus Holz, 1865/67, mit neugotischen Blendmaßwerkbrüstungen. Der über fünf Stufen erhöhte Chor öffnet sich mit einem rundbogigen gefassten Triumphbogen aus Sandsteinquadern, ein erhaltener Kämpferstein weist auf das 13. Jahrhundert Das Zellengewölbe des Chors um 1515.
  - Ausstattung:
    - Altar: 1606 von Hans Köhler d. Ä., aus Sandstein, farbig gefasst, gestiftet von Etzold von Ende. Über einem Unterbau mit zwei Frauenköpfen und Inschrift (Einsetzungsworte) dreigeschossiger Aufbau, in der ersten Zone Reliefs mit Darstellung des Abendmahls, links und rechts davon, abgeteilt durch korinthische Säulen, die Fußwaschung und Grablegung, die Reliefs von Wappenreihen begleitet, über einem Gesims die zweite Zone mit Reliefdarstellung Christi am Ölberg zwischen kleineren Säulen, links und rechts davon schlafende Jünger, darüber in der dritten Zone Reliefs mit Gottvater und abschließender Dreieckgiebel mit bekrönendem Salvator mundi, begleitet von wappentragenden Engeln.
    - Kanzel: Ebenfalls von Hans Köhler d. Ä., aus Sandstein, farbig gefasst, gestiftet von Hans Ernst von Miltitz. Der achteckige Korb, rechts am Triumphbogen, über einer toskanischen Säule, die auf einem Postament mit Löwenkopf ruht, mit der Säule verbunden ein Relief mit Darstellung der ehernen Schlange, am Fuß vier Männer und eine Frau, von Schlangen umklammert. Das inhaltsreiche Bildprogramm der Kanzel fortgesetzt an den Brüstungsrelies des Korbs mit Darstellungen der Kreuzigung Christi und der Höllenfahrt der Sünder, der Himmelfahrt Christi, des über den Figuren der Stifterfamilie thronenden Christus, der Himmelfahrt des Elias und Johannes des Evangelisten. Der von der Sakristei zum Kanzelkorb führende überwölbte Gang, ebenfalls Sandstein, von einem Steinbalken getragen, der von der fast lebensgroßen Gestalt des Moses und einem Steinpfeiler gestützt wird, die Brüstung des Gangs mit Darstellung der Arbeiter im Weinberg des Herrn, Christi als Sämann am Kreuz, auf dem Fries eine Inschrift von 1598, die den Stifter, den amtierenden Pfarrer und den Bildhauer nennt.
    - Taufstein: 1592, aus Sandstein, farbig gefasst, ebenfalls von Hans Köhler d. Ä., mit vier Kindlein am Fuß des sechseckigen Beckens, welche Attribute halten, am Beckenrand Reliefs mit Darstellung des Durchzugs der Kinder Israels durch das Rote Meer, der Arche Noah, der Taufe Christi und der Kindersegnung durch Christus
    - Jahn-Orgel: mit großem neugotischen Prospekt von 1867
21. ↑  Kirche Weistropp:

Kirche und Schloss bis etwa 1950 durch einen gedeckten Gang baulich miteinander verbunden und auf einer nach Osten und Norden vorspringenden Geländezunge gelegen. Sie bilden zusammen mit dem Pfarrhof im Südwesten den historischen Kern des Dorfes.

Die kleine Anlage in Klipphausen, Ortsteil Weistropp, aus Eiche und Inschriftenstein bestehend, erinnert an Luther selbst, an ein 1883 weit verbreitetes und kirchlich/religiös bedeutsames Gedenken sowie an ein für den Ort Weistropp wichtiges Ereignis. Sie ist somit personengeschichtlich, kulturgeschichtlich und ortsgeschichtlich bedeutend.
  - Saalkirche: 1601 neu erbaut, bauliche Veränderungen 1725, 1876 und 1877. Turm 1499, sein Aufbau 1701. Innenrestaurierungen 1887 und 1939. Putzbau mit Stichbogenfenstern, der Chor leicht eingezogen, mit 3/8-Schluss, Strebepfeilern und nahezu rundbogigen Fenstern, an seiner Nordseite Sakristei mit transferiertem spätgotischen Portal, im Obergeschoss ehemalige Betstube der Schlossherrschaft. Dreigeschossiger Westturm, mit spätgotischem Westportal, achteckiger Turmaufbau mit Haube, Laterne und Spitzhelm, südlich angebaute Vorhalle Ende 19. Jahrhundert Saal mit flacher Putzdecke, spitzbogiger Chorbogen von 1876, westliches Chorjoch flach gedeckt, der östliche Schluss mit Rippengewölbe, Betstube 1939 erneuert. Chorfenster mit drei Glasgemälden, 1887. Altar 1939 von Walter Jähnig und Willi Ritsche, Altargemälde, Öl auf Holz, mit Darstellung des Abendmahls, um 1725. Kanzel, Sandstein, bezeichnet mit 1607, am Korb Relief der Stifter Gottschalk von Günderode und Barbara von Geusau, in den Seitenfeldern 16 Adelswappen, Taufe (1602), Sandstein, bezeichnet mit 1602, mit reichem Spätrenaissancedekor, beide von Balthasar d. Ä. (Dehio Sachsen I, 1996).
  - Kirchhof: mit Grabmälern des 19. Jahrhunderts
  - Einfriedung schmiedeeisernem Zaun und Torpfeiler mit Gitter
  - Kriegerdenkmal als kleines Gebäude
22. ↑  Abgerissene Scheune Zum Galgenberg 5 in Weistropp :

Die Scheune bildete den südlichen Abschluss des zur tiefer verlaufenden Straße offenen Dreiseithofes. Sie wurde durch mehrere Anbauten im Laufe ihres Bestandes erweitert, dabei wurde aber der bauzeitliche Grundriss im Kernbau von 1618 (d) erhalten. Die Erweiterungsbauten künden mit dem Einbau eines Kellers vom Einzug der Kartoffel und Rübe in die Wirtschaft des Hofes, die Erweiterung der Lagerfläche zeigt den steigenden Ertrag der Felder nach Einführung von neuen Methoden des Feldbaus.

Die dendrochronologische Datierung des Fachwerkes der Scheune erbrachte in vier Proben das Jahr 1618, dreimal Winter-, einmal Sommerwaldkante (Heußner, Petershagen), das verwendete Bauholz der Proben ist Tanne und Fichte. Die Scheune wurde zu Beginn des Dreißigjährigen Krieges erbaut und hatte fast 400 Jahre die Zeiten überdauert.

Die Scheune war zweizonig quer zum First gegliedert. Die östliche Zone parallel zur Straße war die Tenne, den natürlichen Gegebenheiten folgend war die Einfahrt nicht vom Hofe aus möglich, sondern nur direkt vom Felde unter der Traufe. Die runden Löcher für die Drehzapfen des Tores waren im abgewandten Traufrähm erhalten. Zum Hofe führte unter der Traufe eine Tür, die über ein paar Stufen vom tiefer liegenden Hof erreicht werden konnte. Westlich neben der Tenne gab es eine Banse, die beide durch eine etwa bis zur halben Höhe verbretterten Bundwand getrennt waren. Mit dem leichten Rechteck des Grundrisses von ca. 7,30 x 6,80 m und einer Höhe von ca. 3,40 m war der Kernbau eine kleinere Scheune.

Der Bauzustand der Scheune war stellenweise gut bis sehr gut, an anderen Stellen sehr schlecht. Das bauzeitliche, geblattete Kreuzstrebengefüge war aber auch in den zerstörten Bereichen noch vollständig ablesbar. Das Gefüge des Fach- wie auch des Dachwerkes war sehr sorgfältig aus kräftigen Querschnitten gezimmert worden.

Mit dem Kreuzstrebenabbund war die Scheune in überzeugender Befundfülle ein außerordentlich wertvolles Zeugnis der ländlichen Bauweise zu Beginn des 17. Jahrhunderts in der Region. Durch den Vergleich mit den Scheunen aus dem Landkreis Mittweida aus dem 16. und beginnenden 17. Jahrhundert erhielt das Bauwerk eine überregionale Bedeutung. Neben der ebenfalls in Kreuzstrebenfachwerk errichteten Scheune des Pfarrhofes in Tanneberg, allerdings erst 1659 (d), war die Weistropper Scheune ein bisher alleinstehendes, vollständig erhaltenes ländliches Bauwerk aus dem beginnenden 17. Jahrhundert und erhielt damit neben den Gefügebefunden eine besondere Bedeutung nach dem Alterswert.

Aufgrund des hohen Denkmalwertes des Scheune und ihrer Stellung im Hofverband wie im Ortsbild war neben dem Wohnhaus und dem Seitengebäude auch ein Erhalt der Scheune anzustreben. Es sollte versucht werden, den geplanten Neubau eines Wohnhauses mit dem Erhalt des Fachwerkgefüges der Scheune zu verbinden. Das Dachwerk hatte zumindest durch den vermuteten Ausbau eines Mittellängsverbandes Veränderung erfahren, die Dachneigung und gute Sparren hätten aber wieder verwendet werden sollen. Schadhafte Hölzer hätten repariert werden können, bei großem Schadensbild wäre auch Ersatz möglich gewesen. Ein vorheriges Aufmaß und die Nummerierung der Hölzer hätten bei dem Wiederaufbau nach einem wohl unumgänglichen Abbau der Scheune die denkmalgerechte Wiederherstellung gewährleistet. Ein Neubau hätte in die Scheune eingefügt werden können, soweit die erhaltene Substanz nicht verändert worden wäre. So wäre es möglich gewesen, das Fachwerk als dämmende Außenhülle um den Neubau zu stellen, die Grundrissgestaltung hätte auf die Zweizonigkeit Rücksicht nehmen sollen. Erweiterungen der Nutzfläche wären durch das bauzeitliche Tor auf der abgewandten Seite möglich gewesen, aber auch das jüngere Tor im Westgiebel hätte genutzt werden können. Fensteröffnungen hätten das Gefüge nicht trennen sollen.

So hätte ein interessanter Neubau entstehen können, der zugleich das Erscheinungsbild der Scheune von 1618 (datiert) erkennbar bleiben gelassen hätte. Es hätte die Möglichkeit bestanden, die bisher älteste bekannte Scheune im Umland von Dresden erhalten zu können.
23. ↑  Wohnhaus Gutsweg 1 in Wildberg:

Die zugewandten Seiten des Fachwerkoberstocks zum Hof (Traufe) und zur Straße (Giebel) haben gerade Andreaskreuze, die an den Hausecken zu Kreuzstreben erweitert sind. Die jeweils zu den Eckständern aufsteigenden Streben überblatten die Brustriegel und sind durch ein Blatt mit gekehltem Rücken mit jenen verbunden. Die abgewandten Seiten sind einfach verstrebt. Der dichten Ständerfolge unter den Dachbalken in der zugewandten Traufseite stehen weite Ständerabstände in der abgewandten Traufseite gegenüber. Das Denkprinzip des Ständerbaus ist hier noch gut zu erkennen.

Bemerkenswert ist das Dachwerk. Das binderlose Kehlbalkendach hat keinen Mittellängsverband und keinen Stuhl, die Windaussteifung wird hofseitig (zugewandte Seite) durch zwei von außen in die Sparren eingeblattete Windrispen erreicht, die sich im mittleren Sparrenzwischenraum der acht Sparrenpaare unten kreuzen. Die Sparren sind zur zugewandten Seite zum Hof in die leicht überstehenden Dachbalken eingezapft, zur abgewandten Seite sind Dachbalken und Sparren mit einem geschweiften Überstand verblattet. Am First stoßen die Sparren stumpf aneinander. Die Riegel im Sparrendreieck zur Straße sind in die Sparren geblattet.

Die Schwelle des Oberstockfachwerks zeigt eine Profilierung mit einer Kehle und darüber einem Stab, das vor den Balkenköpfen durchlaufende Füllholz mit Fase und Stab. Beide Profilierungen enden mit Schiffchen.

Die bauzeitliche Stube im Erdgeschoss ist mitsamt der Decke verloren und durch Steinwände und einfach gefaste Deckenbalken ersetzt. Das nur zweizonige Haus hatte neben der Stube zum abgewandten Giebel einen Raum, der als Flur und Küche gedient hat. Hier sind die bauzeitlichen Deckenbalken erhalten. Im abgewandten Giebelbalken der Decke zum Oberstock und im nächstliegenden freitragenden Deckenbalken sind die Ausnehmungen des Treppenwechsels erhalten.

Blattsassen in den heutigen Mauerhölzern lassen auf ein verlorenes, durch Mauerwerk ersetztes Erdgeschossfachwerk schließen, die Mauerhölzer sind die ehemaligen Rähme.

Die konstruktive Gestalt des Oberstockfachwerks mit Profilierungen und das Dachwerk lassen eine Datierung in die Zeit um 1650 oder früher zu (dendrochronologisches Gutachten: Holzeinschlag 1619, Hausbau etwa im Zeitraum von 1620 bis 1622). Von besonderem baugeschichtlichem Wert sind die zur abgewandten Seite angeblatteten Sparren, die nach meiner Kenntnis der bisher einzige Fund im Elbtal sind. Angeblattete Sparren sind aus der Gegend um Mittweida bis nach Ostthüringen aus dem 16. bis 18. Jahrhundert bekannt (bisher 1526/1725) und aus der Oberlausitz aus dem 17./18. Jahrhundert (jüngste Datierung 1740).

Das nahezu vollständig erhaltene Fachwerk des Oberstocks und das Dachwerk zeigen für die überregionale Baugeschichte des Bauernhauses bedeutende Befunde.